# Málaga
Málaga es una ciudad y municipio español, capital de la provincia homónima, situada en la comunidad autónoma de Andalucía. Cuenta con una población de 591 637 habitantes (INE 2024), es la segunda ciudad más poblada de Andalucía y la sexta de España, así como la mayor de entre las que no son capitales autonómicas. Además, es la zona urbana más densamente poblada de la conurbación formada por el conjunto de localidades que se sitúan a lo largo de 160 km de la Costa del Sol y el centro de un área metropolitana que abarca otros 12 municipios que suman 987 813 habitantes censados. Se estima que conforma la quinta área metropolitana de España.
Está situada en el oeste del mar Mediterráneo y el sur de la península ibérica, a unos 100 km al este del estrecho de Gibraltar. Su término municipal ocupa una extensión de 398,25 km² que se extienden sobre los montes de Málaga y el valle del Guadalhorce. Se emplaza en el centro de una bahía rodeada de sistemas montañosos: la sierra de Mijas y los montes de Málaga. La atraviesan los ríos Guadalmedina y Guadalhorce.
Fundada por los fenicios en el siglo VIII a. C., es una de las ciudades más antiguas de Europa. Fue un municipio primero federado, luego de derecho latino del Imperio romano y una próspera medina andalusí cuatro veces capital de su propio reino, que fue incorporada a la Corona de Castilla en 1487. Durante el siglo XIX experimentó una destacable actividad industrial y revolucionaria que la situó como primera ciudad industrial de España y la hizo merecedora de los títulos «Siempre denodada» y «La primera en el peligro de la libertad». Escenario de uno de los episodios más sangrientos de la guerra civil española y protagonista de la explosión del boom turístico de las décadas de 1960 y 1970, constituye en la actualidad un notable centro de entretenimiento, económico, cultural y nodo de comunicaciones en el litoral mediterráneo.

## Toponimia
Los documentos más antiguos que parecen mencionar el nombre de Málaga son los numismáticos, puesto que en la zona debió haber una ceca en tiempos púnicos. En estas monedas se menciona la palabra 𐤌𐤋𐤊𐤀, transliterada como mlkʾ. La teoría más aceptada es la que deriva esta palabra de la raíz semítica *m-l-k «ser rey, reinar, tener dominio», acaso indicando la presencia en suelo malacitano de un templo dedicado a alguna diosa, probablemente Astarté (a la que se la llama «reina del cielo» en la mitología semítica). Ya en el siglo XVII, el historiador Martín de Roa apuntaba que el nombre Malaca procedía del hebreo מלכה *malkah «reina», basándose en la cita de Estrabón que consideraba a la ciudad «princesa entre las demás de esta costa», y utilizando asimismo el argumento filológico de que en árabe la ciudad tenía un significado idéntico: «Los Moros con el mismo nombre la dezian: Malaq i al natural della Malaqui, al rey Meliq...». Si se tiene en cuenta que los fundadores de Malaka proceden de la ciudad fenicia de Tiro y que en dicha ciudad el dios supremo era Melqart mlk-qrt (rey + ciudad) y que en la mayoría de las monedas encontradas de la ceca de Malaka aparecen en el reverso un templo y en el anverso la imagen de un dios, lleva a los historiadores y expertos a deducir que ese templo y el nombre de la ciudad iban dedicados a ese dios supremo.
Aunque a veces se ha sugerido como étimo la palabra fenicia para la sal (cf. hebreo מלח mélaḥ, árabe ملح milḥ), hay problemas fonéticos que hacen inviable esta teoría: la tercera consonante de la palabra «sal» en estos idiomas es la aspirada faringal sorda, pero en las monedas fenicias acuñadas en Málaga se usa la oclusiva velar sorda (en las monedas se esperaría una forma *𐤌𐤋𐤇𐤀). La frecuente aparición de tenazas grabadas en las monedas fenicias acuñadas en Málaga ha dado pie a derivar el nombre a partir de la raíz semítica *l-q-ḥ «coger, asir, torcer» con el preformante locativo *m- y con un sentido «lugar en el que se retuerce (el metal)», indicando la presencia de alguna fundición. Pero la evidencia numismática no muestra ni la q ni la ḥ necesarias (en las monedas se esperaría *𐤌𐤋𐤒𐤇 *malqaḥ o similar).[cita requerida]

## Símbolos

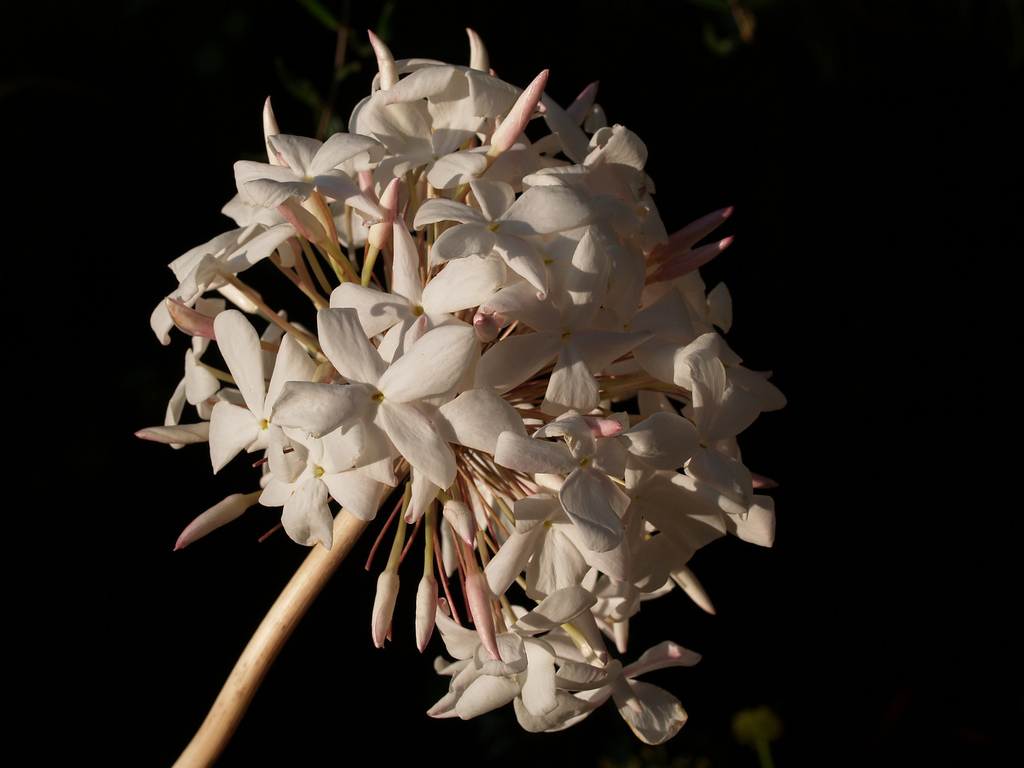
Biznaga

«La verde y morada», como se conoce a la bandera malagueña, está dividida en dos mitades verticales, la parte izquierda de color púrpura y la derecha de color verde, con el escudo de la ciudad en el centro. Este contiene en campo de gules (rojo) una villa sobre unas peñas con un puerto en lo bajo, todo sobre ondas de mar de plata y azul; en cantón diestro de jefe, dos figuras que simbolizan a los patronos de la ciudad: los santos Ciriaco y Paula; bordura partida de púrpura y sinople, cargada con cuatro haces de cinco flechas empuñadas por un yugo todo ello de plata y un ramo del mismo metal, alternando. El Timbre es una corona real abierta.
A partir de 2005, el ayuntamiento optó por representarse con escudo simplificado a modo de emblema, adaptándose a las necesidades gráficas actuales. Ambos símbolos coexisten, pudiendo encontrar indistintamente el escudo o el emblema en base al tipo de evento o publicación en el que se represente.
El lema y títulos otorgados a Málaga son «La primera en el peligro de la Libertad, la muy Noble, muy Leal, muy Hospitalaria, muy Benéfica y siempre Denodada Ciudad de Málaga». A nivel popular, la creación lírica le ha otorgado el sobrenombre de «la bella», mientras que diferentes canciones han venido apodando a la ciudad como «bombonera» debido a su orografía, enclavada entre montes.
Los patronos de Málaga son los mártires Ciriaco y Paula y la Virgen de la Victoria. El emblema popular y turístico que caracteriza a Málaga es la estatua de El Cenachero, que representa al desaparecido oficio popular malagueño de cenachero, vendedor callejero de pescado. La flor que simboliza a Málaga es la biznaga, realizado con jazmín, siendo el biznaguero otro personaje popular que se dedicaba a vender biznagas en la calle. Otros símbolos populares son el boquerón, el gazpachuelo y los espetos de sardinas, pescado típico de la ciudad, y la Cerveza Victoria, fabricada en Málaga desde 1928, que se autodenominaba «malagueña y exquisita».

## Geografía

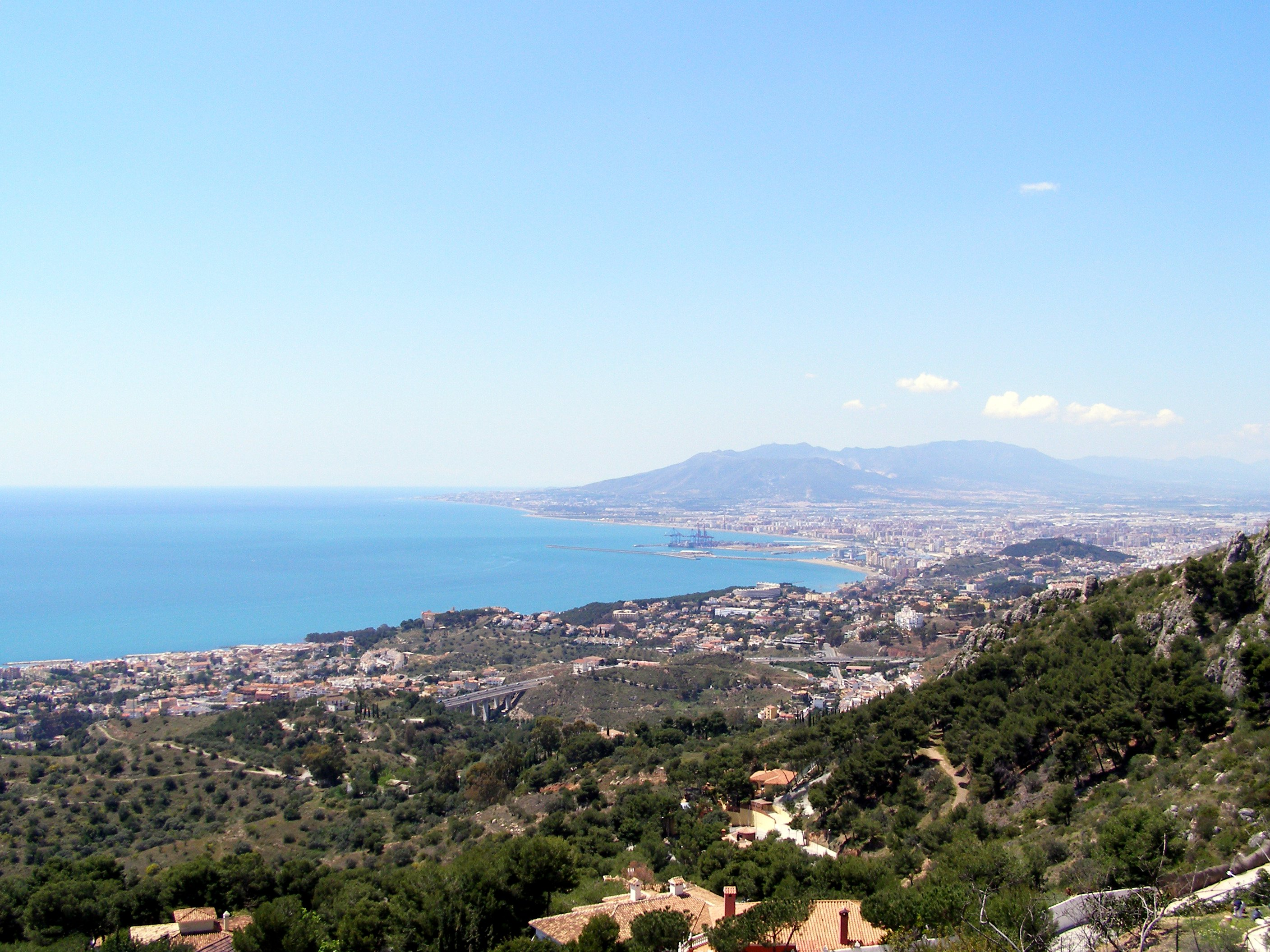
Vista de la bahía de Málaga. Al fondo, la sierra de Mijas

El término municipal de Málaga está representado en la hoja 1053 del Mapa Topográfico Nacional. Limita al norte con los municipios de Almogía, Casabermeja, Colmenar y Comares; al este con El Borge, Moclinejo y Totalán; al oeste con Cártama y Alhaurín de la Torre; al sureste con Rincón de la Victoria y al suroeste con Torremolinos. Al sur se encuentra el mar Mediterráneo.
| Noroeste: Almogía                     | Norte: Casabermeja    | Nordeste: Colmenar y Comares        |
| Oeste: Cártama y Alhaurín de la Torre |                       | Este: El Borge, Moclinejo y Totalán |
| Suroeste: Torremolinos                | Sur: Mar Mediterráneo | Sureste: Rincón de la Victoria      |

### Relieve

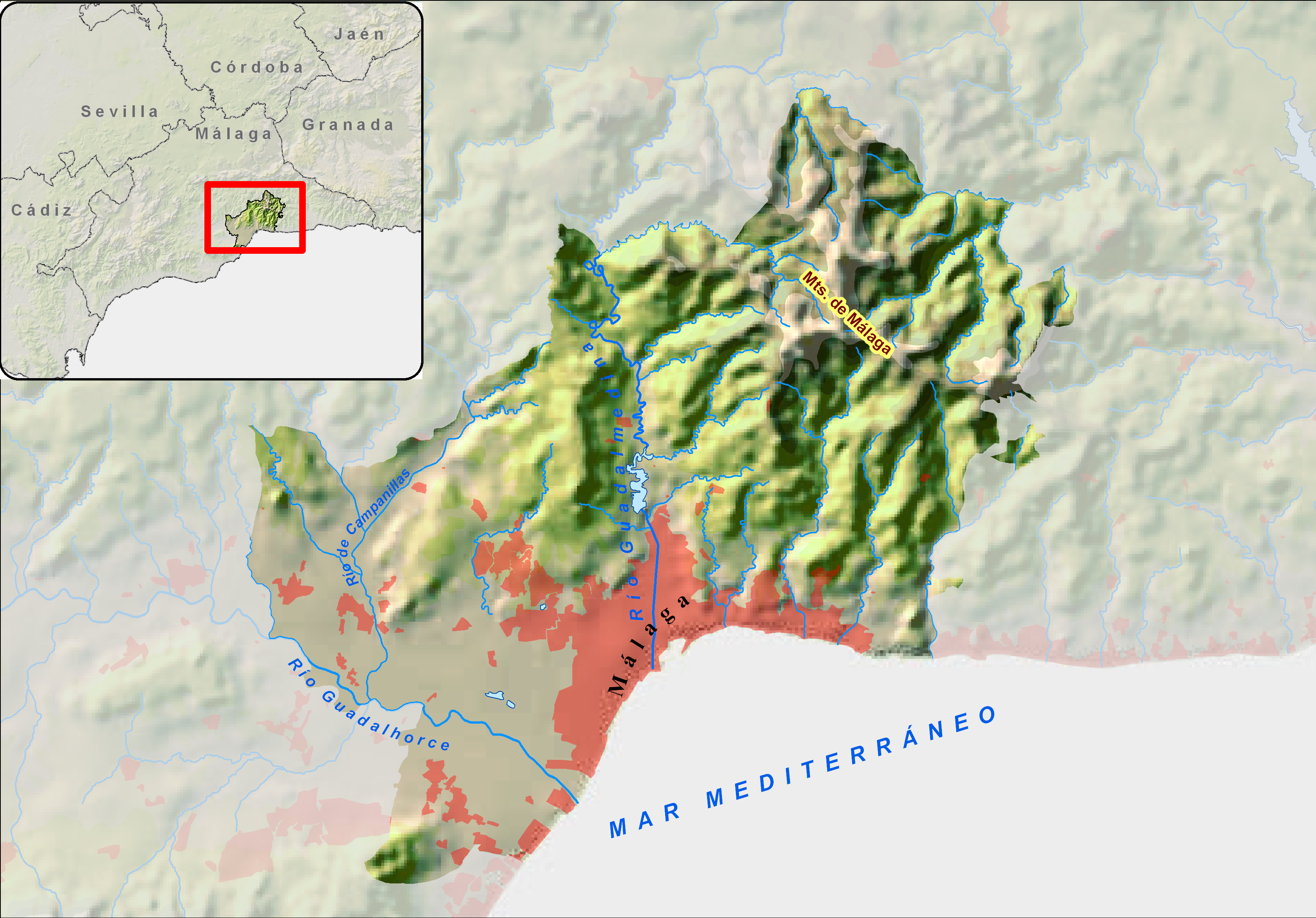
Relieve del término municipal

El municipio de Málaga se extiende por tres comarcas naturales de diferente paisaje. La aglomeración urbana ocupa la mayor parte de la Hoya de Málaga, llanura aluvial costera formada por los estuarios de los ríos Guadalmedina y Guadalhorce. La mitad norte y la zona oriental del municipio corresponden al territorio montañoso de los Montes de Málaga, que llegan a alcanzar los 1032 m s. n. m. (metros sobre el nivel del mar) en la Cresta de la Reina. Por el oeste se extiende la vega del Guadalhorce.

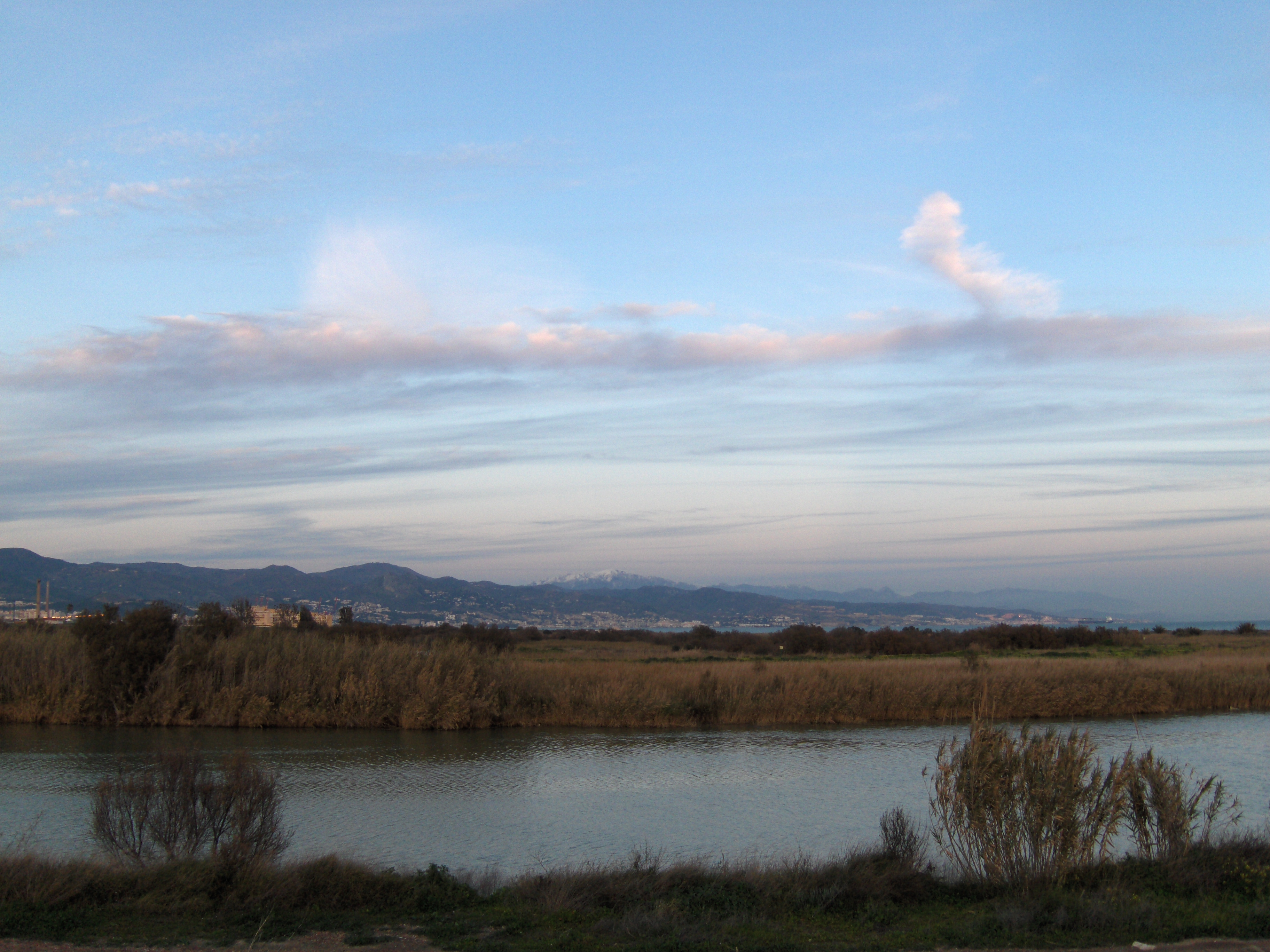
Perfil montañoso del litoral oriental de la bahía de Málaga visto desde la desembocadura del Guadalhorce. El pico nevado, al fondo, es el de La Maroma, en la sierra de Tejeda

El centro histórico de la ciudad está situado a una altitud de 8 m s. n. m. y se abre a una amplia bahía rodeada por las estribaciones meridionales de los Montes de Málaga, que desde el municipio del Rincón de la Victoria, recorren la ciudad paralelas a la costa en dirección este-oeste y que comprenden los montes y cerros de Calderón, San Cristóbal, Victoria, Gibralfaro, Los Ángeles, Coronado, Cabello, La Tortuga y Atalaya, continuando después hacia el interior a lo largo del valle del río Campanillas. Por el lado occidental cierran la bahía las sierras de Cártama y Mijas.
El litoral malagueño ha sido muy modificado por la acción humana a lo largo de la historia, encontrándose algunas partes de la ciudad en terrenos ganados al mar. En general, las playas situadas al oeste del puerto y la desembocadura del Guadalmedina son bajas y arenosas, mientras que hacia el lado oriental la costa presenta un relieve más abrupto, con formaciones montañosas muy cercanas al litoral.

### Hidrografía
La totalidad del municipio se encuadra dentro de la Cuenca Mediterránea Andaluza. Los cursos de agua son cortos y salvan grandes pendientes, por lo que a menudo provocan torrentes. Los dos mayores son el Guadalhorce y el Guadalmedina, que recogen la mayor parte del agua del municipio. La irregularidad del régimen de lluvias tiene como resultado que los cursos de agua sean intermitentes, estando a menudo secos en verano.

### Clima

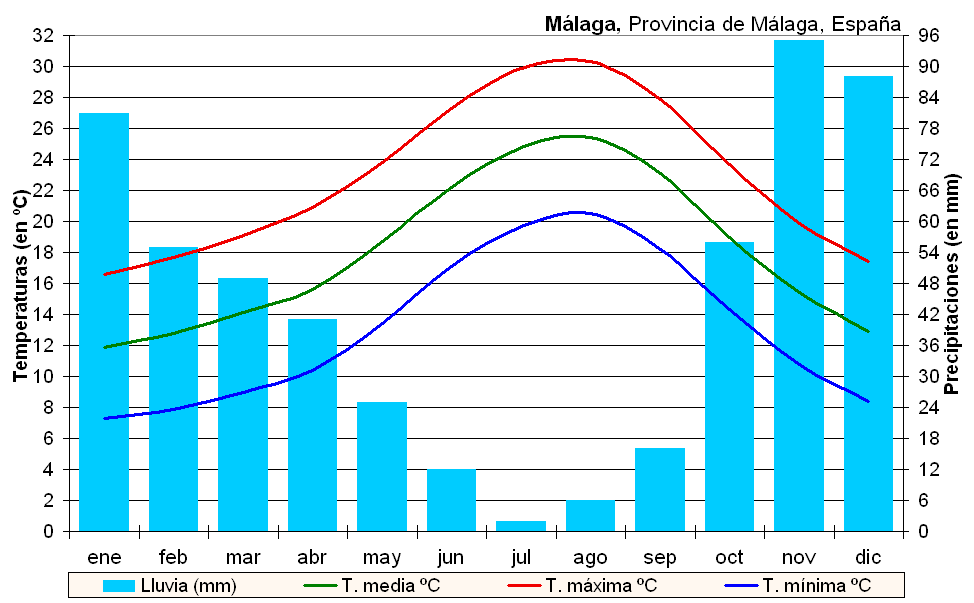
Climograma de Málaga. Datos del observatorio del aeropuerto

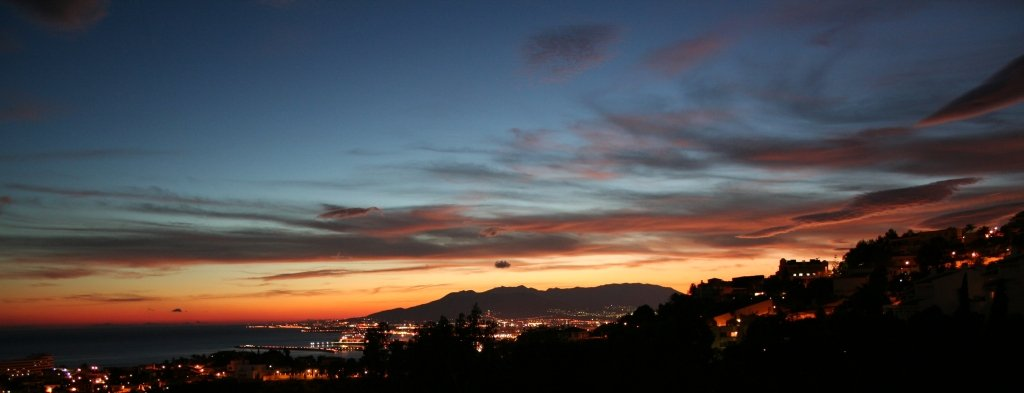
Atardecer en Cerrado de Calderón

El clima de Málaga es un clima mediterráneo típico, el cual corresponde, de acuerdo con la clasificación climática de Köppen, al clima mediterráneo Csa. La temperatura media anual es de 18,9 °C, siendo su máxima media de 31,5 °C en agosto y la mínima media de 7,9 °C en enero. La suavidad domina el clima invernal, siendo prácticamente inexistentes las heladas, aunque estas se han dado hasta los años sesenta y setenta del pasado siglo XX. Los veranos son calurosos, normalmente húmedos excepto cuando sopla «el terral», viento seco del interior que dispara las temperaturas. Málaga ha alcanzado los 44,2 °C (1978 y 2023).
Las precipitaciones se concentran en cortos periodos del año. La humedad media es de 65 %, con 42 días de lluvia al año, concentrados en los meses más fríos. De hecho entre los meses de noviembre y enero cae el 50 % de la precipitación media anual, que es de 506 mm. La irregularidad de las lluvias se manifiesta en episodios torrenciales de gran virulencia, siendo el récord de Málaga los 313 mm registrados en el observatorio del aeropuerto el 27 de septiembre de 1957, y la inundación del 14 de noviembre de 1989.
Al año, hay 2905 horas de sol. En 2007, Málaga fue la segunda ciudad más soleada de España, con 3059 horas de sol, según el Instituto Nacional de Estadística, recogidos en su anuario estadístico. La Agencia Estatal de Meteorología, establece el mes de julio del 2009 como el más cálido desde 1942, en Málaga la temperatura media máxima fue de 32 °C, con tres días seguidos con temperaturas de 39 °C.
| Parámetros climáticos promedio de observatorio del Aeropuerto de Málaga-Costa del Sol (6 m s. n. m.) (periodo de referencia: 1991-2020, extremas: 1942-presente) | Parámetros climáticos promedio de observatorio del Aeropuerto de Málaga-Costa del Sol (6 m s. n. m.) (periodo de referencia: 1991-2020, extremas: 1942-presente) | Parámetros climáticos promedio de observatorio del Aeropuerto de Málaga-Costa del Sol (6 m s. n. m.) (periodo de referencia: 1991-2020, extremas: 1942-presente) | Parámetros climáticos promedio de observatorio del Aeropuerto de Málaga-Costa del Sol (6 m s. n. m.) (periodo de referencia: 1991-2020, extremas: 1942-presente) | Parámetros climáticos promedio de observatorio del Aeropuerto de Málaga-Costa del Sol (6 m s. n. m.) (periodo de referencia: 1991-2020, extremas: 1942-presente) | Parámetros climáticos promedio de observatorio del Aeropuerto de Málaga-Costa del Sol (6 m s. n. m.) (periodo de referencia: 1991-2020, extremas: 1942-presente) | Parámetros climáticos promedio de observatorio del Aeropuerto de Málaga-Costa del Sol (6 m s. n. m.) (periodo de referencia: 1991-2020, extremas: 1942-presente) | Parámetros climáticos promedio de observatorio del Aeropuerto de Málaga-Costa del Sol (6 m s. n. m.) (periodo de referencia: 1991-2020, extremas: 1942-presente) | Parámetros climáticos promedio de observatorio del Aeropuerto de Málaga-Costa del Sol (6 m s. n. m.) (periodo de referencia: 1991-2020, extremas: 1942-presente) | Parámetros climáticos promedio de observatorio del Aeropuerto de Málaga-Costa del Sol (6 m s. n. m.) (periodo de referencia: 1991-2020, extremas: 1942-presente) | Parámetros climáticos promedio de observatorio del Aeropuerto de Málaga-Costa del Sol (6 m s. n. m.) (periodo de referencia: 1991-2020, extremas: 1942-presente) | Parámetros climáticos promedio de observatorio del Aeropuerto de Málaga-Costa del Sol (6 m s. n. m.) (periodo de referencia: 1991-2020, extremas: 1942-presente) | Parámetros climáticos promedio de observatorio del Aeropuerto de Málaga-Costa del Sol (6 m s. n. m.) (periodo de referencia: 1991-2020, extremas: 1942-presente) | Parámetros climáticos promedio de observatorio del Aeropuerto de Málaga-Costa del Sol (6 m s. n. m.) (periodo de referencia: 1991-2020, extremas: 1942-presente) |
| Mes | Ene. | Feb. | Mar. | Abr. | May. | Jun. | Jul. | Ago. | Sep. | Oct. | Nov. | Dic. | Anual |
| --- | --- | --- | --- | --- | --- | --- | --- | --- | --- | --- | --- | --- | --- |
| Temp. máx. abs. (°C) | 26.8 | 30.0 | 31.4 | 34.3 | 35.6 | 41.0 | 44.2 | 44.0 | 40.0 | 36.3 | 30.4 | 29.4 | 44.2 |
| Temp. máx. media (°C) | 17.2 | 17.9 | 19.7 | 21.8 | 24.7 | 28.5 | 31.0 | 31.5 | 28.4 | 24.3 | 20.3 | 17.8 | 23.6 |
| Temp. media (°C) | 12.5 | 13.2 | 14.9 | 16.9 | 19.8 | 23.6 | 26.1 | 26.7 | 23.8 | 19.9 | 15.8 | 13.4 | 18.9 |
| Temp. mín. media (°C) | 7.9 | 8.4 | 10.1 | 11.9 | 14.9 | 18.6 | 21.2 | 22.0 | 19.2 | 15.4 | 11.4 | 9.1 | 14.2 |
| Temp. mín. abs. (°C) | -2.6 | -3.8 | -1.2 | 2.8 | 5.0 | 9.8 | 10.0 | 12.2 | 10.2 | 5.6 | 1.4 | -0.8 | -3.8 |
| Precipitación total (mm) | 62.1 | 56.1 | 66.0 | 41.3 | 23.1 | 4.4 | 0.1 | 2.7 | 25.2 | 60.6 | 77.1 | 87.7 | 506.4 |
| Días de precipitaciones (≥ 1 mm) | 5.4 | 4.6 | 5.1 | 4.4 | 3.2 | 0.6 | 0.0 | 0.4 | 2.3 | 4.5 | 5.4 | 5.6 | 41.5 |
| Horas de sol | 183 | 189 | 223 | 249 | 301 | 336 | 353 | 322 | 261 | 220 | 177 | 161 | 2959 |
| Humedad relativa (%) | 67 | 66 | 65 | 62 | 58 | 56 | 57 | 59 | 63 | 70 | 69 | 71 | 64 |
| Fuente n.º 1: Agencia Estatal de Meteorología | | | | | | | | | | | | | |
| Fuente n.º 2: Agencia Estatal de Meteorología (extremos) | | | | | | | | | | | | | |

### Flora

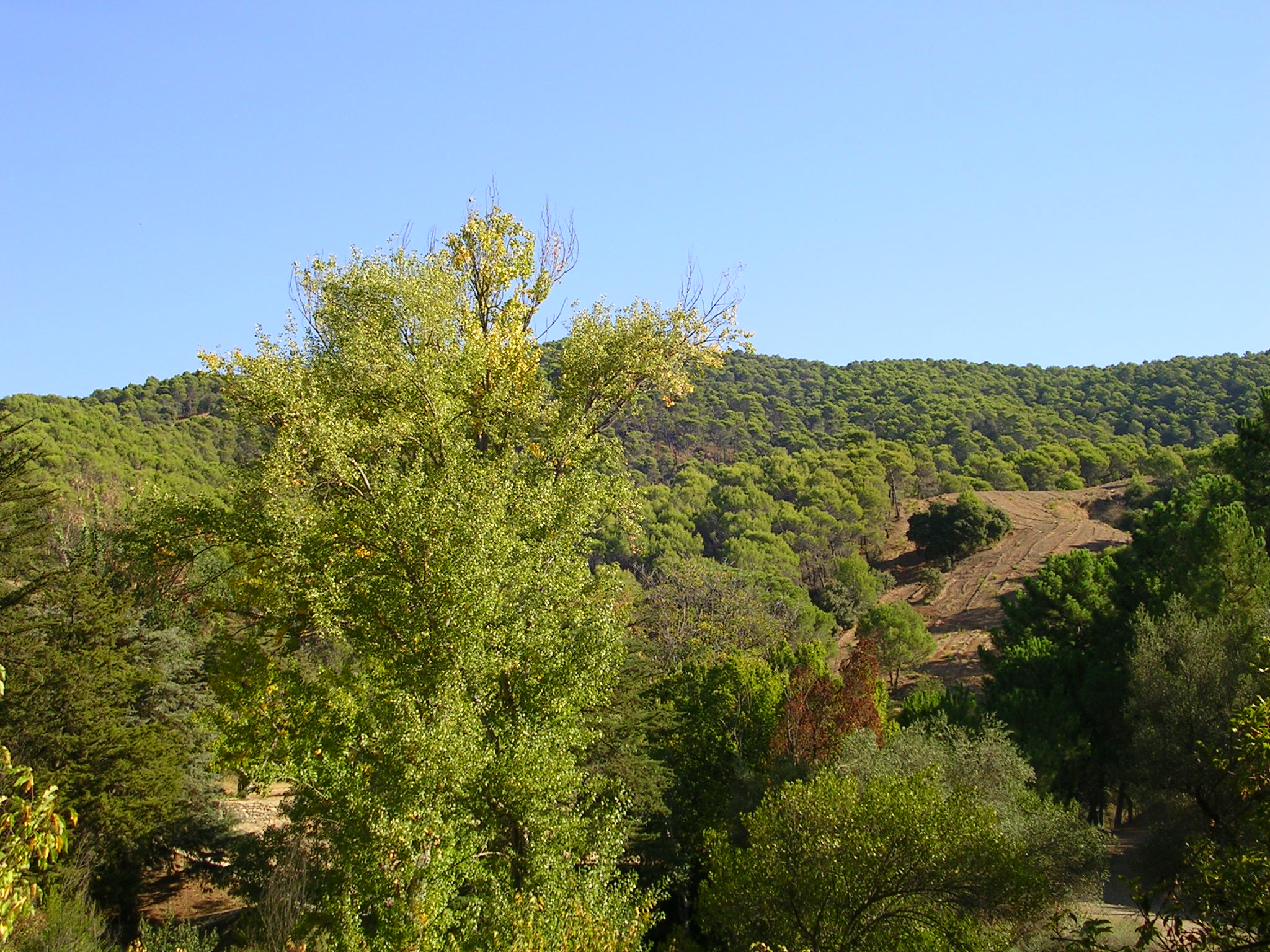
Pinares de los montes de Málaga

El origen de la mayor parte de la vegetación arbórea que cubre el municipio se sitúa en las repoblaciones forestales realizadas a partir de la década de 1930 en los montes de Málaga, con objeto de preservar a la ciudad de las grandes inundaciones que padecía a causa del río Guadalmedina. Las especies utilizadas en dichas repoblaciones fueron el pino piñonero, el pino resinero y sobre todo el pino carrasco, especie que se adapta perfectamente a los suelos pobres y muy erosionados.
A partir de estas repoblaciones, la vegetación autóctona mediterránea empieza a desarrollarse y en la actualidad se pueden apreciar encinas, alcornoques y quejigos, además de castaños, nogales, chopos, fresnos, madroños, mirtos y algarrobos, así como diversas especies de jara, brezo, labiadas, palmito, retama, tomillo, romero, esparraguera, etc. En las zonas más aclaradas del pinar se desarrolla el típico matorral mediterráneo, con especies resistentes a las sequías como el erguen, la aulaga morisca, el aladierno y la retama de escoba. A la sombra de este matorral o bajo el pinar, se desarrollan especies como coscoja, torvisco, enebro y brezo blanco.
La desembocadura del Guadalhorce, pequeño paraje de marismas al sur de la ciudad, donde el río se bifurca en dos brazos formando un delta fluvial, contiene plantas acuáticas, vegetación perilagunar de carrizos, castañuelas y almajos principalmente, pero también álamos, eucaliptos, sauces, tarajes y palmeras.

### Fauna
Los montes de Málaga sustentan un gran número de especies animales. Se han contabilizado más de 151 especies de vertebrados y un número mayor aún de invertebrados. Entre los anfibios se cuentan la rana común, el sapo común y el sapo corredor. Los reptiles están representados por 19 especies entre las que destacan el camaleón, especie en grave peligro de extinción, la salamanquesa, el lagarto ocelado, la lagartija y las culebras. Las aves representan el mayor grupo de vertebrados con casi 100 especies entre las que se pueden destacar las rapaces como el azor, el gavilán, el ratonero común, el águila perdicera, el águila calzada, el águila culebrera, y los a veces carroñeros, milano real, milano negro, el mochuelo, la lechuza común, el autillo y el cárabo.
Los mamíferos suman más de 30 especies que incluyen carnívoros como el zorro, el tejón, la jineta, el meloncillo, la comadreja y el turón; insectívoros como el erizo moruno, el topo ciego, la musaraña, la musaraña etrusca, que es el mamífero más pequeño del mundo, y el murciélago; roedores como la rata campestre, la rata gris, el ratón común, el ratón campestre, la rata de agua, la rata topera, el lirón careto, el topillo común, la ardilla, el conejo y la liebre mediterránea; así como el jabalí y la cabra montesa, uno de los mayores mamíferos que habitan los montes del municipio.

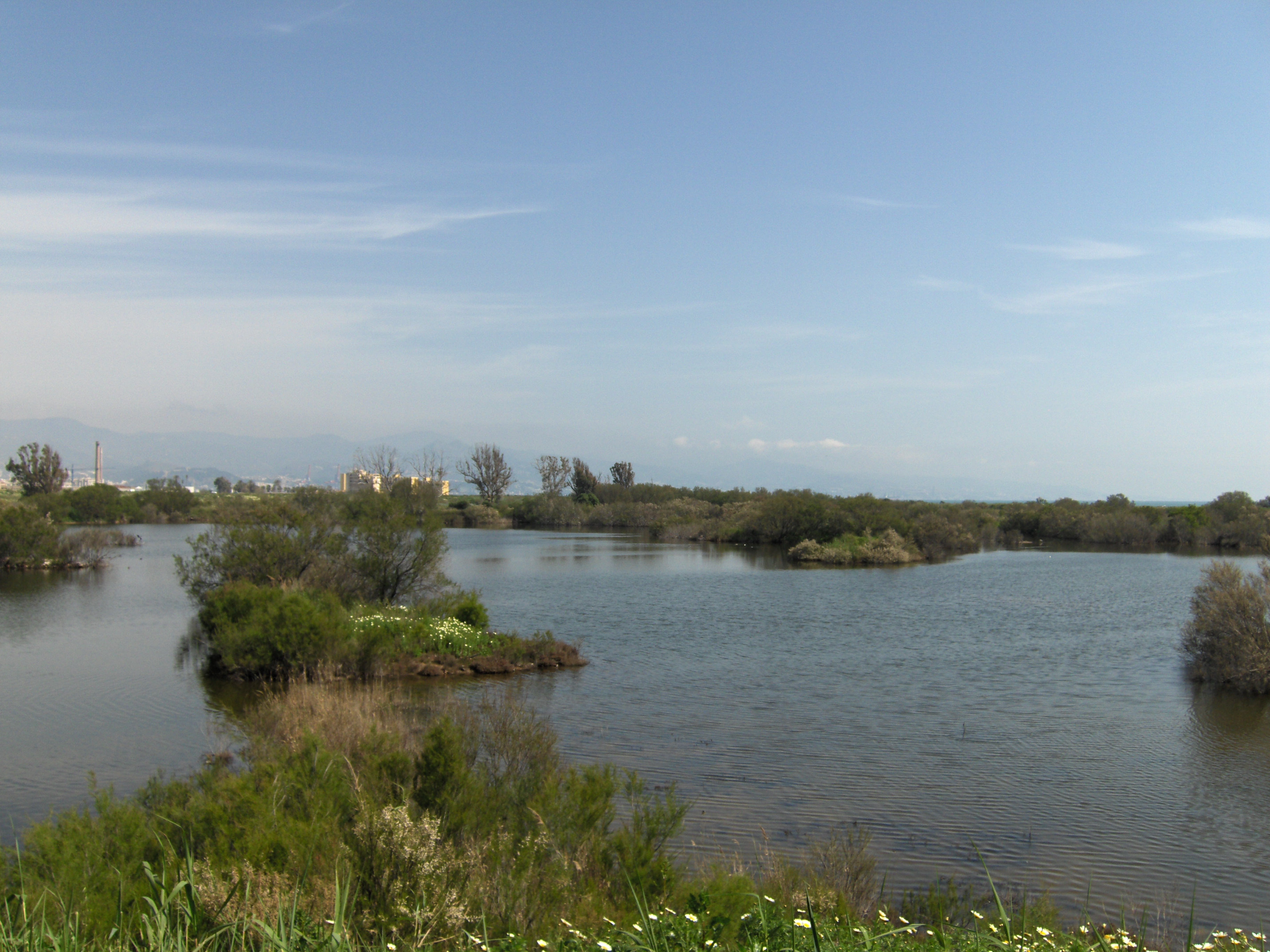
Laguna Grande del Paraje Natural Desembocadura del Guadalhorce

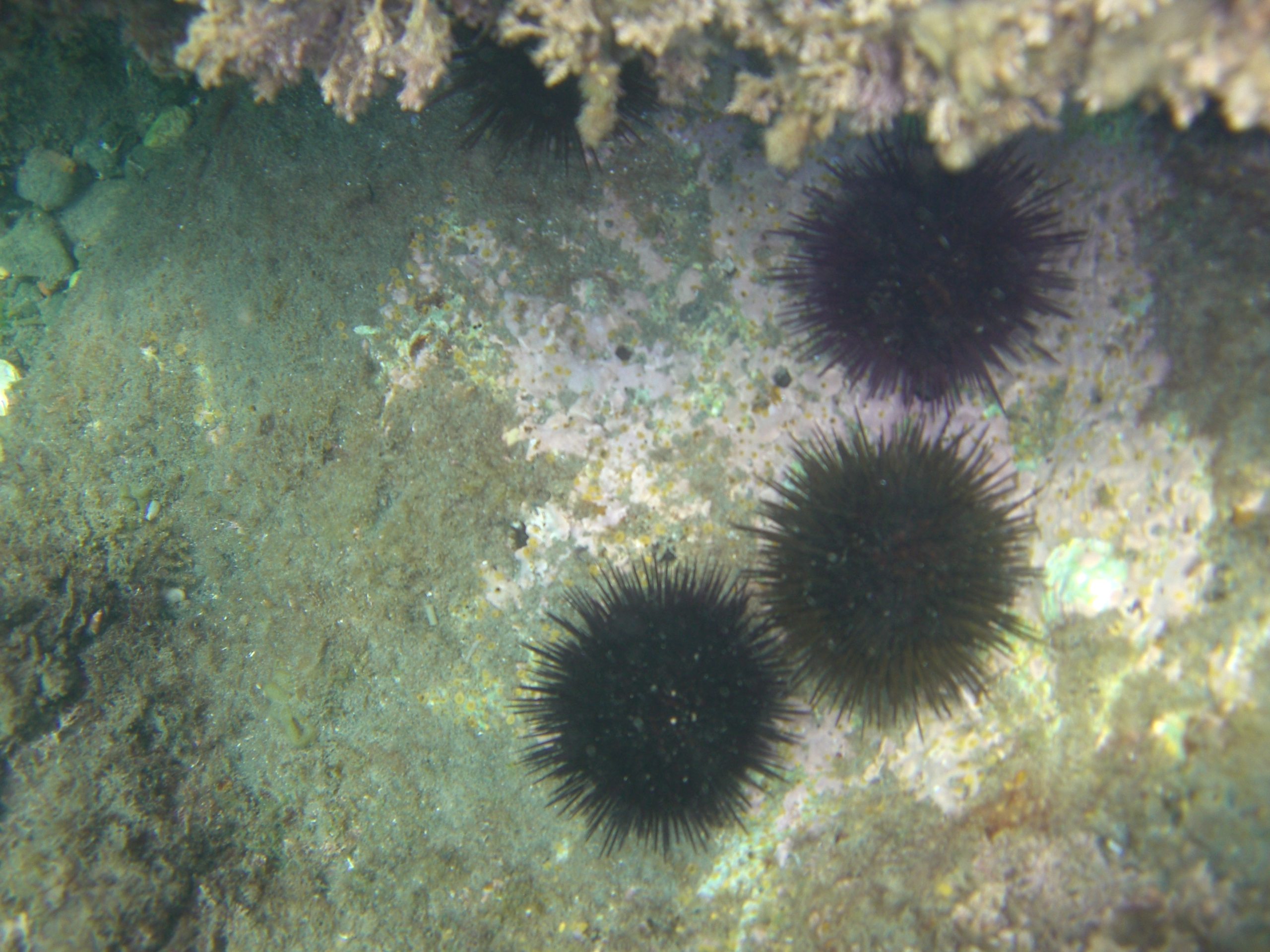
Erizos en la costa malagueña

La desembocadura del Guadalhorce también contiene una rica y variada fauna de aves, reptiles y anfibios, entre las que destacan el morito, el flamenco, la espátula, la cigüeña negra, la gaviota de Audouin o la pagaza piquirroja, además de otras más comunes como garcillas, pardelas, charranes, fochas y anátidas. Además, la bahía de Málaga es una zona de reproducción de multitud de especies submarinas. En sus fondos de arena, fango y rocas se desarrollan bancos de moluscos como almejas, coquinas, peregrinas y corrucos. No obstante, los caladeros malagueños están en grave declive, debido a la presión pesquera y la pesca furtiva de inmaduros, siendo las especies más castigadas el boquerón, la merluza, la cañaílla, la sardina, el salmonete, la navaja, la vieira y la coquina.

### Contaminación
El tráfico de vehículos es la principal causa de contaminación en la ciudad. En 2007 se detectaron un total de 125 días con alta polución atmosférica, es decir, Málaga vivió uno de cada tres días episodios de alta contaminación. Los años de sequía, que son periódicos en Málaga, provocan que aumenten los niveles de contaminantes de partículas en suspensión y también de otros gases como el dióxido de carbono o de nitrógeno, que en ese año aún no superaban los niveles permitidos. Respecto a la contaminación acústica, en Málaga se ha detectado que la ciudad supera los 65,7 decibelios, superando los niveles establecidos por la Organización Mundial de la Salud.
Los mayores riesgos de contaminación de la costa provienen de las aguas fecales (61,3 %), aceites y petróleo (32,2 %), agricultura (3,2 %) y compuestos radiactivos (3,2 %). La elevada densidad de población que se concentra en la franja litoral de la provincia de Málaga conlleva la producción de una gran cantidad de aguas residuales que son vertidas al mar. En la temporada turística alta la población se multiplica, con el consiguiente aumento de vertidos. Existen dos depuradoras en el término municipal, pero los vertidos de otros municipios afectan a la ciudad de Málaga, provocando un aumento de turbidez que dificulta la penetración de la luz solar necesaria para la fotosíntesis de los organismos vegetales, un desequilibrio en las comunidades acuáticas por exceso de materia orgánica y un aumento de gérmenes en el entorno costero, además de la aparición de espumas y natas en la superficie marina.

## Historia

### Edad Antigua

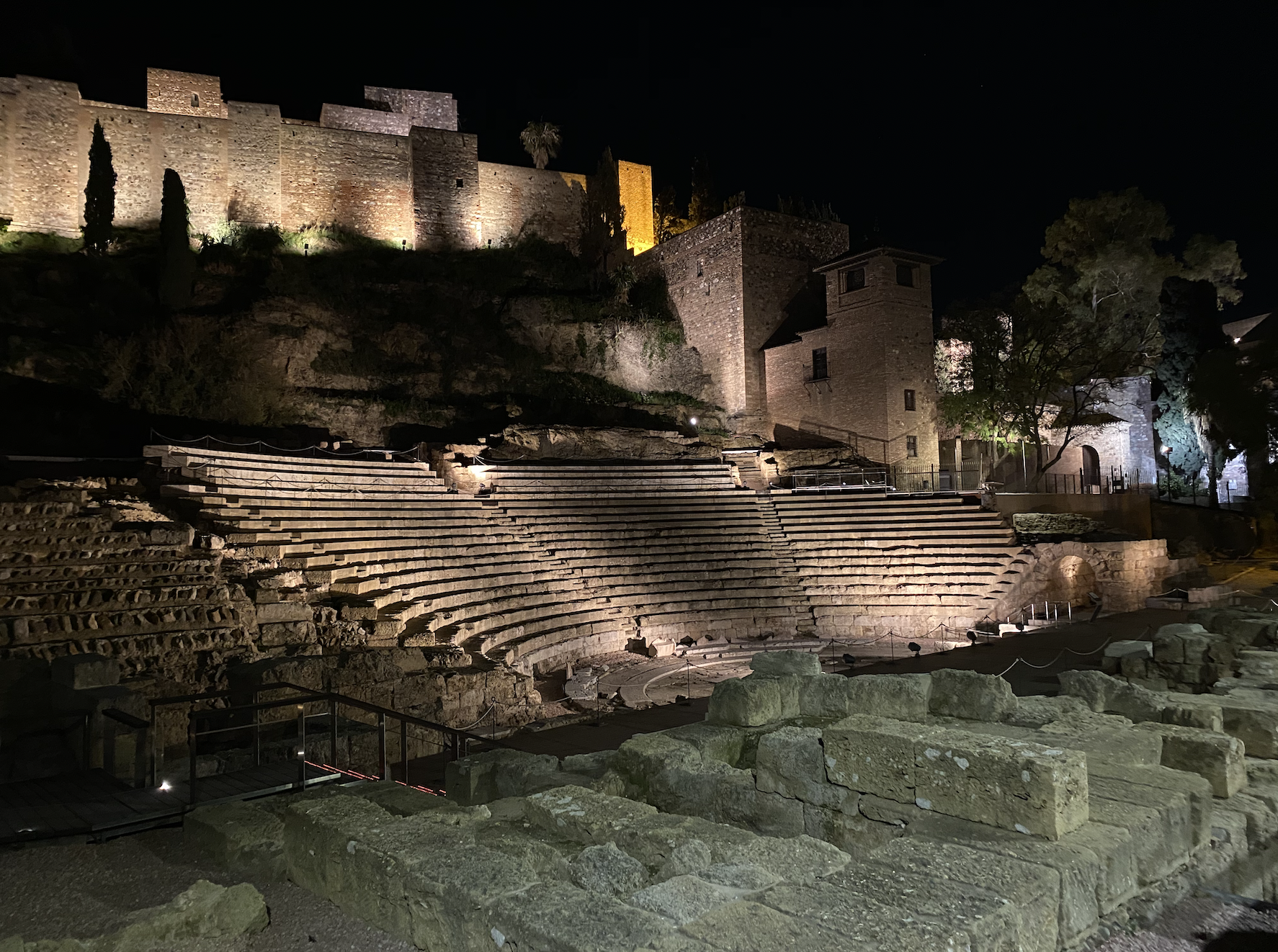
Vista nocturna del Teatro romano de Málaga

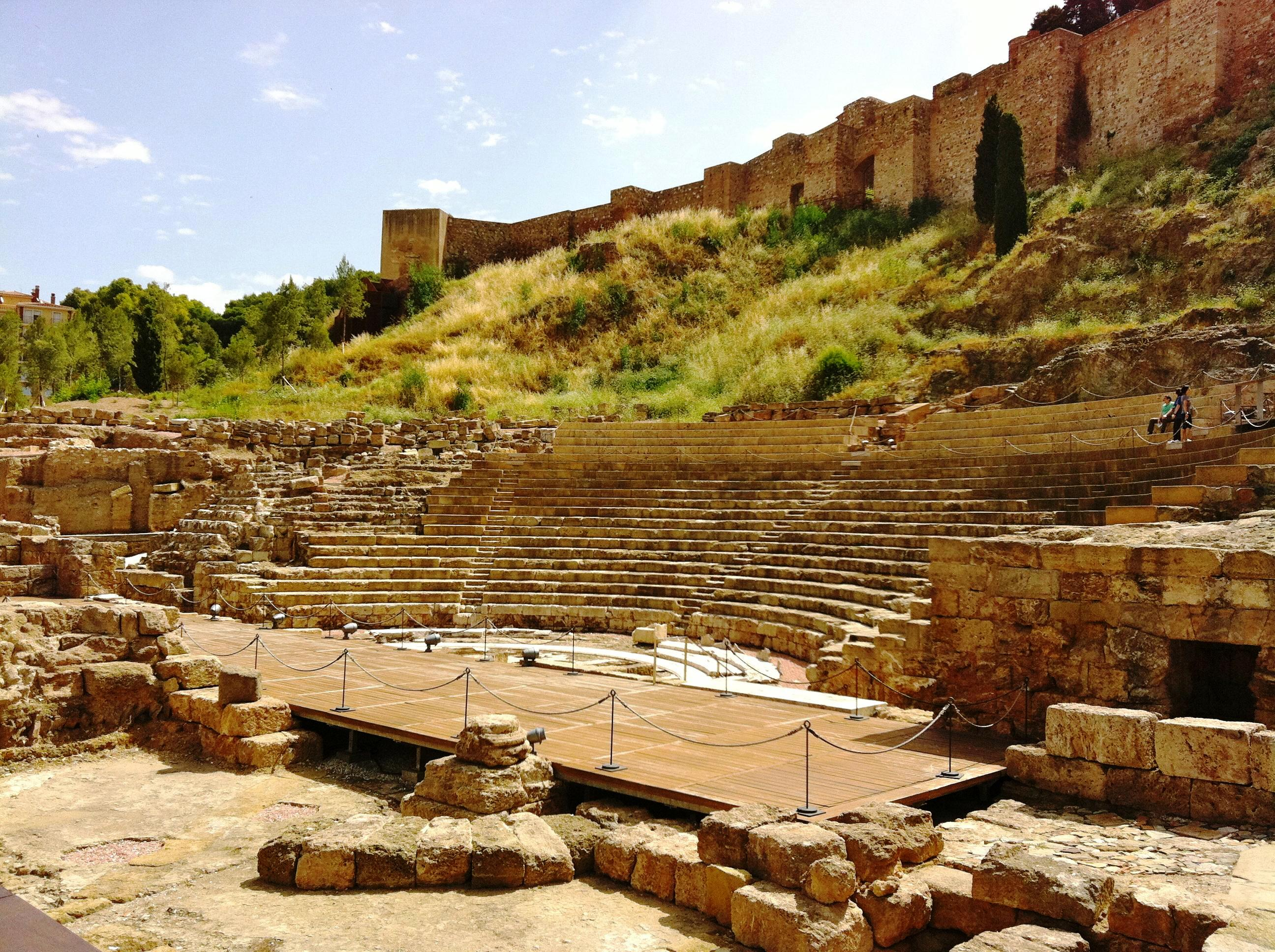
Teatro Romano de Málaga, construido en la época de Augusto

El primer asentamiento colonial data del año 800 a. C. y 500 a. C. localizado en la desembocadura del río Guadalhorce, en una isla que había en su estuario en un enclave conocido como cerro del Villar. En el lugar donde se asienta la ciudad existía un poblamiento bástulo, en base al cual los fenicios fundaron la colonia de Malaka, atraídos por las buenas condiciones para el atraque en su puerto natural y la gran cantidad de yacimientos de plata y cobre existentes. Tras un período de dominación cartaginesa, Malaka pasó a formar parte de Roma. En la época romana la ciudad de Málaga (en latín Malaca) alcanzó un notable desarrollo. Dotada inicialmente de estatuto de municipio federado, obtuvo el de municipio de derecho latino durante el siglo I, tras la promulgación del «Edicto de Latinidad» para Hispania por parte de Vespasiano y la promulgación por Domiciano de la lex Flavia municipalis, que adaptaba las provisiones de las leyes municipales promulgadas por Augusto a las peculiaridades de los municipios de derecho latino de Hispania. La copia particular de Málaga se denomina Lex Flavia Malacitana. A esta etapa pertenecen el Teatro Romano, unas grandes Termas públicas y otras piezas escultóricas conservadas en el Museo Arqueológico.
La decadencia romana dio paso a la dominación de los pueblos germanos, que sobre el año 411 arrasaron las costas malagueñas. Con la intención de reconstruir el Imperio romano, el emperador bizantino Justiniano I conquista la ciudad entre los años 552 y 555 pasando a formar parte de la provincia bizantina de Spania hasta el año 614 en que es tomada por los visigodos al mando del rey Sisebuto.

### Edad Media
Tras la conquista árabe realizada por el hijo de Musa, Abd al-Aziz, Mālaqa (en árabe مالقة) se convirtió en una ciudad floreciente rodeada por un recinto amurallado junto al que se asentaban los barrios de comerciantes genoveses y las juderías. Málaga llegó a ser capital de la taifa hammudí, así como de otros tres efímeros reinos posteriormente. De esta época quedan trazas en el centro histórico y en dos de sus principales monumentos: la Alcazaba y el Castillo de Gibralfaro. Además, contaba con dos arrabales fuera de las murallas El Perchel y la Victoria, un comercio que poseía un discreto radio de acción con Marruecos y una clase media dedicada a la artesanía y al comercio. En esta etapa vivió el filósofo y poeta judío Ibn Gabirol.

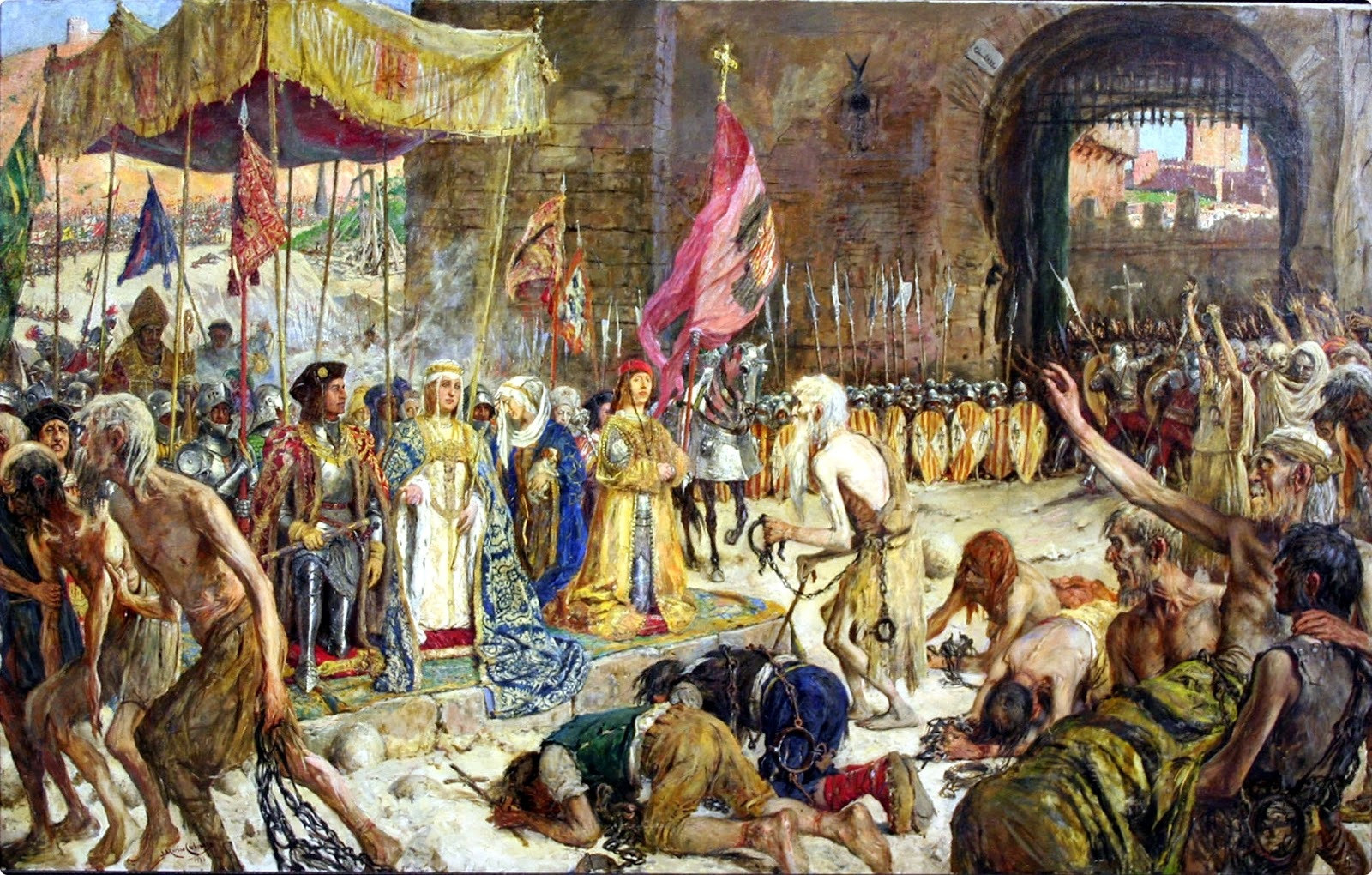
Liberación de los cautivos de Málaga por los Reyes Católicos de José Moreno Carbonero. 1930. (Museo de Málaga)

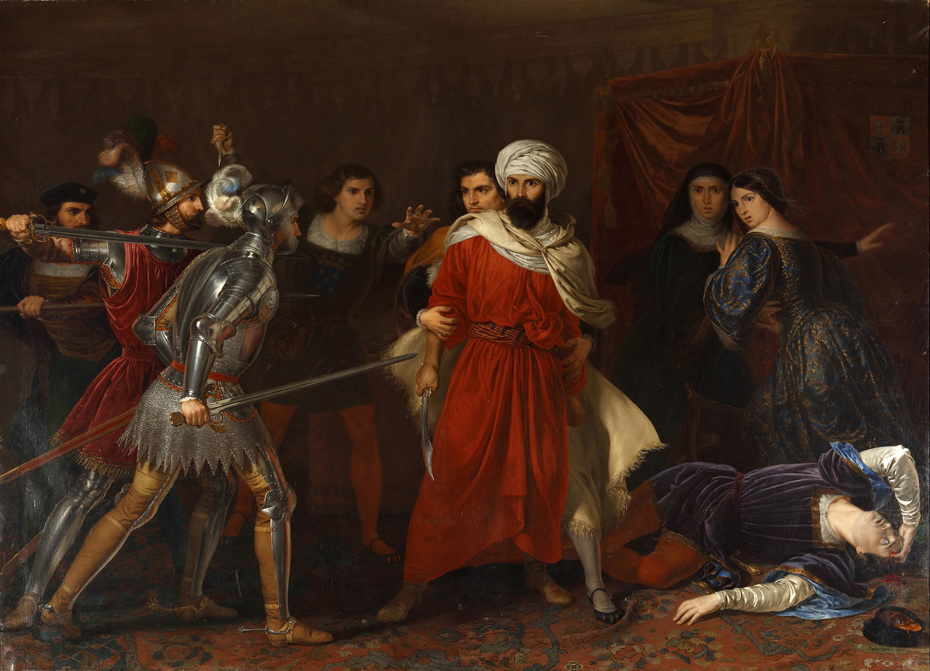
Episodio de la Conquista de Málaga, de Rafael Tegeo, 1850, Palacio Real de Madrid

La toma de la ciudad por los Reyes Católicos en 1487 supuso un episodio sangriento en la guerra final contra el Reino nazarí de Granada. El asedio de la ciudad fue uno de los más largos de la Reconquista, duró seis meses y cortó el suministro de alimentos. La ciudad se rindió el 18 de agosto, entrando los reyes triunfalmente el día siguiente. La población fue castigada a la esclavitud o a pena de muerte. También en el asedio a la ciudad, la reina Isabel la Católica sufrió un intento de asesinato. En una de las mezquitas, actualmente situada en la calle Granada, la reina Isabel mandó tapar el arco moro de entrada, y mandó construir dos arcos cristianos a los lados, convirtiendo esta mezquita en iglesia y apodándola: Santiago Matamoros.[cita requerida]

### Edad Moderna

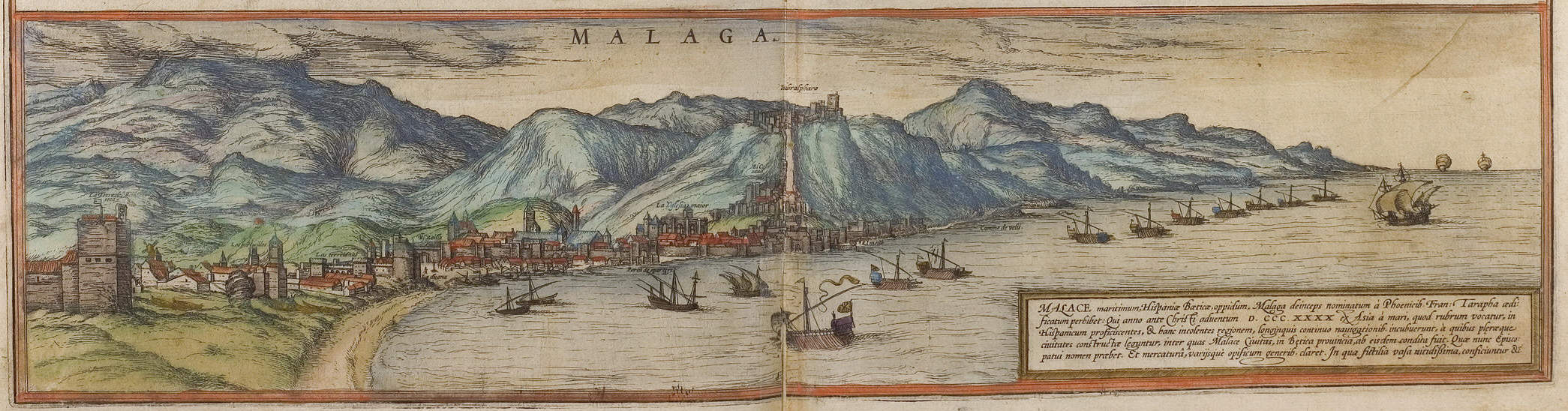
Vista de Málaga en el en el Civitates orbis terrarum

Bajo la influencia castellana, la ciudad comenzó a cambiar su trazado urbano e inició la construcción de la catedral de Málaga, cuyo arquitecto fue Diego de Siloé, sobre los cimientos de la mezquita mayor. Las iglesias y conventos construidos fuera del recinto amurallado empezaron a aglutinar población, dando lugar a la formación de nuevos barrios extramuros como La Trinidad o Capuchinos.

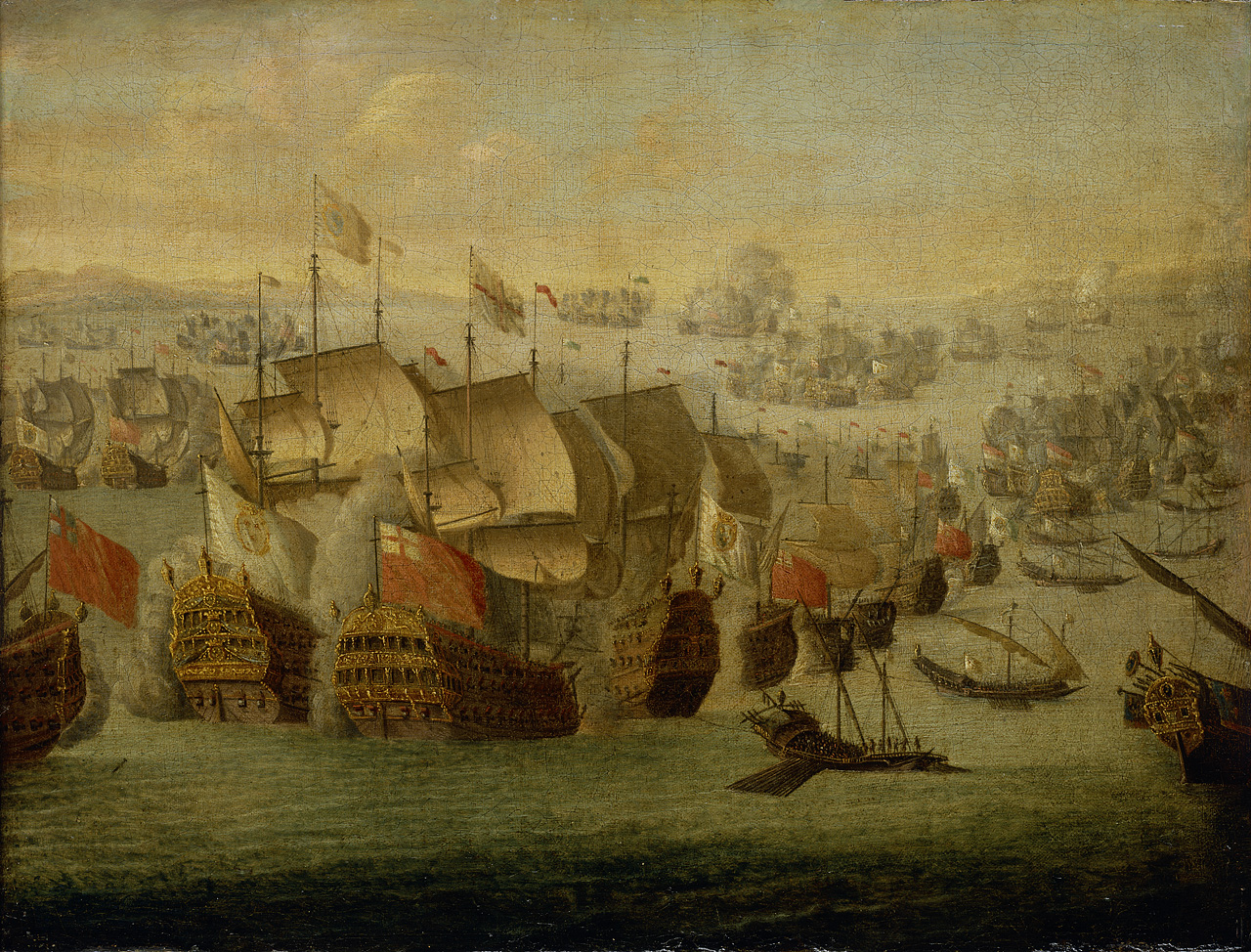
La batalla de Málaga (1704), de Isaac Sailmaker. La pérdida de Gibraltar en 1704 convirtió a Málaga en una de las llaves del Estrecho. Las armadas, el abasto de los presidios norteafricanos y la defensa del Mediterráneo se organizaban en ella

Del siglo XV al XVIII la ciudad entró en una época de inestabilidad, no solo por las consecuencias que trajo consigo el levantamiento de los moriscos y su posterior expulsión, sino también por las inundaciones provocadas por el río Guadalmedina, que se vieron acompañadas de varias malas cosechas sucesivas durante el siglo XVII, así como de epidemias, terremotos, explosiones de molinos de pólvora y las levas de soldados.
Las Civitates consideraban a Málaga un emporio de riqueza, debido a su enclave comercial privilegiado. Sus productos agrícolas, en especial los vinos y las pasas, así como sus apreciadas vasijas vidriadas atraían gran afluencia de mercaderes extranjeros de distintas nacionalidades; Flandes, Inglaterra y Francia comerciaban principalmente con madera, tejidos y trigo, llevándose a cabo un importante intercambio de diferentes mercancías. El trato mercantil se realizaba principalmente durante «la vendeja».
Málaga, siendo sede de la Capitanía General de la Costa y Reino de Granada, jugó un papel esencial en la política exterior de los Borbones. Las armadas, el abasto de los presidios norteafricanos y la defensa del Mediterráneo se organizaban en la ciudad. Ello implicó un enorme gasto en defensa: Fortificación del puerto, torres en el litoral y regimientos de milicias. Además, la pérdida de Gibraltar en 1704 a manos de los británicos depositaba en Málaga una de las llaves del Estrecho.

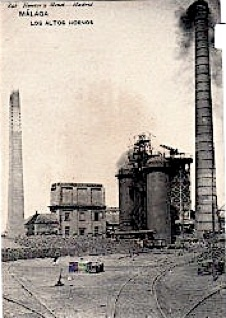
Altos Hornos de Málaga. Fábrica de La Constancia, 1847

Durante la segunda mitad del siglo XVIII se solucionarían los crónicos problemas de abastecimiento de aguas que sufría Málaga con la culminación de uno de los proyectos de ingeniería más importantes llevados a cabo en España en esa centuria: el Acueducto de San Telmo.

### SigloXIX
En los primeros años del siglo, Málaga tendría un papel protagonista en la Guerra de la Independencia española; contribuiría decisivamente a la primera victoria de un ejército europeo en campo abierto sobre las tropas de Napoleón en la batalla de Bailén, con miles de voluntarios y, a la cabeza de las tropas españolas, su Gobernador, el general Teodoro Reding. En 1810, las tropas napoleónicas penetraron de nuevo en el sur de España, siendo la ciudad ocupada hasta 1812 y teniendo que pagar cuantiosas contribuciones por haber sido la única capital sureña que se sublevó contra ellas.

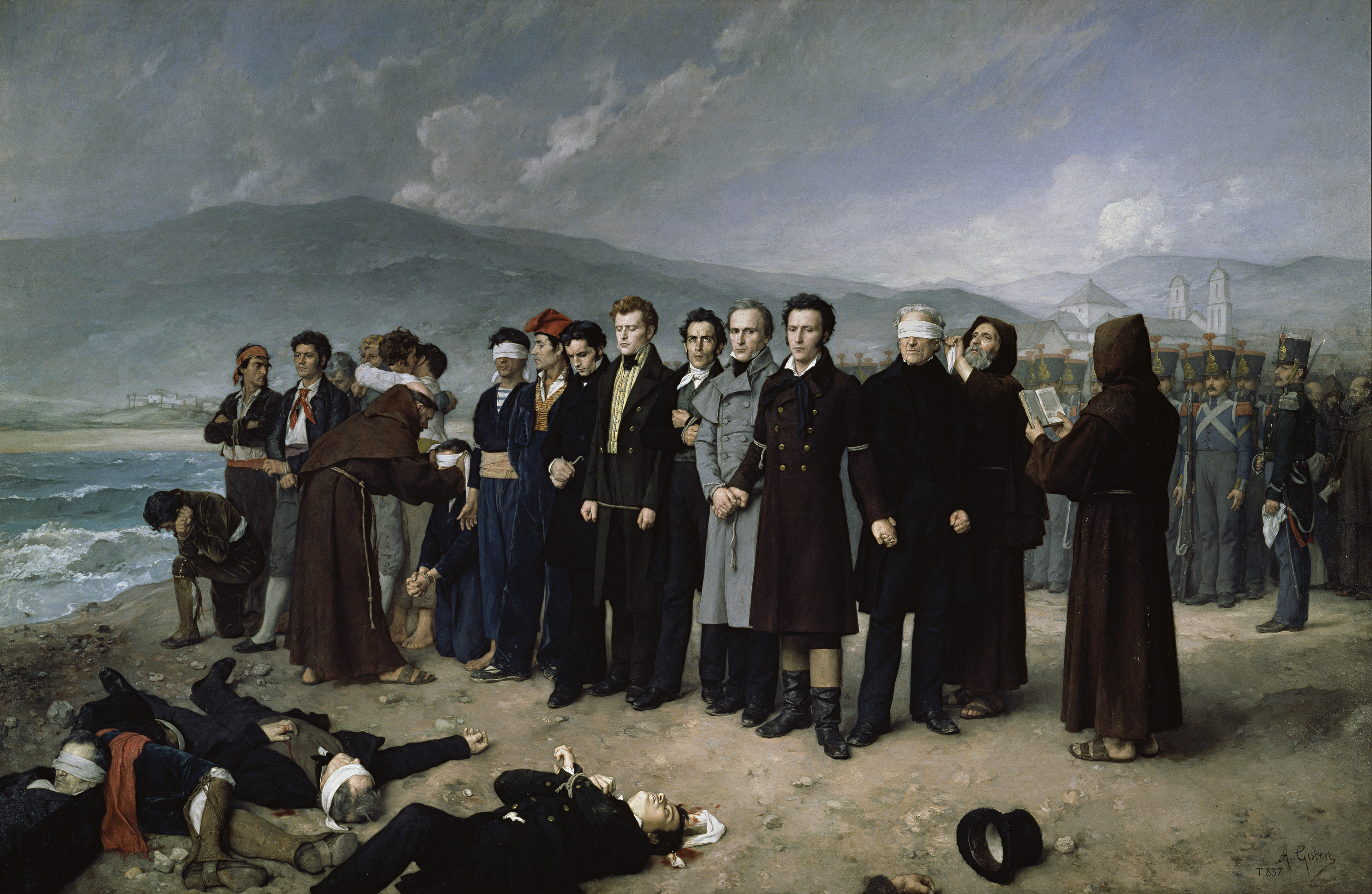
El fusilamiento de Torrijos (1888), de Antonio Gisbert Pérez. El liberal Torrijos y sus hombres fueron fusilados en la playa de San Andrés en 1831. Al fondo se puede ver representada la iglesia del Carmen

Durante gran parte de la centuria, Málaga fue una de las ciudades más levantiscas del país, contribuyendo decisivamente al triunfo del liberalismo en España. Tanta actividad revolucionaria le valieron el título «siempre denodada» y la leyenda «la primera en el peligro de la libertad».

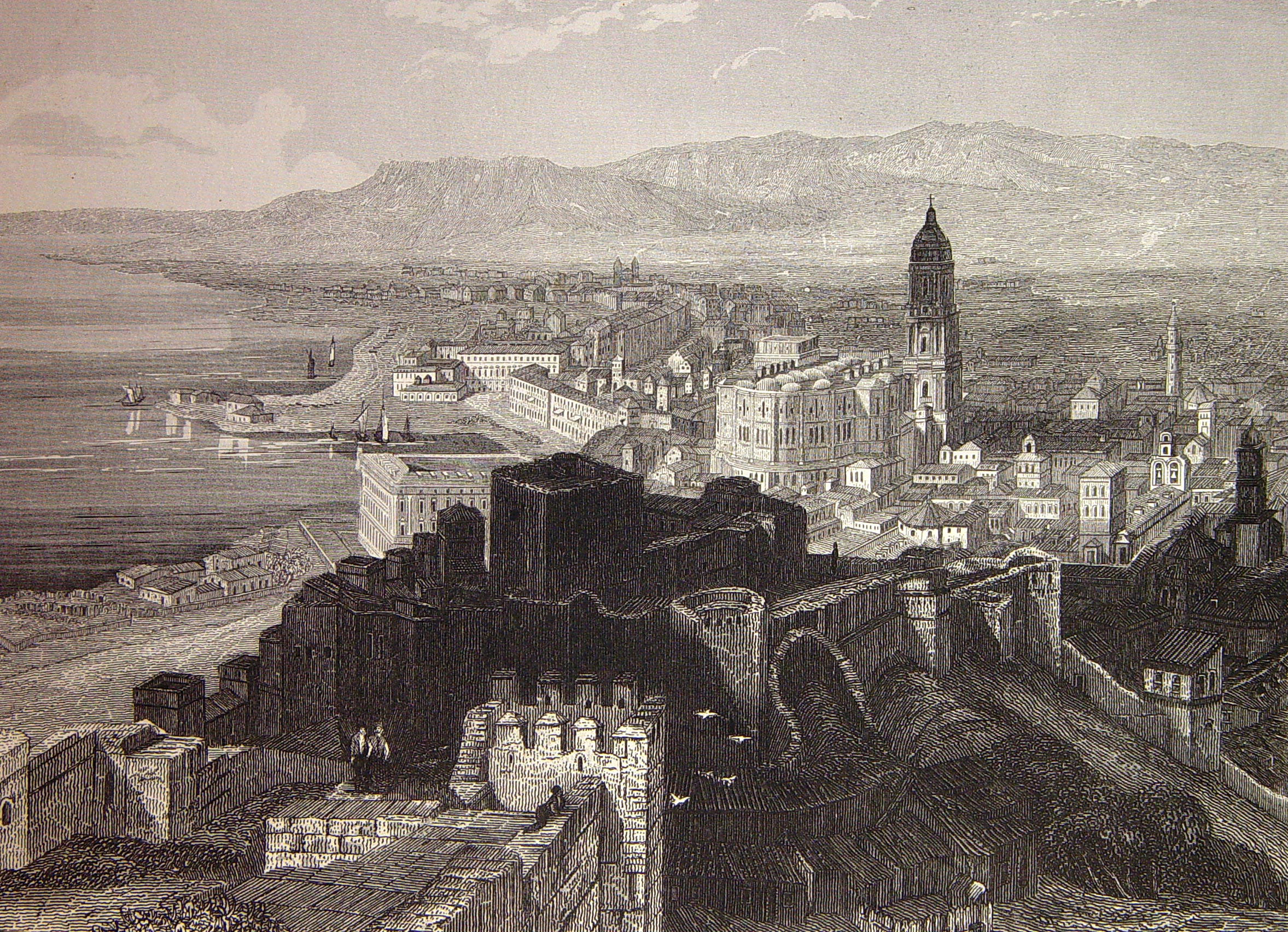
La ciudad a mediados del

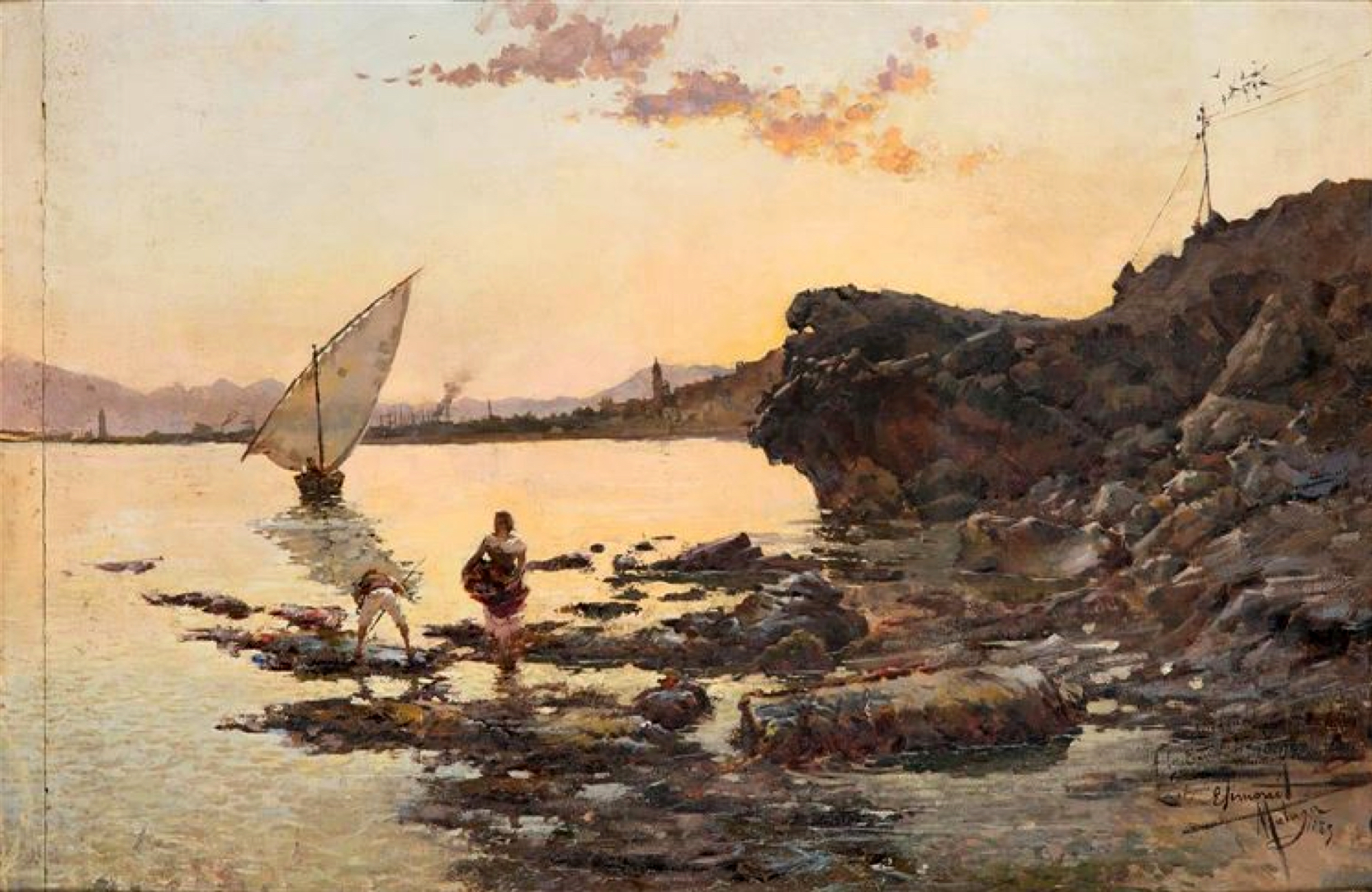
Playa de Málaga al atardecer, una obra de Enrique Simonet (1889)

Fue una de las primeras ciudades en la península que experimentó de forma plena la Revolución Industrial, llegando a ser la primera ciudad industrial de España, y a mantener después el segundo puesto tras Barcelona durante años. Las actividades mercantiles también tuvieron un importante incremento y de 1860 a 1865 las comunicaciones sufren una gran revolución. En esta época se desenvuelven las grandes familias burguesas de Málaga, algunas de ellas con influencia en la política nacional. Bajo la influencia de estos, Málaga gozaba de dos sectores bien definidos, ambos enclavados fuera del centro de origen medieval: en el extremo occidental el paisaje urbano que empezaba a configurarse influenciado por la actividad industrial, mientras que en el otro extremo de la ciudad empezaron a aparecer villas y hoteles.
Con la renuncia al trono de Amadeo de Saboya se producen grandes disturbios y se declara el cantón de Málaga. La vida política malagueña durante el sexenio democrático se caracterizó por un tono radical y extremista. El republicanismo federal logró fuertes apoyos en las clases populares y alentó insurrecciones que produjeron gran alarma entre los sectores acomodados.
La decadencia de la ciudad se inició a partir de 1880. La crisis hace cerrar las fundiciones malagueñas y vino acompañada por el derrumbe la industria azucarera y la plaga de filoxera, que hundió al viñedo malagueño. El abandono de estas fincas trajo consigo una fuerte deforestación de las laderas, lo que causó un incremento de las avenidas de agua, que provocó muchos desastres y muertos hasta bien entrado el siglo XX.

### SigloXX

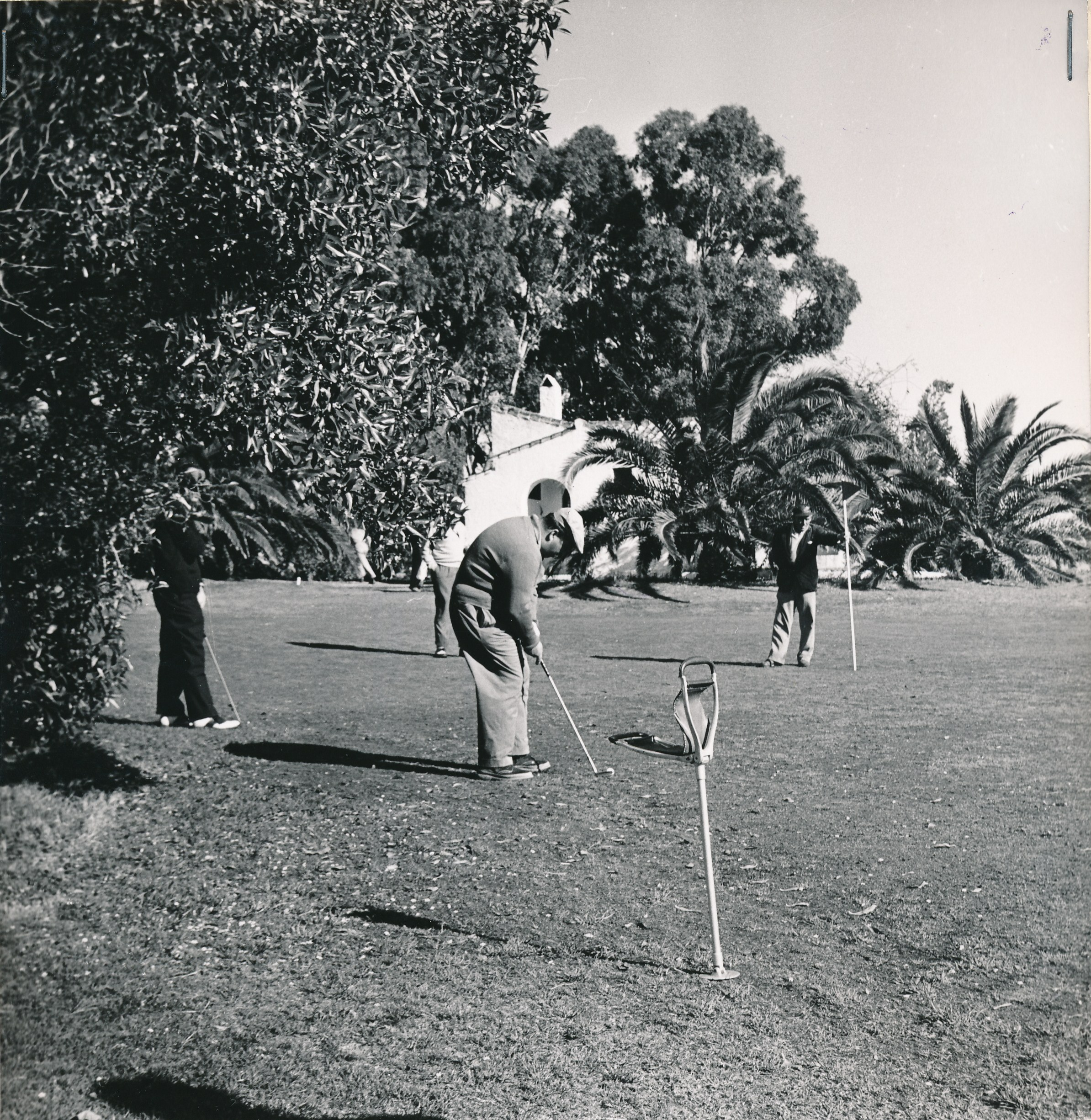
Parador Málaga Golf inaugurado en 1925, imagen de noviembre de 1961

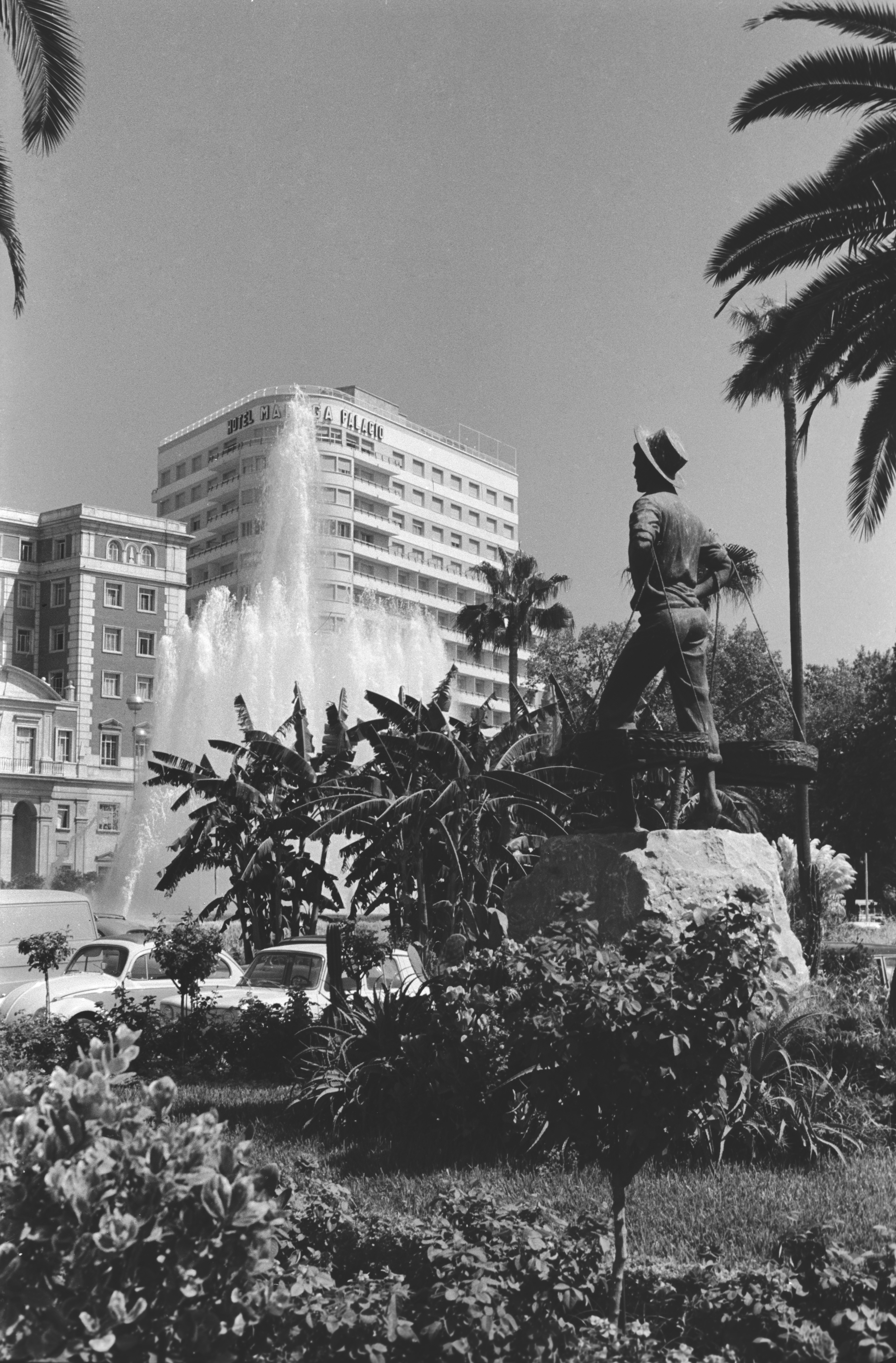
La Estatua del Cenachero y la plaza de la Marina en 1966

El comienzo del siglo XX es un periodo de reajustes económicos en el que se produce un progresivo desmantelamiento industrial y un errático comportamiento de la actividad comercial. Todo ello, en el seno de una sociedad atrasada y escasamente alfabetizada, en la que una ahora débil oligarquía ejerce el control económico y político. Conflictividad social, depresión económica y unas endebles estructuras de gobierno, fueron los principales problemas que hicieron que el republicanismo y los movimientos obreros reforzaran su presencia en la ciudad.
En 1931, tras la proclamación de la Segunda República Española, Málaga fue la ciudad española más afectada en los trágicos sucesos provocados por los anticlericales y extremistas de izquierda, entre los días 10 y 13 de mayo, conocidos como la quema de conventos. En 1933, salió de Málaga el primer diputado del Partido Comunista de España, debido a esto y al gran número de militantes activos relacionados con el socialismo, el anarquismo y el comunismo, durante esta época Málaga era denominada «Málaga la Roja» a pesar de los sectores liberales y conservadores de la ciudad, cuya presencia también era numerosa.
Tras el estallido de la Guerra Civil, la ciudad permaneció bajo el control republicano hasta principios de 1937, cuando el ejército franquista, con la ayuda de los voluntarios italianos y a las órdenes del general Queipo de Llano, lanzó una ofensiva contra la ciudad (provocando la llamada desbandá) que fue ocupada el día 7 de febrero. La represión posterior fue una de las más duras y crueles de la guerra, estimada en unos diecisiete mil fusilados, enterrados en fosas comunes como las del cementerio de San Rafael.
Durante el primer franquismo, Málaga, era administrada por el gobernador civil, el alcalde, y el presidente de la Diputación. Estos tres cargos eran los intermediarios legales entre el general Franco y la provincia, siendo personas del círculo de confianza del dictador que habían sido colocadas en dichos puestos por él mismo. También existía cierta actividad del único partido legal en ese momento conocido como Falange, dirigida por un jefe provincial del Movimiento que normalmente solía ser la misma persona que ocupaba el puesto de gobernador civil. No obstante, el papel de Falange se reducía a un simple aparato burocrático que apoyaba ideológicamente a Franco y intentando a su vez imitar al partido Fascista Italiano. Tras el final de la Segunda Guerra Mundial, Falange entró en decadencia en detrimento de Acción Católica, siendo el mismo Franco quien iría reduciendo progresivamente el papel del partido en detrimento del apoyo prestado a la Iglesia católica que adquiere ahora una legitimación importante.
Durante la dictadura de Francisco Franco, Málaga experimentó una fuerte expansión demográfica, provocada por la inmigración desde diferentes puntos de la provincia hacia la propia capital, y económica, motivada por el boom turístico de la Costa del Sol. También se produjeron flujos migratorios hacia otras zonas España y Europa Central.
Con la monarquía parlamentaria, la Constitución de 1978 y el nuevo siglo, Málaga experimentó el desarrollo cultural y económico del sur español y del Mediterráneo, siendo la ciudad con mayor actividad económica de toda Andalucía.

## Demografía
Málaga cuenta con una población de 591 637 habitantes (INE 2024).
| Gráfica de evolución demográfica de Málaga entre 1842 y 2021 |
| |
| Población de derecho según los censos de población del INE Población de hecho según los censos de población del INEEn 1930 crece el término del municipio porque incorpora a Churriana, Olias y Torremolinos En 1988 disminuye el término del municipio porque independiza a Torremolinos |

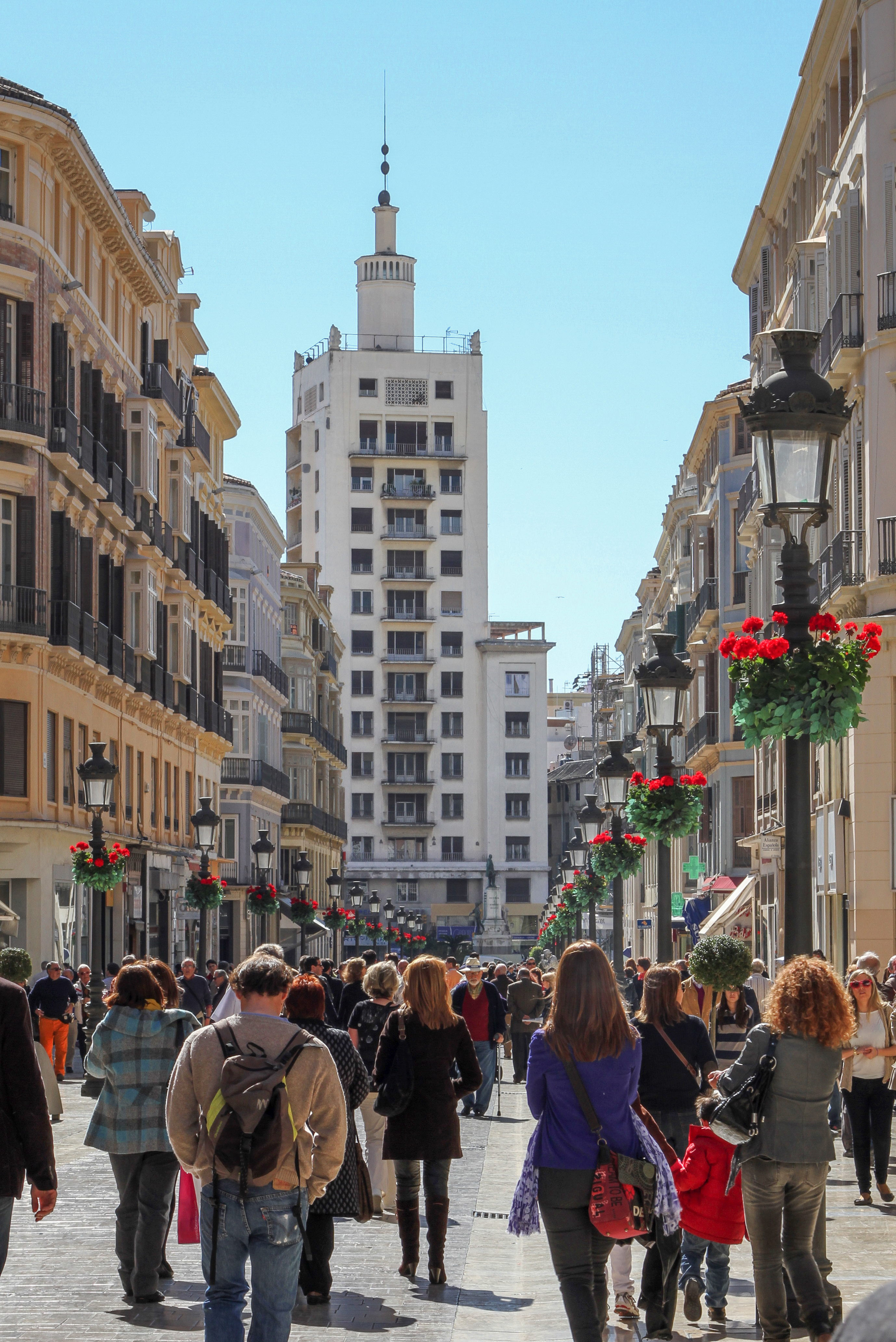
La calle Marqués de Larios, conocida popularmente como «calle Larios» y denominada así en honor a Manuel Domingo Larios, II marqués de Larios y primer hijo de Martín Larios y Herreros, que fuera uno de los grandes promotores del desarrollo industrial en la ciudad durante el

La ciudad de Málaga es la sexta por población de toda España y la segunda de Andalucía. La suma de la población de los municipios que forman su área metropolitana asciende a 987 813 habitantes.
Durante la década de 1960 hubo un importante movimiento migratorio hacia países europeos más industrializados. No obstante, entre 1960 y 1981 la ciudad experimentó el mayor crecimiento demográfico de su historia, ganando alrededor de 200 000 habitantes. A partir de los años 1980 la tendencia emigratoria se dirige al extrarradio y a municipios de su área metropolitana, principalmente Alhaurín de la Torre, Cártama y Rincón de la Victoria. En 1988, Málaga sufrió la segregación del barrio de Torremolinos, hoy municipio.
Desde finales del siglo XX Málaga se ha convertido en un foco de atracción para inmigrantes. El número de residentes extranjeros en 2011 es de 47 925 personas, un 8,43 % del total, siendo las comunidades más importantes las formadas por ciudadanos marroquíes, paraguayos, rumanos, ucranianos, argentinos, nigerianos, italianos y chinos. La comunidad gitana representa menos de un 2 %.
Los habitantes de la ciudad son mayoritariamente de fe católica. La segunda fe por número de adeptos es el islam, especialmente ciudadanos de origen magrebí. La comunidad judía de Málaga, tiene casi 1500 años de presencia en la ciudad y es una de las más grandes de España. Los evangélicos también hacen notoria su presencia en la ciudad con múltiples iglesias.
En 2010, la renta media declarada de la población de la ciudad de Málaga fue de 18 588 €.

## Urbanismo
El litoral del mar Mediterráneo, el río Guadalmedina y la cercanía de los Montes de Málaga se establecen como los principales elementos físicos que han condicionado a la configuración urbana de Málaga. Muestra de hecho es la zona oriental de la ciudad, la cual es una estrecha y larga franja de terreno encerrada entre el mar y el monte.
Durante los siglos XVIII y XIX se configura el grueso de lo que se conoce como centro histórico, al este del río Guadalmedina. Se caracteriza por tener trazado irregular herencia de la época musulmana. Entre sus edificios se mezclan las viviendas con varios siglos de antigüedad, con distinto grado de conservación, algunos de ellos en ruinas o en proceso de restauración, con edificios decimonónicos y otros de reciente construcción.
En las barriadas del este, con excepción del barrio de la Malagueta, predominan las viviendas unifamiliares, que van desde las casas tradicionales de los pescadores, a villas con jardines en los barrios de Pedregalejo y El Limonar, herencia de la burguesía industrial del siglo XIX. En el extremo oriental se sitúa el barrio de El Palo, siendo un enclave que ha conservado en parte la imagen de la Málaga tradicional, mediterránea y marinera.
En la orilla oeste del Guadalmedina se situaba el arrabal urbano y la zona industrial, zona residencial de los obreros y las clases populares hasta la mitad del siglo XX, con la excepción del barrio de El Perchel, el cual era un arrabal árabe anterior a la Reconquista. El éxodo rural, como en el resto de España, se produjo desde finales de los años 50, y huertas, vaquerías y viejos complejos industriales fueron sustituidos por barrios obreros habitados por jóvenes en búsqueda de oportunidades laborales relacionadas con el boom turístico e industrial. Este boom trajo como resultado un urbanismo mal planificado y apresurado, con grandes deficiencias en infraestructuras, servicios y equipamientos necesarios. Hasta bien entrados los años 1990 existían en esas zonas los típicos corralones, pequeñas viviendas plurifamiliares que se asoman a una galería voladiza en torno a un patio o plazuela central, con un pozo o una fuente en el centro, de los que aún sobreviven algunos en los barrios de El Perchel y La Trinidad.
Paradójicamente, la Comisión Europea seleccionó a la ciudad de Málaga para su inclusión entre las «buenas prácticas de desarrollo urbano» que recibieron Fondos Urban en el periodo 2007-2013, a pesar de que, posteriormente, se han urbanizado zonas de alto valor ambiental como Limonar Alto, donde se han talado cientos de algarrobos y olivos, y encauzado el arroyo Toquero, hábitat de camaleones y anfibios amenazados. Málaga y San Sebastián fueron las únicas grandes ciudades españolas elegidas.

## Economía

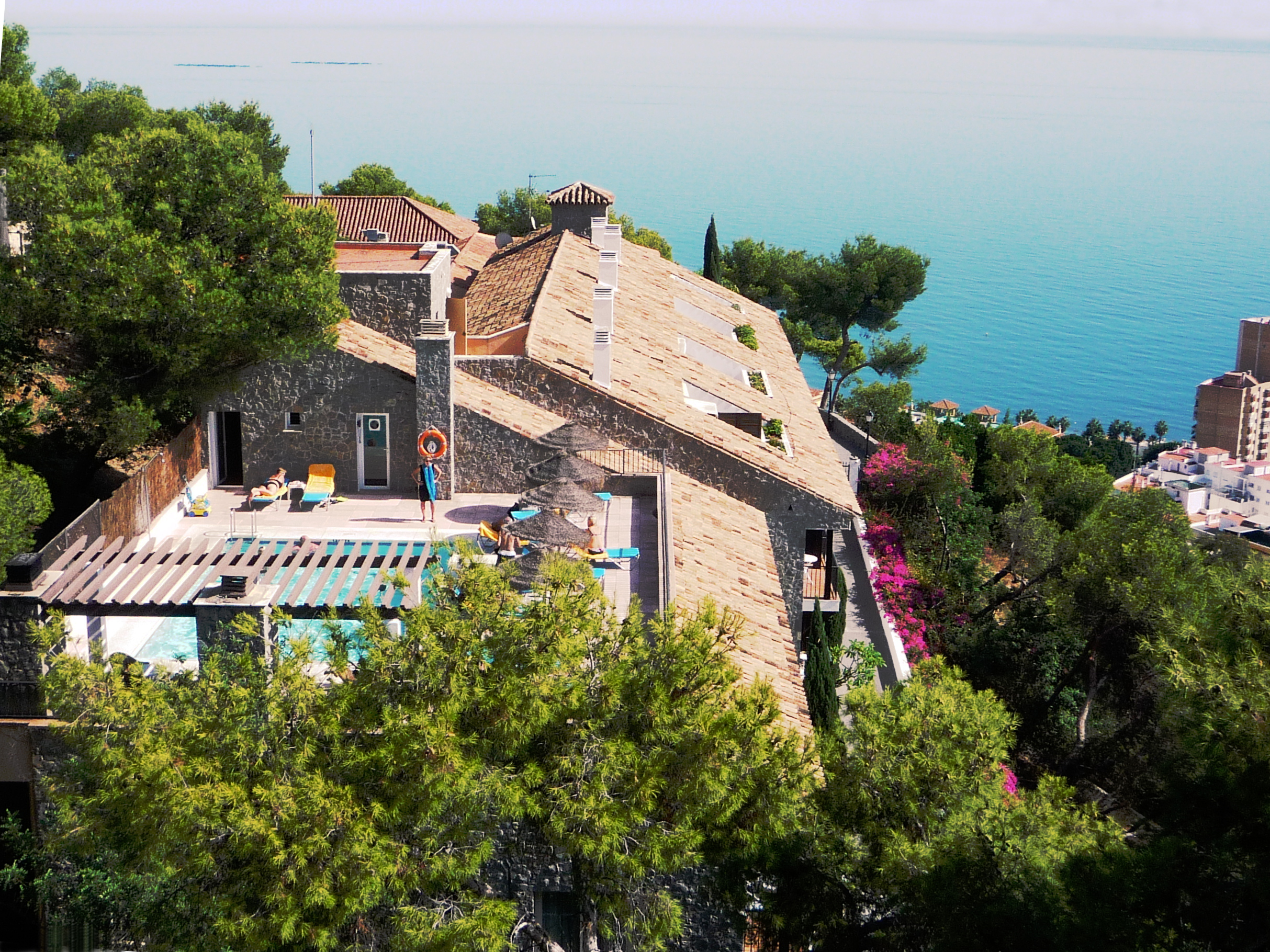
Parador Málaga Gibralfaro

Málaga es una ciudad de servicios, como capital de la Costa del Sol tiene en el turismo una considerable fuente de ingresos, que estimulado por el aeropuerto, considerado el gran centro intermodal del sur de España y de gran importancia estratégica, la mejora de las comunicaciones y las nuevas infraestructuras como la alta velocidad y la Estación Marítima de Cruceros, las nuevas instalaciones culturales y el Palacio de Ferias y Congresos, así como la renovación de la planta hotelera de la ciudad.
Es destacable la pujanza en industrias de nuevas tecnologías, ubicadas principalmente en el Parque Tecnológico de Andalucía. En la ciudad se celebran las reuniones del club Málaga Valley e-27 y es sede de la Asociación Internacional de Parques Científicos y Tecnológicos (IASP) y de ETICOM (Asociación de Empresarios de Tecnologías de la Información y Comunicación de Andalucía).

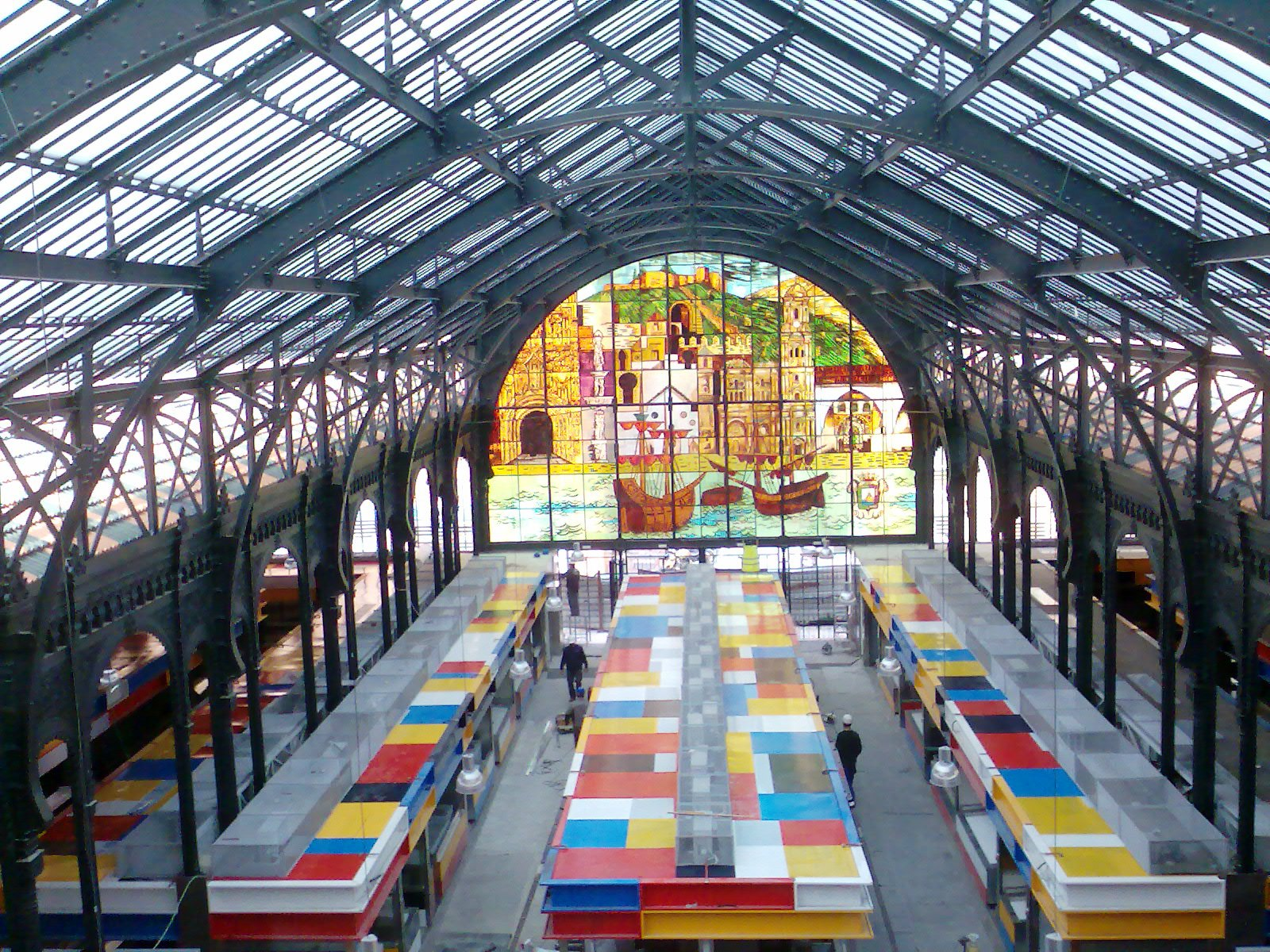
Mercado de Atarazanas

La ciudad es sede de la mayor entidad financiera de Andalucía, Unicaja, en el centro financiero de Málaga y del Banco Europeo de Finanzas, así como de las empresas malagueñas de moda infantil Mayoral y Charanga, las constructoras Sando y Vera, la empresa proveedora de material para la industria y la construcción Proinco (organizadora de Instalandalus, principal feria del sector de la instalación en Andalucía), las distribuidoras minoristas de perfumería, Primor, de libros, Agapea, o de productos para mascotas, Tiendanimal, la alimentaria Ubago, las tecnológicas Uptodown, que desarrolla el tercer portal más importante del mundo para descarga de aplicaciones Android, VirusTotal, adquirida por Google en 2012, AT4 Wireless y Tedial; Grupo Vértice, Aertec, los centros de negocios Regus, Larios, Picasso Business Center, Impact Hub, Almeida Viajes y acoge sucursales de multinacionales como Oracle Corporation, con su segundo centro neurálgico en Europa tras el situado en Dublín, Fujitsu, Accenture, TDK, Ericsson, Huawei, Bestseller, Pernod Ricard o San Miguel.
A pesar de la gran extensión del término municipal, la actividad agrícola y forestal se encuentra muy limitada por la presión del entorno humano. Viéndose la producción cítricos, caña de azúcar, almendras y olivas muy limitados. El municipio carece de pastos adecuados para la ganadería extensiva, por lo que la escasa ganadería es de tipo intensivo. Más significativo es el sector pesquero, ya que la bahía de Málaga es una zona de reproducción y el puerto dispone de una flota de 503 embarcaciones, que capturan boquerones, jureles, lenguados y merluzas entre otras especies.
En 2024 era la quinta ciudad más cara donde vivir siendo el coste de la vida un 5,18 % más alto que la media nacional. Sin embargo los ingresos de las familias guardaban un fuerte desequilibrio siendo la renta media por hogar un 9,48 % inferior a la media nacional. Por partidas de gasto, Málaga era la quinta ciudad con el precio de compra de vivienda más elevado y la sexta en el listado de localidades con el precio del alquiler más alto.

## Monumentos y lugares de interés
Málaga ha sido declarada Conjunto Histórico, por el conjunto de elementos históricos ubicados en la misma ciudad: fenicios, púnicos, romanos y árabes se concentran en el centro histórico de la ciudad destacando: Teatro Romano, la Alcazaba, la Catedral, entre otros elementos culturales tanto al aire libre como soterrado.
Algunos de sus principales monumentos están situados en el monte Gibralfaro y sus inmediaciones. De la época musulmana se conserva el castillo que corona el monte, construido durante el siglo XIV por Yusuf I sobre un anterior recinto de origen fenicio que también contenía un faro que da nombre al cerro (gíbal al-faruh, «monte del faro»). A los pies de Gibralfaro se encuentra la Alcazaba, fortificación palaciega de época musulmana, y en la falda norte de la ladera de la Alcazaba, el Teatro Romano, edificado a comienzos del siglo I en la época del emperador Augusto.
Tras la llegada cristiana a la ciudad, se construye la Catedral de la Encarnación, de estilo principalmente renacentista, pero con elementos barrocos; después de dos siglos de obras se interrumpió su construcción y la falta de una de sus torres le ha valido el apodo de «La Manquita». Entre sus más valiosos elementos destaca la sillería del coro, obra del imaginero Pedro de Mena. Junto a la catedral se encuentra el Palacio Episcopal, edificio barroco clasicista con una elaborada portada-retablo.

### Parques y jardines

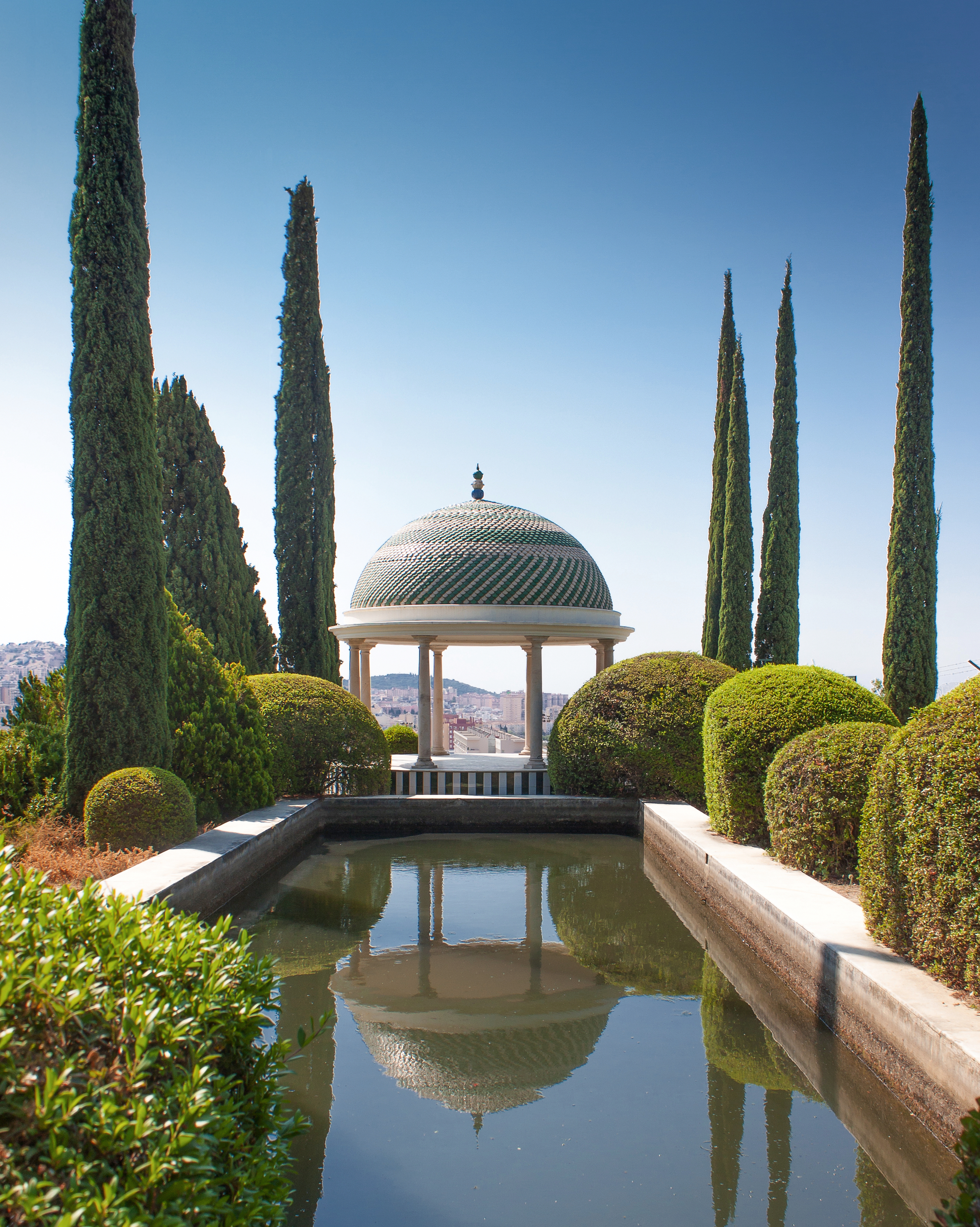
Jardín Botánico La Concepción

El parque de Málaga, conocido simplemente como «el parque»,[cita requerida] es un jardín botánico subtropical paralelo al puerto, formado en terrenos ganados al mar, entre la plaza de la Marina, al oeste, y el neogótico Hospital Noble y la neomudéjar plaza de toros de La Malagueta, al este. Se trata de una avenida de casi un kilómetro de longitud, jalonada con pequeñas estancias, paseos y estatuas, que se inició en 1896. Contiene ejemplares vegetales procedentes de los cinco continentes y adaptados de manera natural a Málaga, constituyendo una rareza botánica en Europa. El parque se encuentra flanqueado por edificios monumentales, como la Casa Consistorial, la sede del Banco de España, el neomudéjar Rectorado de la Universidad, la antigua Casa del Jardinero Mayor y el Palacio de la Aduana, palacio neoclásico del siglo XVIII sede del Museo de Bellas Artes, que destaca por sus muros almohadillados y por las palmeras que flanquean su fachada principal.[cita requerida] Junto a este parque se sitúan otros dos jardines históricos: Los Jardines de Pedro Luis Alonso y los aterrazados jardines de Puerta Oscura, que descienden por la ladera sur de Gibralfaro.
El Palmeral de las Sorpresas establece un paseo flanqueado por una singular pérgola en un jardín integrado por palmeras, arbustos, plantas y fuentes minimalistas, junto a la lámina de agua del muelle 2 del recinto portuario de la ciudad.
El patrimonio botánico lo completan el Jardín Botánico de la Universidad de Málaga y cuatro jardines históricos situados en el extrarradio que antiguamente formaban parte de villas burguesas y que en la actualidad están abiertos al público. En el extremo norte se encuentran el Jardín Botánico La Concepción y los Jardines de la Finca San José y en el suroeste, el Jardín histórico El Retiro y el Jardín histórico La Cónsula.
Dos importantes enclaves medioambientales son el monte Victoria y el monte Gibralfaro. Ambos cuentan con una gran población de pino carrasco (procedente de repoblaciones efectuadas en los años 40-50) con almeces, algarrobos, olivos, almendros, encinas, y numerosas especies de plantas herbáceas y arbustivas. Entre la fauna, destacan las aves migradoras que pueden observarse durante las migraciones pre- y postnupcial, como milanos negros, halcones abejeros, alimoches, águilas calzada y culebrera, además, entre las aves nidificantes encontramos abubillas, papamoscas grises, currucas cabecinegra y capirotada, agateador común, arrendajo común, mirlo común, gorrión común entre otros. La herpetofauna está compuesta por salamanquesa común, lagartija ibérica, camaleón, lagartija cenicienta, sapos común y corredor (quizás extinguidos localmente tras la destrucción del arroyo Toquero). Entre los mamíferos destacan la ardilla común y el erizo común.[cita requerida]

### Centro histórico

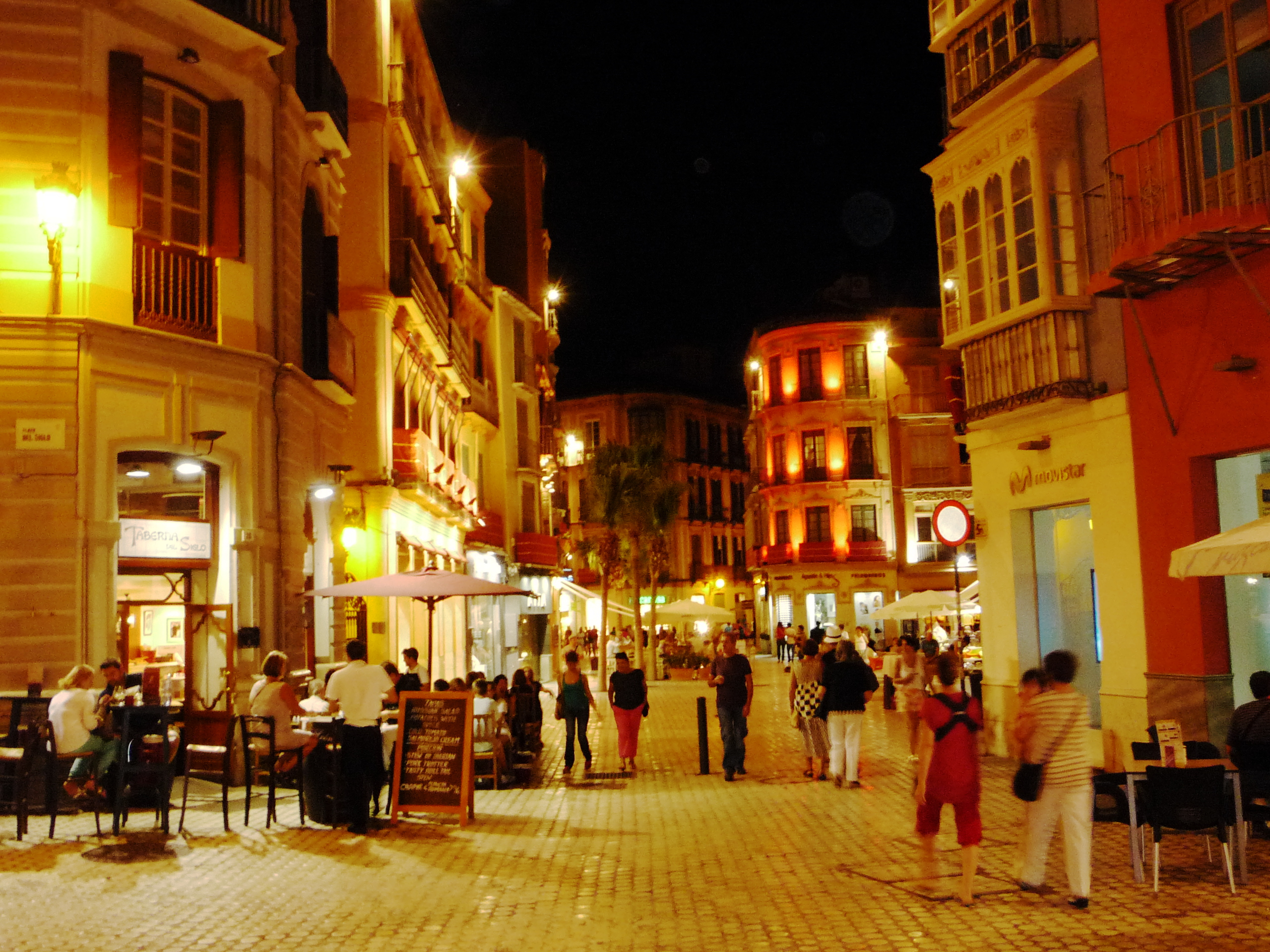
Plaza del Carbón

La Alameda Principal, principal arteria del centro histórico y se configura durante el siglo XVIII. Posee varios puntos de interés como la taberna Antigua Casa de Guardia, establecimiento con siglo y medio de historia donde se sirven los típicos vinos malagueños, el edificio Edipsa o la casa donde se alojó durante su estancia en la ciudad el escritor danés Hans Christian Andersen, quien tiene una estatua dedicada.[cita requerida]
La calle Marqués de Larios, legado de la planificación urbanística de la ciudad decimonónica, es una vía abierta en 1891 creada originalmente para comunicar la plaza Mayor (hoy plaza de la Constitución) con el Puerto de Málaga. Flanqueada por una serie de edificios de estilo inspirado en la Escuela de Chicago, es escenario de los principales eventos de la ciudad.
.

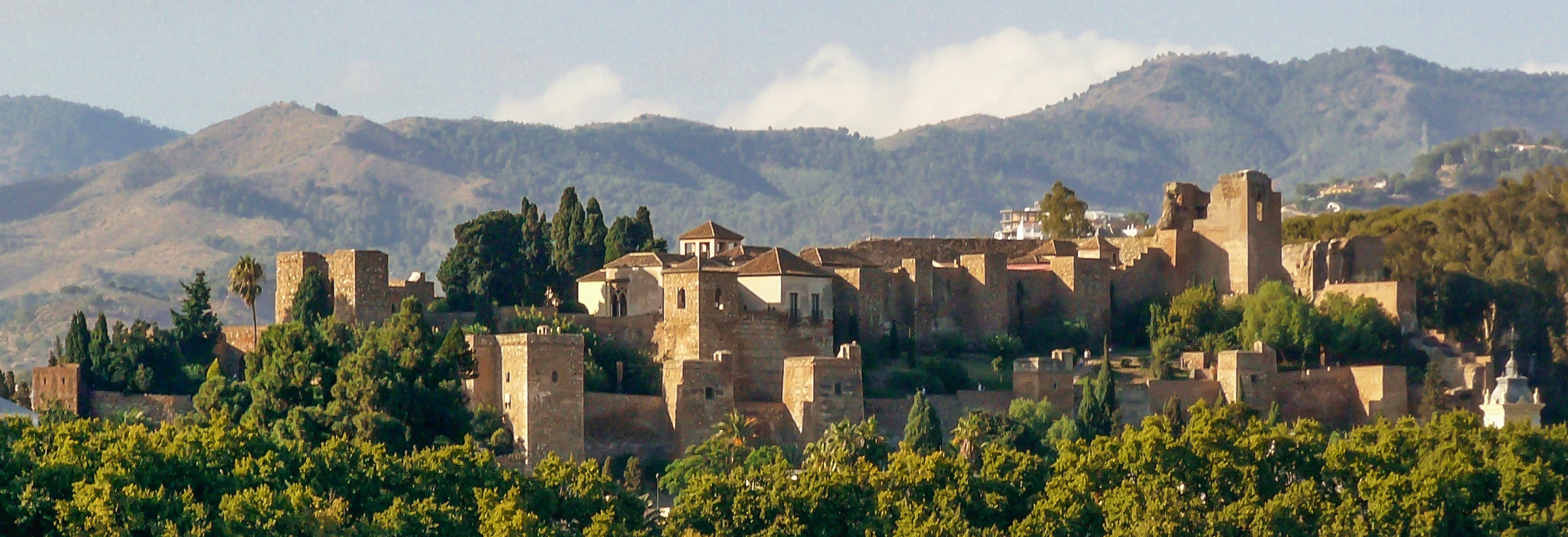
La Alcazaba de Málaga vista desde el puerto

El centro cuenta con dos espacios dedicados al artista Picasso: la Casa Natal de Picasso, situada en la plaza de la Merced, que alberga la fundación del mismo nombre y donde se conservan objetos de su infancia, y uno de los tres museos sobre el artista, el Museo Picasso Málaga. Además, en el centro histórico y sus alrededores están ubicadas algunas de las fuentes de Málaga así como esculturas modernas, como Points of view.
Entre la plaza de la Merced y la plaza de la Aduana se encuentra la calle Alcazabilla. La cual concentra el Palacio de la Aduana, el acceso a la Alcazaba, el Teatro Romano, parte de la judería de la ciudad, el jardín arbolado de la trasera del Museo Picasso y el Palacio de los Condes de Buenavista, cuyo sótano contiene restos de la antigua muralla fenicia de la ciudad.

### Arquitectura religiosa

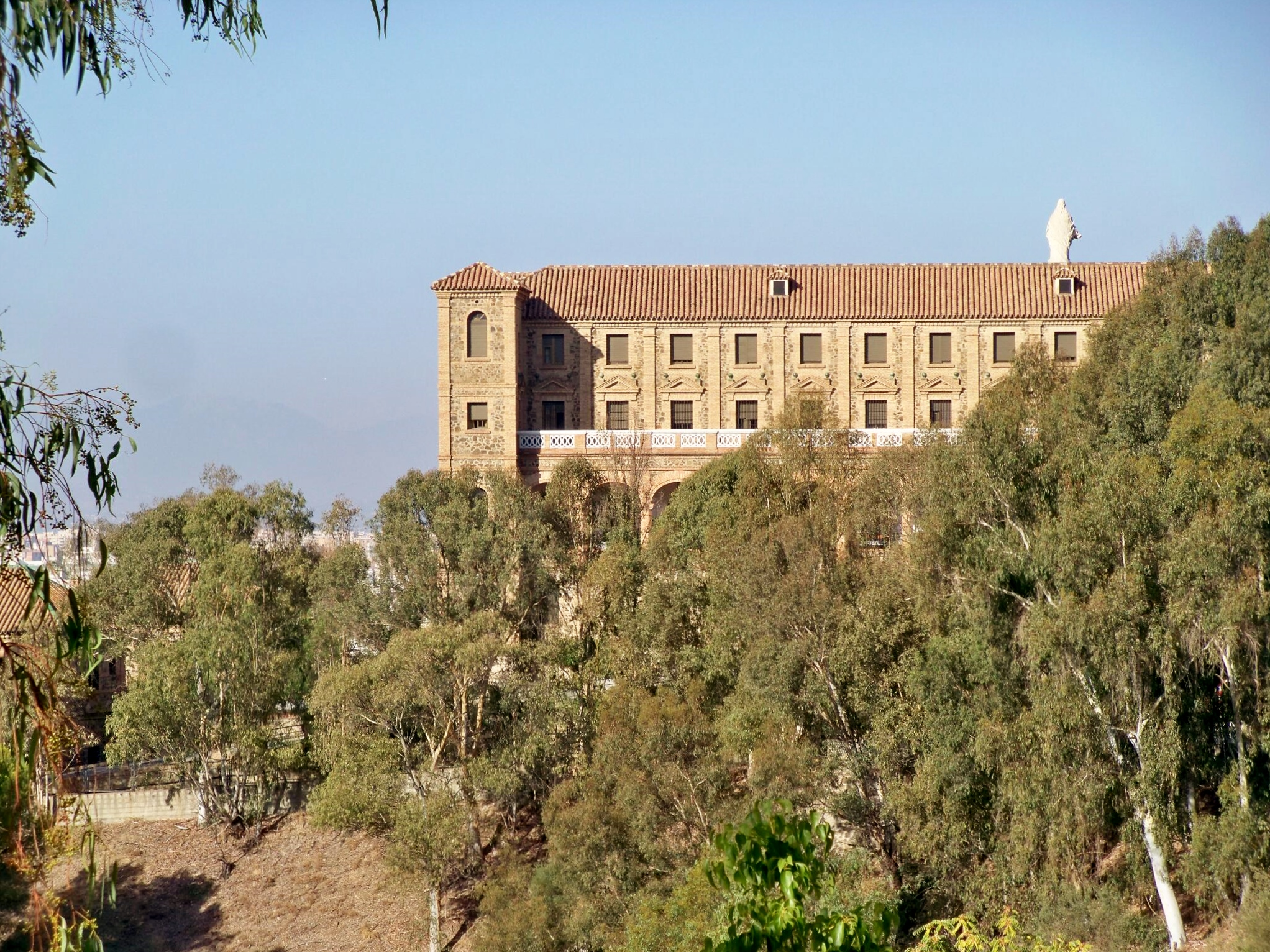
Seminario Diocesano de San Sebastián y Santo Tomás de Aquino

En Málaga aparte de la Catedral existen ejemplos de arquitectura religiosa de diversos estilos. Las más antiguas que se conservan datan de los años posteriores a la toma de la ciudad por los Reyes Católicos en 1487, siendo estas obras, cuatro templos dentro del antiguo perímetro amurallado, que son: la iglesia de San Juan, la de los Mártires, la de Santiago y la de San Lázaro. Las cuatro presentan un estilo gótico-mudéjar, siendo la más antigua la de Santiago, fundada en 1490 sobre una antigua mezquita.
Junto a la catedral se sitúa la iglesia del Sagrario, con elementos gótico-isabelinos, levantada en el siglo XVI.
Del siglo XVII datan la iglesia de San Julián que tiene su origen en el antiguo Hospital de la Caridad y la iglesia del Santo Cristo de la Salud siendo actualmente la sede de la Agrupación de Cofradías de Semana Santa, el Archivo Histórico y el Museo de las Cofradías.
Del arquitecto José Martín de Aldehuela destacan dos templos de diseño neoclásico: la iglesia de San Felipe Neri y la iglesia del convento de San Agustín, ambas del siglo XVIII. También en este siglo se terminó de construir la basílica de la Victoria, de la que destacan el conjunto de la torre camarín y el panteón de los condes de Buenavista, que resalta estéticamente por decoración de fondo negro sobre el que sobresalen esqueletos y figuras de la muerte en escayola blanca.
Otros edificios religiosos notables son: la ermita de Zamarrilla, la barroca capilla del Agua, el convento de La Trinidad, el Seminario Diocesano de Málaga, la trinitaria iglesia de San Pablo, neogótica, la abadía de Santa Ana, obra de Gerónimo Cuervo, la iglesia del Sagrado Corazón, obra de Guerrero Strachan por encargo de la Compañía de Jesús, y otras cuatro iglesias situadas en el barrio de El Perchel: la Basílica de la Esperanza, la iglesia de Santo Domingo, la del Carmen y la de San Pedro.

### Arquitectura civil

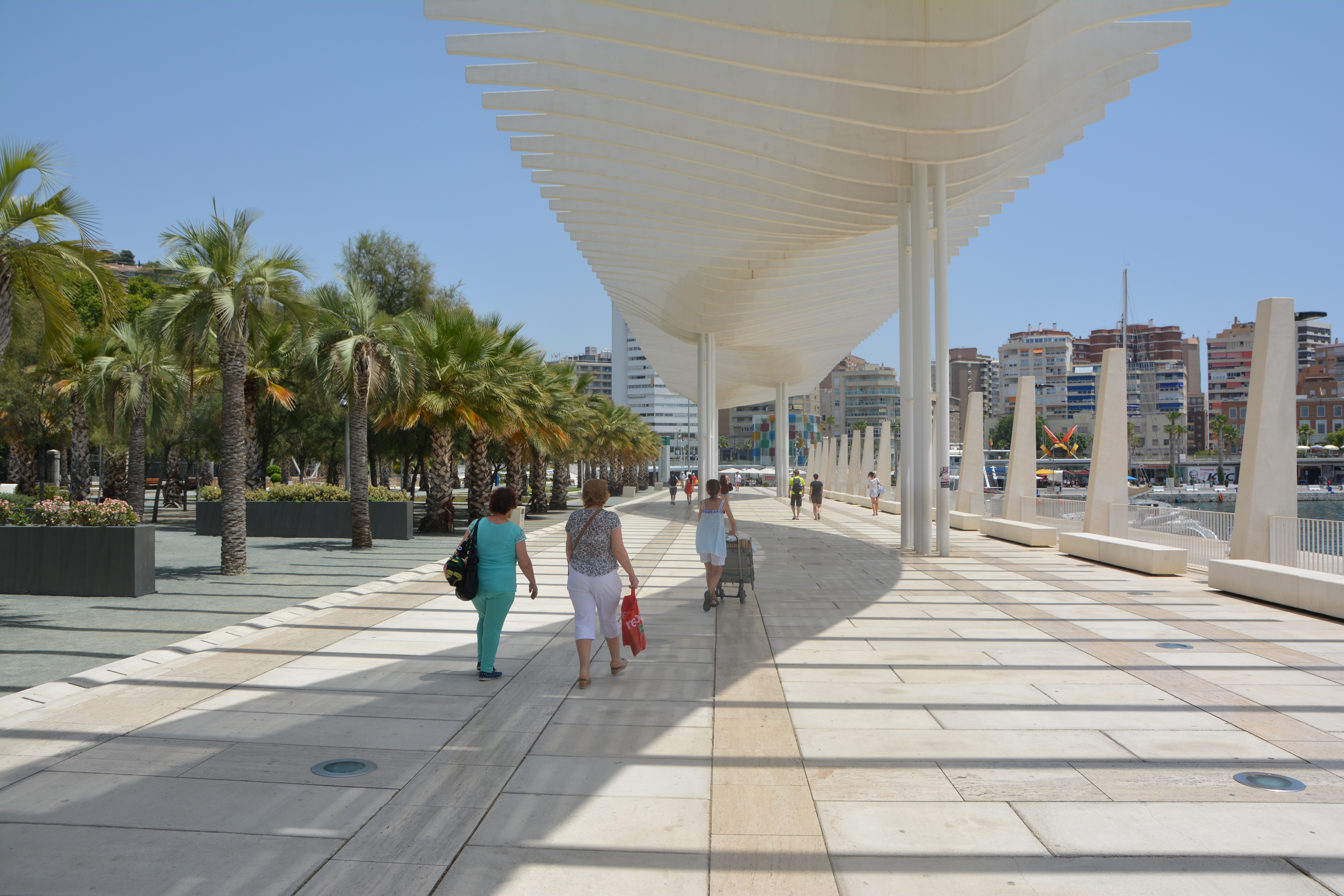
Pérgola del Palmeral de las Sorpresas, en el muelle 1 del puerto

Del patrimonio arquitectónico civil malagueño destacan, por su número, las obras realizadas a finales del siglo XIX y principios del XX. Entre los edificios de esta época están los Almacenes Félix Sáenz, el Mercado de Atarazanas —edificio construido en hierro que incorpora un arco nazarí del siglo XIV—, la Casa Lange, el edificio de viviendas «Desfile del Amor», el Mercado de Salamanca, el Palacio de Miramar, el Palacio de la Tinta, la plaza de toros de La Malagueta, el Colegio del Mapa, la Junta de Obras del Puerto y la Tabacalera, entre muchos otros. Todos ellos utilizan el lenguaje estilístico de la época, en ocasiones mezclando elementos modernistas, historicistas y regionalistas al mismo tiempo.
Los paseos residenciales de la zona este es donde la mayor parte de las clases acomodadas de Málaga tienen su lugar de residencia como Villa Suecia, La Bouganvillea, Villa Cele María y Villa Fernanda, entre otras.
Anteriores al siglo XIX son la Casa Palacio de Salinas, de origen musulmán; el Palacio de Buenavista y el Palacio de Villalón, ambos del siglo XVI; el Palacio de Zea-Salvatierra, del siglo XVII; el Palacio del Marqués de la Sonora, la Casa Barroca de las Atarazanas, el Palacio de Valdeflores, la Casa del Consulado y el Palacio de Villalcázar, del siglo XVIII.
Del pasado industrial de la ciudad se conservan aún algunas estructuras como la Antigua Azucarera del Tarajal o la Chimenea de la central térmica de La Misericordia. Como notables obras de ingeniería pueden citarse el Acueducto de San Telmo, el Puente de los Alemanes o La Farola, finalizada en 1817, estando entonces situada en la entrada del puerto.
Ejemplos de arquitectura contemporánea son el Edificio de La Equitativa, levantado en 1956, el antiguo mercado de mayoristas que alberga el Centro de Arte Contemporáneo y los más recientes Centro Cultural Provincial, Palacio Provincial, Observatorio de Medio Ambiente Urbano, Biblioteca Manuel Altolaguirre, Edificio de Servicios Múltiples Municipales, el Palmeral de las Sorpresas y la Ciudad de la Justicia.
Destacan también el Cementerio Inglés, de estilo romántico, y el neoclásico Cementerio de San Miguel. En estos camposantos descansan, entre otros, Jorge Guillén, Gerald Brenan, Jane Bowles y los arquitectos Fernando Guerrero Strachan y Eduardo Strachan Viana-Cárdenas.

### Playas

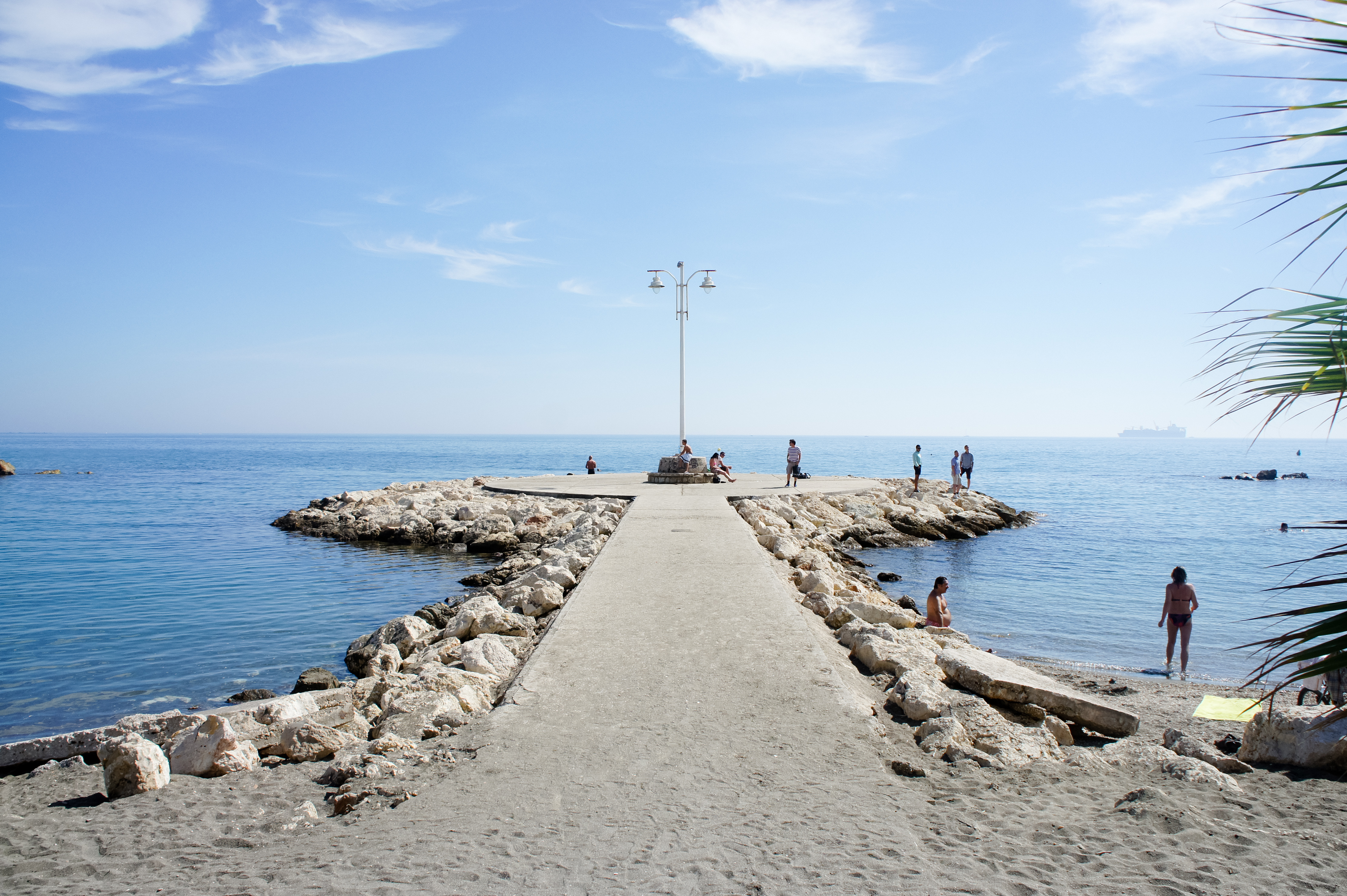
Escollera de la playa de Pedregalejo, Distrito Este

El litoral del municipio de Málaga cuenta con dieciséis playas de diversa naturaleza. Junto al límite con Torremolinos se encuentran las playas de San Julián, Guadalmar y Guadalhorce, esta última dentro del paraje natural. Se trata de playas bajas semiurbanas con arena oscura. En el casco urbano y al oeste del puerto se extienden las playas de La Misericordia, San Andrés y Huelin. Son playas extensas y con un grado de ocupación alto. Al otro lado del puerto se encuentran las playas: La Malagueta y La Caleta, contando la primera con una bandera azul. Más al este se extienden los Baños del Carmen y las playas de Pedregalejo, El Palo y El Candado. Estas son playas urbanas delimitadas por diques en forma de U y arena fina. En el extremo oriental se encuentran las playas semiurbanas de La Araña y el Peñón del Cuervo, de carácter abrupto, con calas y pequeños acantilados rocosos.

### Yacimientos arqueológicos
Los dos conjuntos arqueológicos principales se encuentran a cada extremo de la ciudad. El yacimiento del Cerro del Villar está situado en la desembocadura del río Guadalhorce. Fue descubierto en los años 60 y las excavaciones llevadas a cabo han puesto al descubierto una ciudad fenicia de grandes proporciones situada en una antigua isla en el delta del río. En la zona este, se encuentran una serie de abundantes abrigos y cuevas conocido como el parque prehistórico de Málaga o yacimiento arqueológico de la Araña donde han aparecido restos preneandertales, neandertales, cromañones y de grupos del Neolítico y Calcolítico. Al margen de estos, se conservan otros restos de antiguas civilizaciones como la muralla fenicia y la muralla nazarí y muro portuario, ambos declarados Bien de Interés Cultural, así como varias torres almenaras esparcidas por el término municipal, restos de una antigua línea defensiva del litoral.

## Administración y política

### Capitalidad

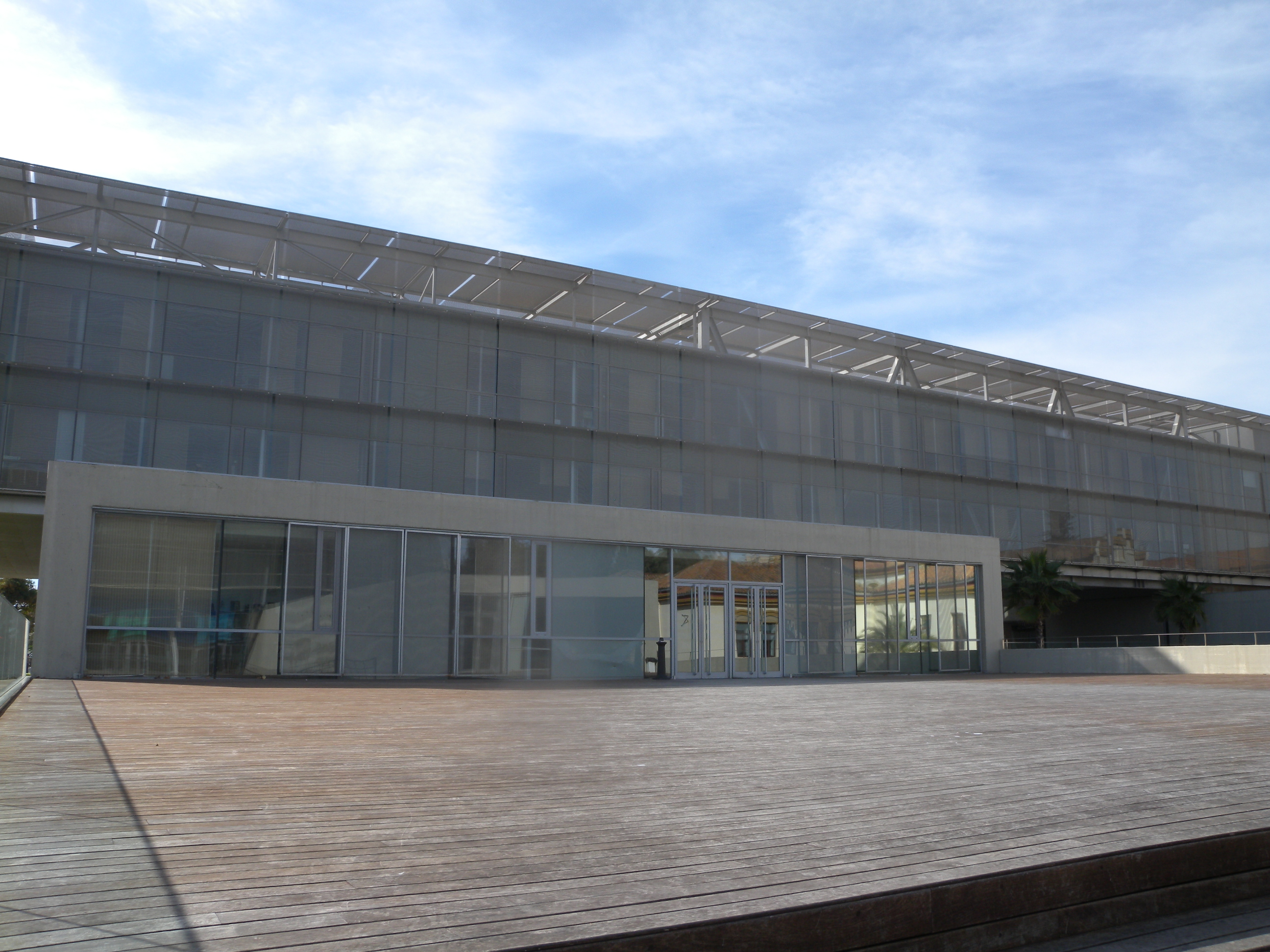
Palacio Provincial de Málaga

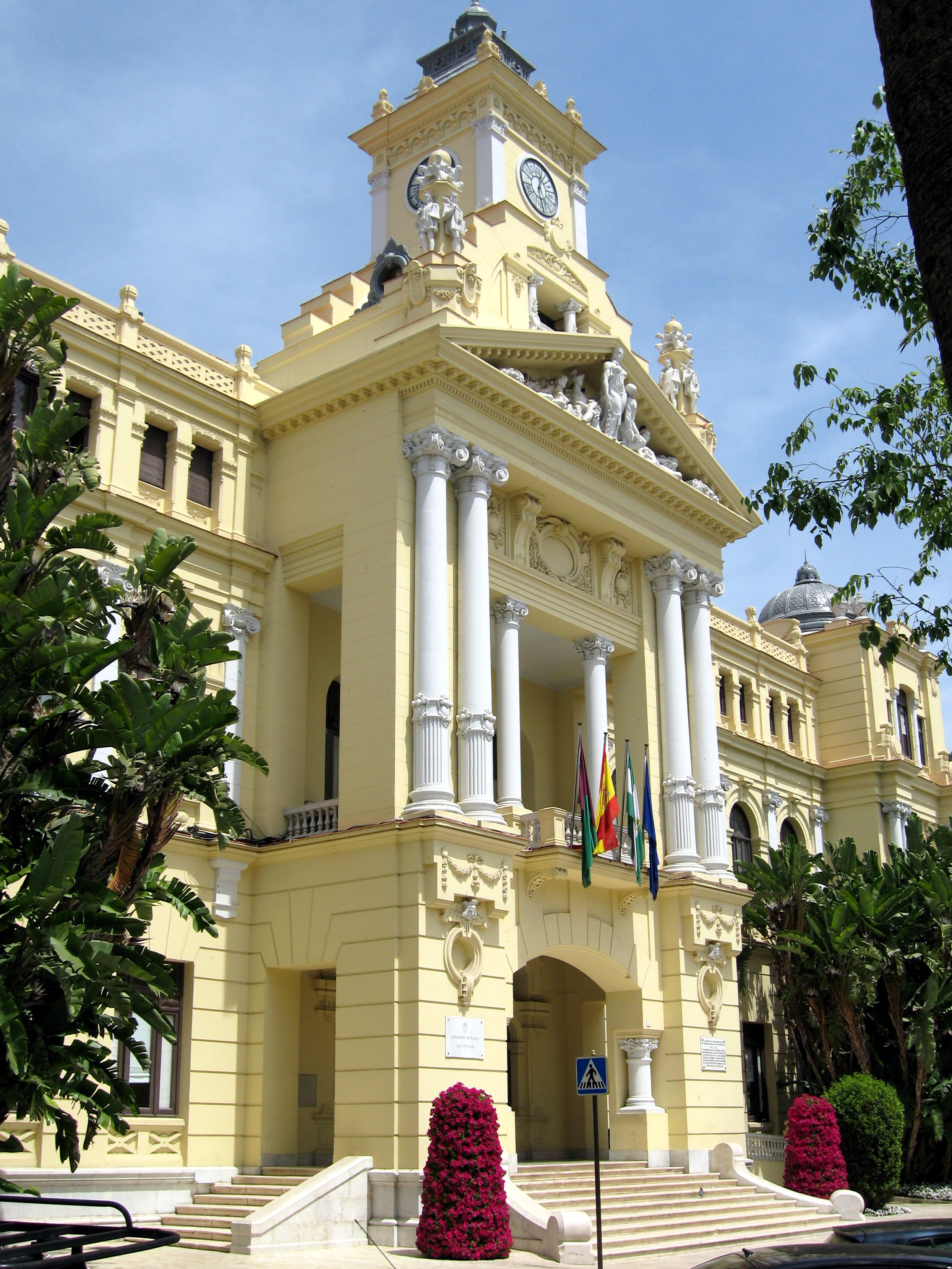
Ayuntamiento de Málaga

La ciudad es la capital de la provincia de Málaga, y por tanto están ubicados en ella los entes administrativos de ámbito provincial y de la diócesis de Málaga, sufragánea de la archidiócesis de Granada. Por parte del Gobierno de España se ubican la Subdelegación, que depende del Delegado del Gobierno en la comunidad autónoma, y la Diputación Provincial. La Junta de Andalucía, por su parte, gestiona, entre otras, las áreas de educación, sanidad y empleo, y mantiene una delegación provincial de cada una de las Consejerías de Gobierno y las sedes del Distrito Hidrográfico Mediterráneo y de la empresa pública Turismo Andaluz.
Desde 2000, desde Málaga se gestionan la red n.º 6 de Medio Ambiente Urbano del programa europeo URB-AL, cuyo centro de documentación está alojado en el Observatorio de Medio Ambiente Urbano; el Centro de Cooperación del Mediterráneo (UICN); y el Proyecto Coordinación en Apoyo a la Ordenación Pesquera del Mediterráneo Occidental y Central (a través de la FAO). Además, la ciudad es socia de Eurocities, la Asociación de Ciudades y Regiones para el Reciclado (ACRR), la Asociación para la Colaboración entre Puertos y Ciudades (RETE) y la Liga de Ciudades Fenicias y Púnicas, entre otras. También participa en varios proyectos de cooperación como Interreg MEDOCC, con las ciudades de Génova, Marsella y Lyon; Ville Emission Zero, con la región del Lacio; y otros proyectos con Nador y Tetuán.

### Gobierno municipal
Las primeras elecciones municipales democráticas tras la reinstauración de la democracia en España se celebraron en 1979. Hasta entonces solo existía el Movimiento Nacional como partido único. Desde ese año, solo han gobernado la ciudad los dos partidos políticos mayoritarios en España: el Partido Socialista Obrero Español, que ocupó la alcaldía hasta 1995, y el Partido Popular, que gobierna desde entonces.
| Periodo   | Nombre                       | Partido | Partido                                                 |
| --------- | ---------------------------- | ------- | ------------------------------------------------------- |
| 1979-1995 | Pedro Aparicio Sánchez       |         | Partido Socialista Obrero Español de Andalucía (PSOE-A) |
| 1995-2000 | Celia Villalobos Talero      |         | Partido Popular de Andalucía (PP)                       |
| 2000-act. | Francisco de la Torre Prados |         | Partido Popular de Andalucía (PP)                       |

En las elecciones municipales de 2023, en la que participó un 55,18 % del electorado (241 289 votos contabilizados), el Partido Popular (PP) fue la lista más votada con 117 577 votos logrando 17 concejales, lo cual supone mayoría absoluta (siendo necesarios 16 concejales para obtener la mayoría absoluta). En segundo lugar quedó el Partido Socialista Obrero Español de Andalucía (PSOE-A) con 69 840 votos y 10 concejales, seguido de Vox con 18 476 votos y 2 concejales y Con Andalucía con 17 655 votos y 2 concejales.
| Partido político                                        | 2023             | 2023             | 2023             | 2019        | 2019        | 2019        | 2015   | 2015  | 2015       | 2011    | 2011  | 2011       | 2007    | 2007  | 2007       |
| Partido político                                        | Votos            | %                | Concejales       | Votos       | %           | Concejales  | Votos  | %     | Concejales | Votos   | %     | Concejales | Votos   | %     | Concejales |
| Partido Popular de Andalucía (PP)                       | 117 577          | 49,17            | 17               | 94 711      | 39,62       | 14          | 84 156 | 36,47 | 13         | 123 655 | 53,46 | 19         | 111 761 | 51,03 | 17         |
| Partido Socialista Obrero Español de Andalucía (PSOE-A) | 69 840           | 29,21            | 10               | 77 509      | 32,50       | 12          | 60 246 | 26,27 | 9          | 57 245  | 24,75 | 9          | 79 466  | 36,28 | 12         |
| Vox                                                     | 18 476           | 7,72             | 2                | 10 400      | 4,35        | 0           | 794    | 0,34  | 0          | —       | —     | —          | —       | —     | —          |
| Con Andalucía-Adelante-Málaga Ahora                     | 17 655           | 7,38             | 2                | 25 201      | 10,32       | 3           | 30 600 | 13,31 | 4          | —       | —     | —          | —       | —     | —          |
| Ciudadanos (CS)                                         | 4712             | 1,97             | 0                | 18 555      | 7,77        | 2           | 23 859 | 10,37 | 3          | —       | —     | —          | —       | —     | —          |
| Izquierda Unida (IU)                                    | En Con Andalucía | En Con Andalucía | En Con Andalucía | En Adelante | En Adelante | En Adelante | 17 130 | 7,45  | 2          | 25 354  | 10,96 | 3          | 15 799  | 7,21  | 2          |

Competencias
El ayuntamiento regula asuntos como la planificación urbanística, los transportes, la recaudación de impuestos municipales, la gestión de la seguridad vial mediante la Policía Local, el mantenimiento de la vía pública (asfaltado, limpieza...) y de los jardines. También es el responsable de la construcción de equipamientos municipales como polideportivos, bibliotecas y centros de servicios sociales.

### Organización territorial

#### Distritos y barrios
La ciudad se divide en once distritos administrativos, coordinados por Juntas Municipales de Distrito, que a su vez se subdividen en barrios o polígonos industriales.

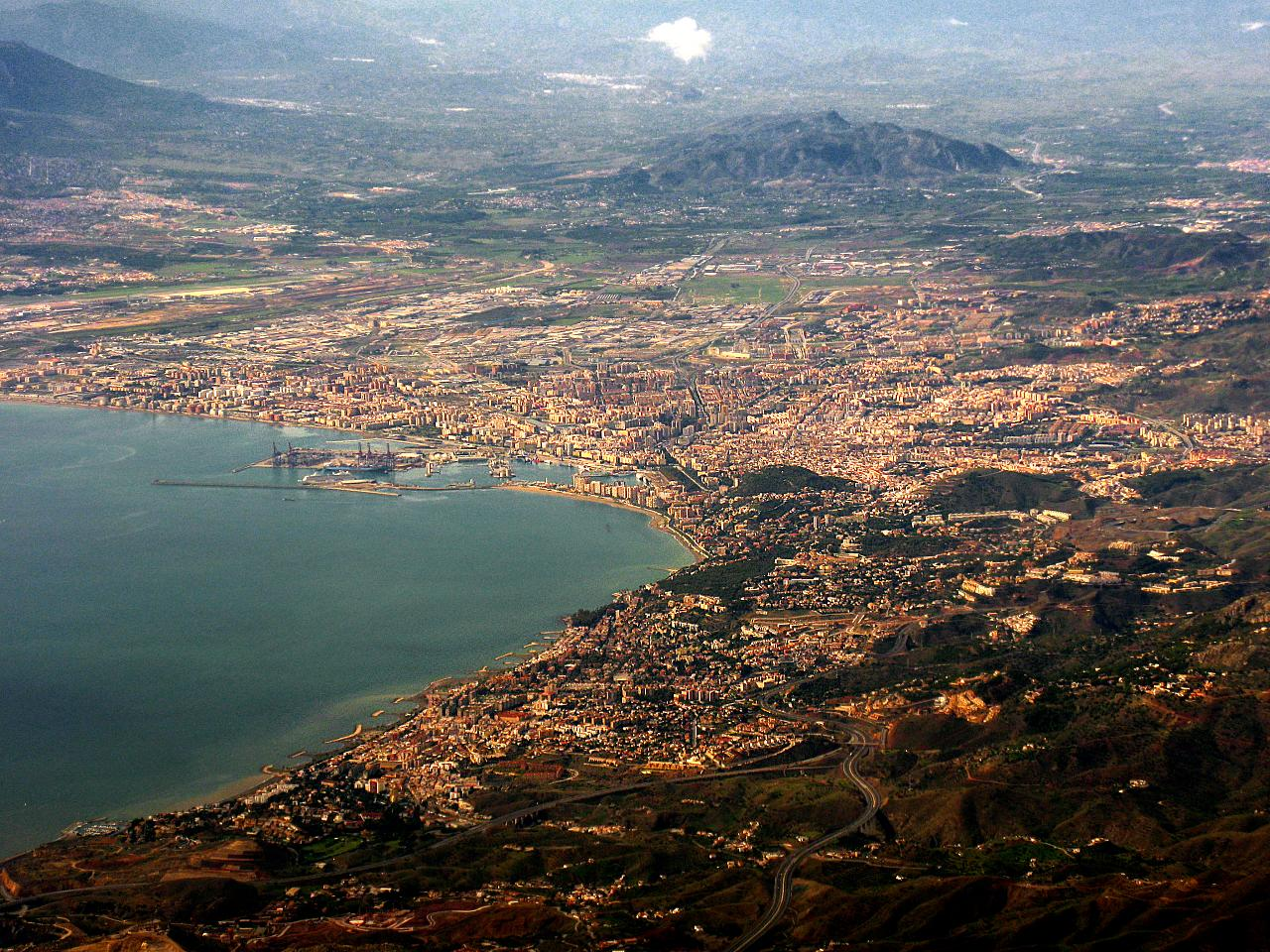
Vista aérea de la ciudad

| N.º | Distrito            | N.º | Distrito             | Ubicación |
| --- | ------------------- | --- | -------------------- | --------- |
| 1   | Centro              | 7   | Carretera de Cádiz   |           |
| 2   | Este                | 8   | Churriana            |           |
| 3   | Ciudad Jardín       | 9   | Campanillas          |           |
| 4   | Bailén-Miraflores   | 10  | Puerto de la Torre   |           |
| 5   | Palma-Palmilla      | 11  | Teatinos-Universidad |           |
| 6   | Cruz de Humilladero |     |                      |           |

#### Poblaciones
También está formado por más de 300 poblaciones:
Cabecera municipal (1): Málaga
Núcleos secundarios (22): Pilar de El Prado, Huertecilla de Mañas, Loma del Campo, La Araña, Los Chopos, El Tarajal, Haza Carpintero, Campanillas, La Castañeta, Colmenarejo, Santa Rosalía-Maqueda, Santa Águeda, Estación de Campanillas, Los Carneros, Churriana, Guadalmar-San Julián, Olías, Cortijo de Maza-El Olivar, Vega del Oro, Cañada de Ceuta, Cortijuelo, Los Gámez
Poblaciones en diseminado (150)
Edificaciones aisladas (135)
Otros usos (105)
Núcleos urbanos (14)

### Representación consular
Málaga es una ciudad de tradición consular muy antigua. Se conservan testimonios de representantes consulares que ya ejercían en 1643, especialmente como fedatarios de las cargas marítimas que partían desde el puerto. Málaga en la actualidad acoge un buen número de consulados de aquellos países con los que mantiene mayor número de relaciones comerciales, presencia de turismo residencial o inmigrantes. Algunos de estos consulados tienen su sede en diferentes municipios del área metropolitana:
- Albania
- Alemania
- Arabia Saudita
- Austria
- Bélgica
- Brasil
- Canadá
- Chile
- Dinamarca
- Ecuador
- Eslovaquia[146]
- Estados Unidos
- Filipinas
- Finlandia
- Grecia
- Haití
- Países Bajos
- Hungría
- Irlanda
- Islandia
- Israel
- Italia
- Letonia
- Luxemburgo
- Marruecos
- Mónaco
- Noruega
- Panamá
- Paraguay
- Perú
- Polonia
- Portugal
- Reino Unido
- Senegal
- Suecia
- Turquía[147]
- Suiza
- Ucrania
- Uruguay

### Organizaciones ciudadanas y sindicatos
En septiembre de 2007 Málaga contaba con un total de 1914 asociaciones de ciudadanos, con un incremento de cien nuevas asociaciones al año. El objeto social de estas asociaciones es variado: existen desde un ateneo republicano hasta una sociedad de astronomía. Una de las más antiguas es la Sociedad Excursionista de Málaga fundada en 1906, junto con el Rotary Club de Málaga, fundado en 1927. Destacan por su número las asociaciones de vecinos, las culturales, las juveniles y las de padres de alumnos. Otras se dedican a la atención de minorías sociales, la ecología o los derechos de los consumidores. Asimismo están presentes en la ciudad los sindicatos mayoritarios en España, como son UGT y CC.OO. entre otros.

### Justicia
Málaga es la sede de la Audiencia Provincial y la cabeza del partido judicial de Málaga, cuya demarcación comprende a la ciudad más otras diecisiete poblaciones de las comarcas de la Axarquía, el Valle del Guadalhorce y la sierra de las Nieves, y cuenta con un Decanato de los Juzgados, siete Juzgados de lo Contencioso-Administrativo, catorce Juzgados de Instrucción, tres Juzgados de Menores, tres de Violencia sobre la mujer, catorce de lo Penal, diecinueve de Primera instancia, trece de lo Social, uno de Vigilancia penitenciaria, Registro Civil Exclusivo único, y dos Tribunales Superiores de Justicia.
La ciudad también acoge salas de lo Contencioso-Administrativo y de lo Social del Tribunal Superior de Justicia de Andalucía. Todos estos organismos se concentran en la Ciudad de la Justicia.

## Servicios

### Educación
La educación en Málaga depende de la Consejería de Educación de la Junta de Andalucía, que asume las competencias de educación a nivel regional y autonómico.

#### Educación infantil, primaria y secundaria
Málaga cuenta con numerosos centros educativos de los diferentes niveles educativos, entre públicos, concertados y privados.
En la red de centros públicos, Málaga tiene 82 centros de educación infantil y primaria, 35 centros de educación secundaria y 13 centros de educación de adultos.

#### Educación universitaria
La Universidad de Málaga (UMA) fue fundada por decreto del 18 de agosto de 1972 y cuenta actualmente con casi 40 000 alumnos y 2000 investigadores. Si bien el rectorado de la Universidad de Málaga se encuentra en la antigua Casa de Correos y Telégrafos, en el casco histórico de la ciudad, la mayoría de sus instalaciones y centros de enseñanza se sitúan repartidos en dos campus principales:
- En el Campus Universitario de Teatinos se sitúan la mayoría de las facultades y escuelas técnicas y se encuentra en proceso de ampliación.[159] Posee un jardín botánico, la Biblioteca General, un complejo deportivo y el centro cultural Contenedor Cultural.[160]
- El Campus Universitario de El Ejido fue la primera zona donde se concentraron las instalaciones de la universidad y que actualmente se están trasladando a Teatinos. Sin embargo, todavía permanecen en él la Facultad de Ciencias Económicas y Empresariales, la Facultad de Bellas Artes, la Escuela Técnica Superior de Arquitectura, el Paraninfo y el Pabellón de Gobierno.

La Universidad de Málaga también cuenta con diversos centros repartidos por toda la ciudad, que no pertenecen a ninguno de los dos campus:
- Edificio de los Cursos para Extranjeros de la UMA, situado en el antiguo edificio de la Facultad de Ciencias del Trabajo en El Palo.
- Residencia Universitaria Alberto Jiménez Fraud, situada en el barrio de La Barriguilla.
- Centro de Experimentación Grice-Hutchinson situado junto a la MA-21, cerca de San Julián.
- Nave de la calle Muñoz Rojas, aneja a la Estación de Málaga-María Zambrano, que sirve para las clases prácticas de la Escuela Técnica Superior de Arquitectura de Málaga

La Universidad de Málaga es impulsora, junto con la Universidad de Sevilla, del proyecto Andalucía TECH, que obtuvo la categoría de Campus de Excelencia Internacional otorgada por el Ministerio de Educación de España en 2010.

### Transporte y comunicaciones

#### Transporte aéreo

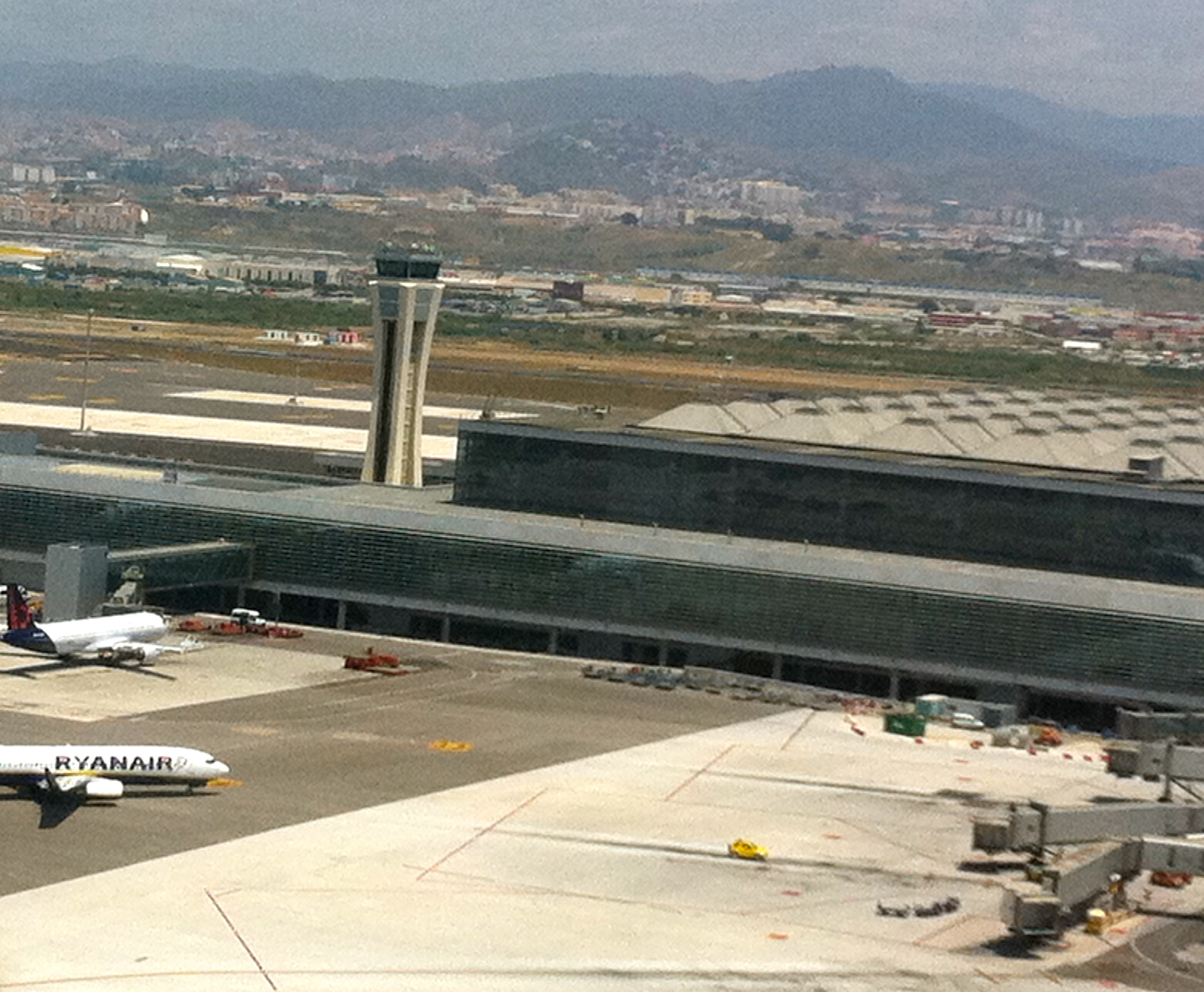
Aeropuerto de Málaga

El aeropuerto de Málaga-Costa del Sol es el tercer aeropuerto de la península ibérica, tras Barajas y El Prat, en tráfico aéreo, el cuarto de España y la puerta internacional al sur peninsular. En 2018 registró 141 313 vuelos y 19 021 704 pasajeros, de los que 16 208 244 corresponden a vuelos internacionales lo que supone alrededor del 85 % del tráfico internacional de la región y lo sitúa como la principal infraestructura de comunicaciones de Andalucía y la gran puerta de entrada a la misma. Más de 50 compañías aéreas mantienen conexiones internacionales con 124 ciudades de 31 países fundamentalmente de Europa, especialmente con el Reino Unido y Alemania, pero también el norte de África, Oriente Medio y Norteamérica a través de Nueva York, Toronto y Montreal, además de vuelos nacionales a las principales ciudades españolas. Desde 1996 opera también un servicio de línea regular de helicópteros entre el aeropuerto de Málaga y el helipuerto de Ceuta, que transporta unos 20 000 pasajeros anuales.
El aeropuerto está comunicado con el centro de la ciudad y con la Estación de Málaga-María Zambrano por línea ferroviaria de Cercanías y por la A Express de la EMT que además tiene una parada dentro de la estación de autobuses de Málaga, donde se puede enlazar con destino a otras ciudades españolas y la Costa del Sol.
El aeropuerto posee dos pistas de vuelo no paralelas, y desde el 15 de marzo de 2010 cuenta con una tercera terminal de pasajeros que fue inaugurada por el rey Juan Carlos I.
Además, los usuarios del aeropuerto tienen la posibilidad de dejar sus vehículos en toda una serie de aparcamientos situados en sus inmediaciones, facilitando aún más su desplazamiento.

#### Transporte marítimo

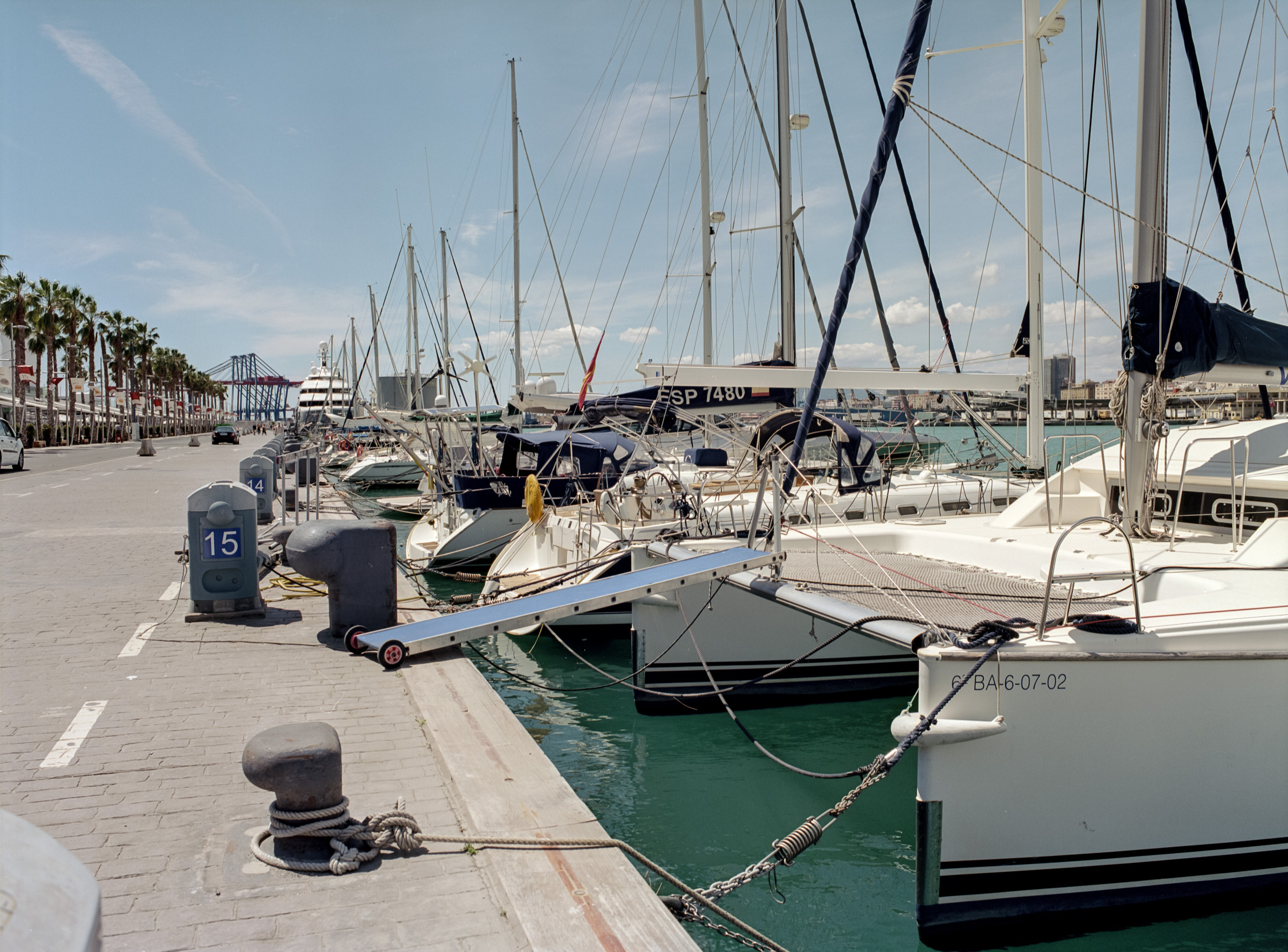
Muelle del puerto de Málaga

Por mar a través del Puerto de Málaga, la ciudad se comunica con varios puertos del Mar Mediterráneo, siendo en la actualidad el segundo puerto de cruceros turísticos de la España peninsular tras Barcelona, si bien el único servicio de línea regular es el ferry que une Málaga con Melilla. También es un puerto pesquero y de mercancías, principalmente contenedores, vehículos y graneles líquidos y sólidos. Desde la década de 1990 se lleva a cabo una remodelación para integrar el puerto en la ciudad.
Existen otros puertos de carácter deportivo: el Puerto El Candado en el Distrito Este y el Puerto deportivo del Real Club Mediterráneo.

#### Red viaria
Autopistas y autovías interurbanas
| E-15 A-7 | Algeciras-Málaga-Almería-Murcia-Alicante-Valencia-Barcelona |
| N-340    | Cádiz-Málaga-Almería-Murcia-Alicante-Valencia-Barcelona     |
| A-45     | Córdoba - Lucena - Antequera - Málaga                       |
| AP-46    | Puerto de las Pedrizas - Málaga                             |
| A-357    | Campillos - Álora - ** - Casapalma - Cártama - Málaga       |

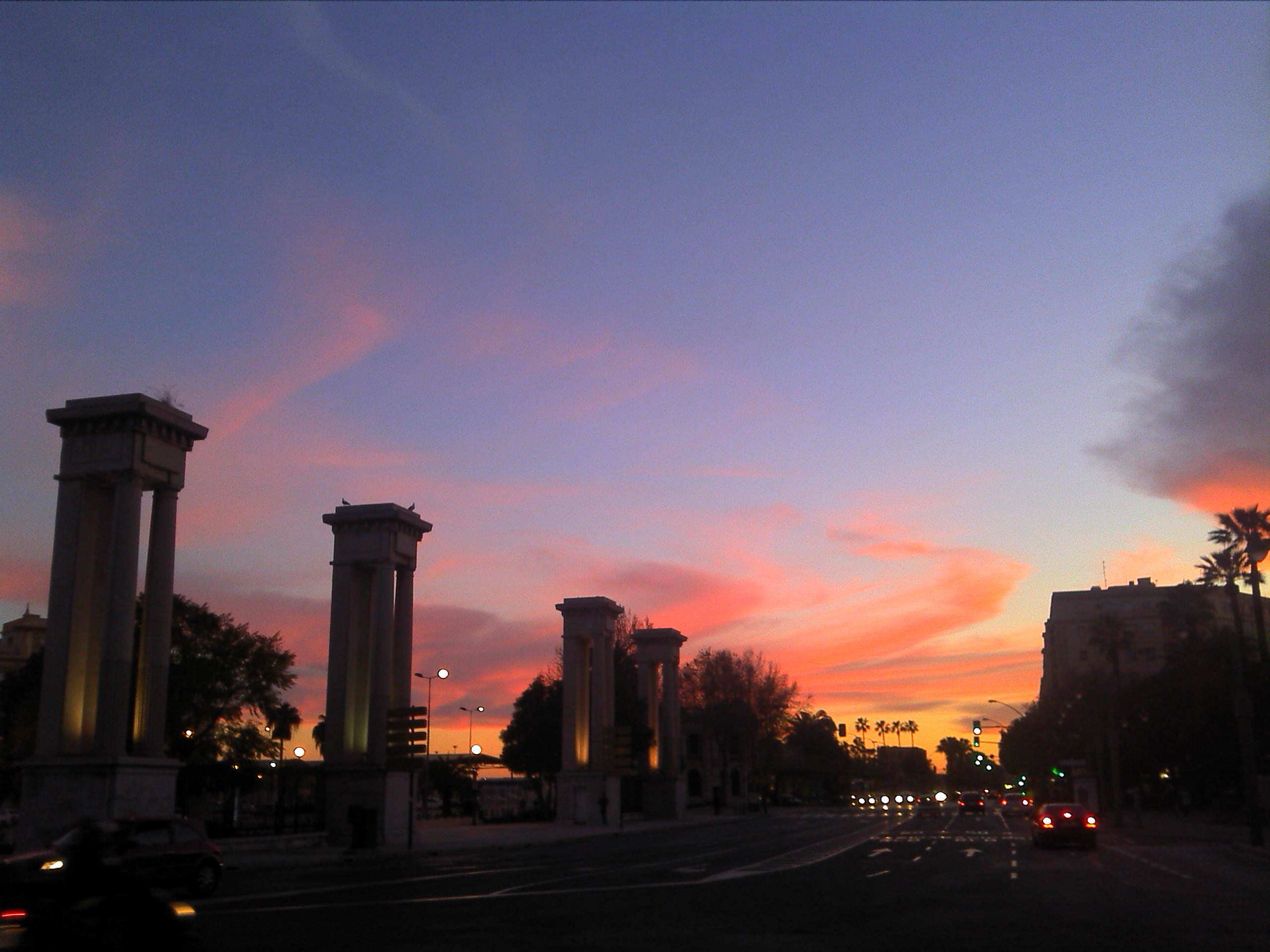
La Marina

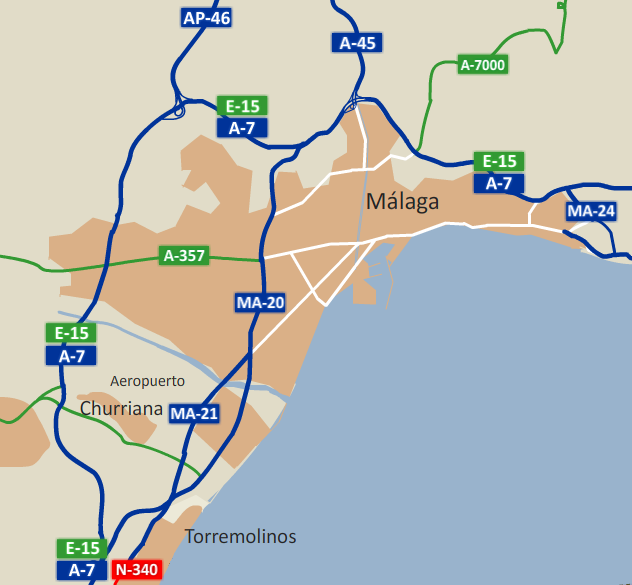
Red viaria principal

Autovías urbanas y de acceso a Málaga
| MA-20 | Ronda Oeste                                      |
| MA-21 | Málaga - Torremolinos                            |
| MA-22 | Acceso al Puerto de Málaga                       |
| MA-23 | Acceso Sur al Aeropuerto de Málaga-Costa del Sol |
| MA-24 | Acceso este a Málaga                             |

Otras carreteras
| A-404  | Coín - Alhaurín el Grande - Alhaurín de la Torre - Churriana |
| A-7000 | Málaga - Colmenar                                            |
| A-7075 | Málaga - Almogía - Antequera                                 |
| A-7076 | Málaga - Campanillas                                         |

#### Ferrocarril
Desde la nueva Estación de Málaga-María Zambrano de Adif se une la capital con algunas poblaciones de la provincia, especialmente de la Costa del Sol y el Valle del Guadalhorce, y con el Aeropuerto, a través de la red de Cercanías Málaga; y con el resto de España con trenes diarios de larga distancia a Madrid, Barcelona y Córdoba, entre otros destinos.
La línea de alta velocidad (AVE) Málaga-Córdoba se inauguró el 23 de diciembre de 2007, reduciendo a dos horas y media el viaje a Madrid. A través de esta línea se conecta la ciudad con Antequera-Santa Ana, Puente Genil, Puertollano y Ciudad Real. Del mismo modo se establece una línea AVE entre Málaga y Sevilla utilizando las vías Málaga-Córdoba-Sevilla, ahorrando 35 minutos de trayecto. Además, con la construcción del bypass de Madrid se ha inaugurado un servicio de AVE directo a Zaragoza y Barcelona y otras poblaciones de Aragón y Cataluña.
En cuanto a los recorridos de Media Distancia, los únicos dos trayectos con servicio de pasajeros tienen destino a Sevilla y Ronda, circulando ambos a través de El Chorro.
El 8 de agosto de 2018, se anunció que Adif y Virgin llevarían el hyperloop a España. En concreto, a la provincia de Málaga, instalando un centro de investigación con una inversión de 430 millones de euros.
| Líneas de tren de cercanías | Líneas de tren de cercanías      | Líneas de tren de cercanías | Líneas de tren de cercanías |
| Línea                       | Trayecto                         | Recorrido                   | Operadora                   |
| --------------------------- | -------------------------------- | --------------------------- | --------------------------- |
|                             | Málaga - Aeropuerto - Fuengirola | 31 km                       |                             |
|                             | Málaga - Álora                   | 38 km                       |                             |

#### Metro

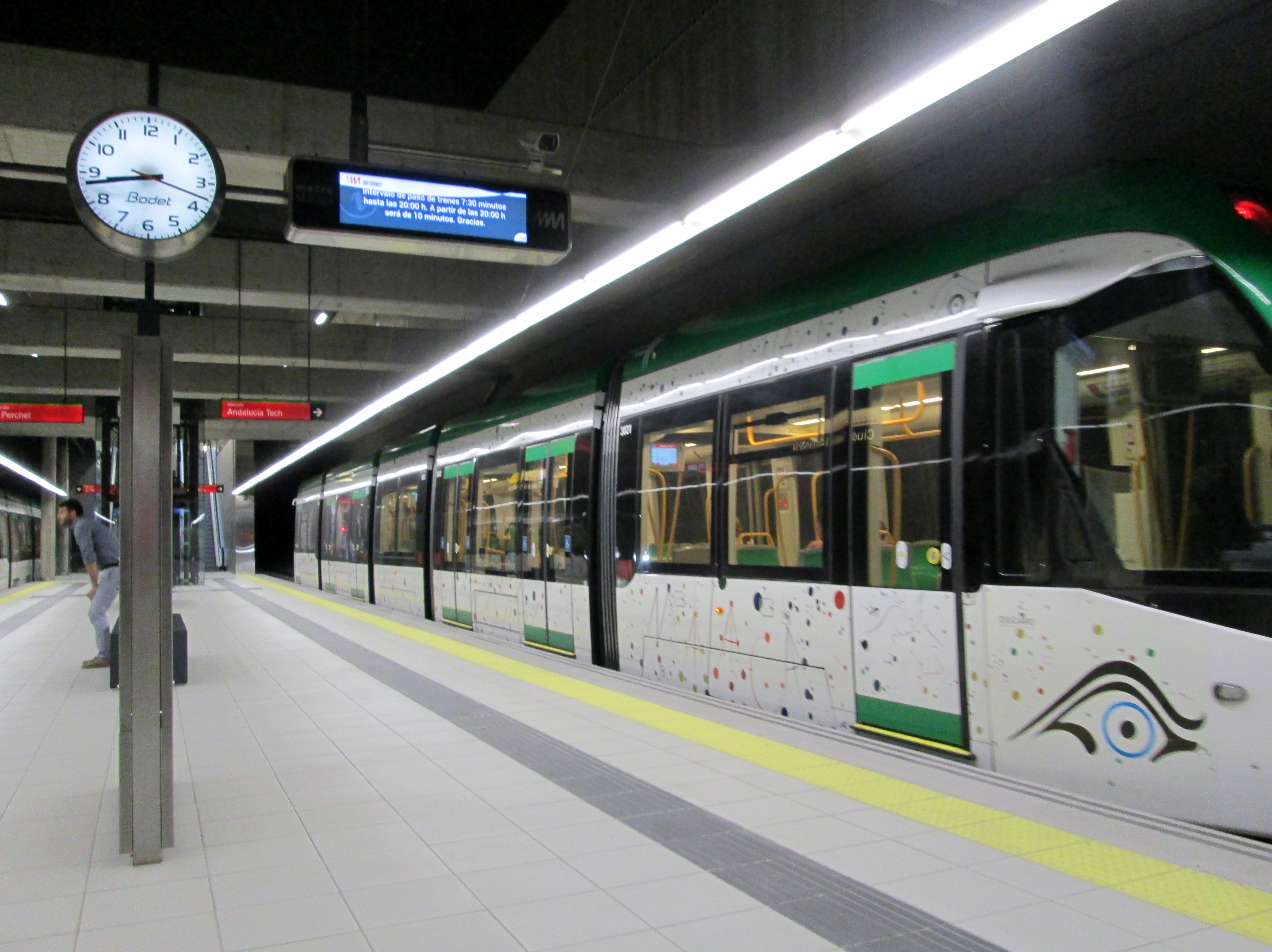
Estación de Ciudad de la Justicia

La Línea 1 y la Línea 2 del Metro de Málaga fueron inauguradas, de forma parcial, el 30 de julio de 2014. Estas dos líneas unen el Distrito Centro con el Distrito Carretera de Cádiz, la zona más densamente poblada de la ciudad, y con el Campus Universitario de Teatinos a través del Distrito Cruz de Humilladero, otra de las áreas superpobladas.
| Líneas de metro | Líneas de metro                        | Líneas de metro | Líneas de metro     | Líneas de metro |
| Línea           | Terminales                             | Longitud actual | Estaciones actuales |                 |
| --------------- | -------------------------------------- | --------------- | ------------------- | --------------- |
| 1               | Atarazanas - Andalucía Tech            | 8,7 km          | 13                  |                 |
| 2               | Guadalmedina - Palacio de los Deportes | 4,4 km          | 8                   |                 |

#### Autobuses urbanos

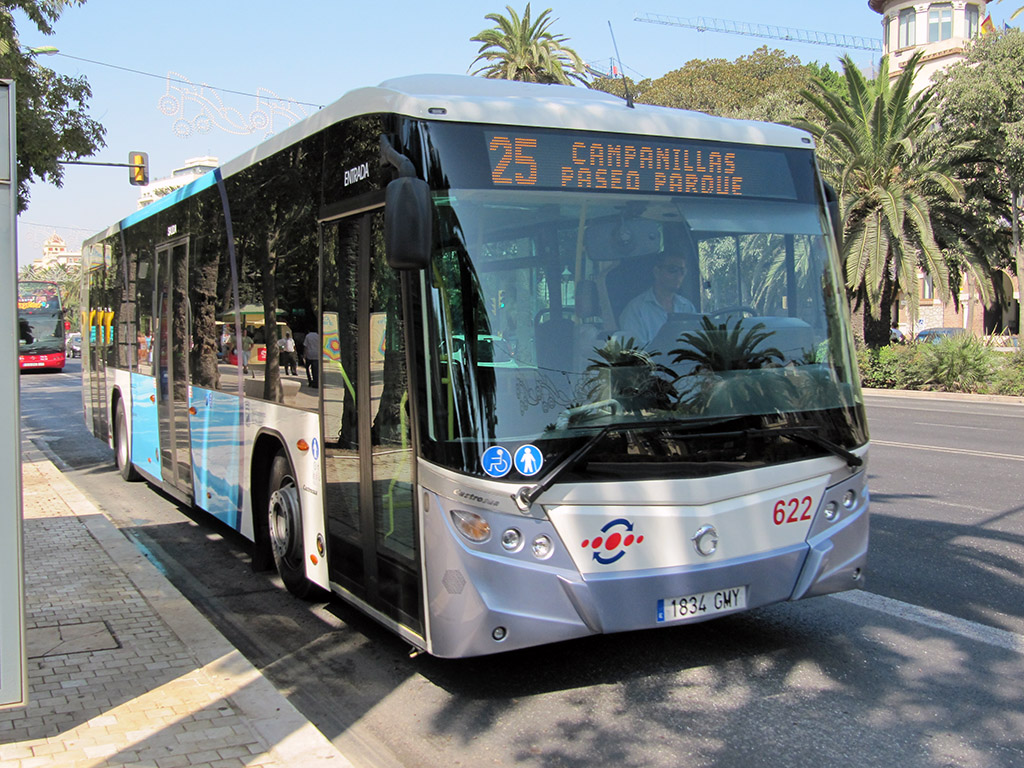
Autobús Irisbus Citelis de la EMT

El transporte urbano dentro de la ciudad es operado también por la Empresa Malagueña de Transportes SAM ( EMT), fundada en 1884, como Sociedad Malagueña de Tranvías. Con una flota de 261 vehículos y una vida media de 6,7 años por vehículo, que se caracterizan por ser de color azul celeste. Se está apostando por el transporte ecológico, usándose en algunos de ellos gas natural y algunos microbuses de motor híbrido. Dispone de 43 líneas, incluyendo tres circulares que rodean la ciudad, y tres nocturnas, que unen cada punto de la ciudad, y tienen como centro neurálgico la Alameda Principal. El precio del billete sencillo es de 1,30 € y cuenta con un sistema de abono llamado Tarjeta-Bus y abonos especiales mensuales para jóvenes y estudiantes, y abonos especiales para jubilados. El transporte urbano es compatible con la tarjeta del Consorcio de Transportes.
| Líneas de autobús urbano                           | Líneas de autobús urbano                              | Líneas de autobús urbano                                                                                     | Líneas de autobús urbano |
| Línea                                              | Trayecto                                              | Recorridos (enlace roto disponible en Internet Archive; véase el historial, la primera versión y la última). | Frecuencia media (laborables) |
| -------------------------------------------------- | ----------------------------------------------------- | --- | --- |
| 1                                                  | Parque del Sur - Av. Europa (San Andrés)              | Recorrido | 8-9 minutos |
| 2                                                  | Alameda Principal - Ciudad Jardín (San José)          | Recorrido | 10-11 minutos |
| 3                                                  | Puerta Blanca - El Palo (Olías)                       | Recorrido | 8 minutos |
| 4                                                  | Paseo del Parque - Cortijo Alto (Ciudad de Justicia)  | Recorrido | 10-11 minutos |
| 6                                                  | Alameda Principal - La Milagrosa                      | Recorrido | 50 minutos |
| 7                                                  | La Térmica - Miraflores de los Ángeles                | Recorrido | 22-25 minutos |
| 8                                                  | El Palo (Playa Virginia) - Hospital Clínico           | Recorrido | 11-12 minutos |
| 9                                                  | Alameda Principal - Churriana (Directo)               | Recorrido Archivado el 28 de septiembre de 2007 en Wayback Machine.                                          | 50 minutos |
| 10                                                 | Alameda Principal - Churriana                         | Recorrido | 25-30 minutos |
| 11                                                 | Universidad - El Palo (Playa Virginia)                | Recorrido | 8 minutos |
| 14                                                 | Paseo de la Farola - Teatinos                         | Recorrido | 11 minutos |
| 15                                                 | La Virreina - Santa Paula                             | Recorrido | 11-12 minutos |
| 16(Actualmente fusionada con la línea 7 de la EMT) | Paseo del Parque - La Térmica                         | Recorrido | 12-13 minutos |
| 17                                                 | Alameda Principal - La Palma                          | Recorrido | 10 minutos |
| 20                                                 | Alegría de la Huerta - Alameda Principal - Los Prados | Recorrido | 15 minutos |
| 21                                                 | Paseo del Parque - Puerto de la Torre                 | Recorrido | 12 minutos |
| 22                                                 | Av. Molière - Universidad                             | Recorrido | 10 min. (18-20 min. en época no lectiva) |
| 23                                                 | Paseo del Parque - Parque Cementerio                  | Recorrido | 25-30 minutos |
| 25                                                 | Paseo del Parque - Santa Rosalía /Campanillas         | Recorrido | 14-17 minutos |
| 27                                                 | Avenida M. A. Heredia - Polígono I. Guadalhorce       | Recorrido | 70-80 minutos |
| 28*                                                | Santa Águeda - Los Núñez                              | Recorrido | 85 minutos |
| 29                                                 | Jarazmín - El Palo                                    | Recorrido | 60 minutos |
| 30                                                 | Alameda Principal - Mangas Verdes                     | Recorrido | 45-50 minutos |
| 31                                                 | Paseo del Parque - Palacio de deportes                | Recorrido | 18-22 minutos |
| 32                                                 | Avda Andalucía - El Limonar                           | Recorrido | 16-18 minutos |
| 33                                                 | Avda Andalucía - Cerrado de Calderón                  | Recorrido | 25-35 minutos |
| 34                                                 | Avda Andalucía - Pedregalejo (Bda. La Mosca)          | Recorrido | 30-35 minutos |
| 35                                                 | Avda Andalucía - Castillo de Gibralfaro               | Recorrido | 40-50 minutos |
| 36                                                 | Avda Andalucía- Conde de Ureña (centro histórico)     | Recorrido | 60 minutos |
| 37                                                 | Avda Andalucía - Altamira/Monte Dorado                | Recorrido | 25-30 minutos |
| 38                                                 | Paseo del Parque - Granja Suárez                      | Recorrido | 20-25 minutos |
| 40                                                 | Paseo de la Farola - Sacaba Beach                     | | 60 minutos |
| 62                                                 | Puerto de la Torre - Universidad                      | | 45 minutos |
| C1                                                 | Circular 1                                            | Recorrido | 12 minutos |
| C2                                                 | Circular 2                                            | Recorrido | 11-12 minutos |
| C3                                                 | Parque Clavero                                        | Recorrido | 15 minutos |
| L                                                  | Universidad - Ampliación del Campus                   | Recorrido | 12 minutos (20 min. en época no lectiva) |
| A Express                                          | Paseo del Parque - Aeropuerto                         | Recorrido | 30 minutos |
| 61                                                 | Alameda Principal - Jardín Botánico La Concepción     | Recorrido | 60 minutos (fines de semana y festivos) |
| 64                                                 | Alameda Principal - Avenida de Andalucía - Rastro     | Recorrido (enlace roto disponible en Internet Archive; véase el historial, la primera versión y la última).  | 20-30 minutos (domingos) |
| N1                                                 | Puerta Blanca - El Palo                               | Recorrido | Salidas desde Puerta Blanca: 23:10, 23:35, 0:00, 0:20, 0:44, 1:08, 1:32, 2:00, 2:35, 3:55, 5:15 Salidas desde El Palo: 23:10, 23:54, 0:20, 0:45, 1:03, 1:22, 1:50, 2:40, 3:15, 4:30, 5:45 |
| N2                                                 | Plaza de la Marina - Circular                         | Recorrido | Salidas desde Alameda Principal Sur: 0:15, 0:45, 1:10, 2:00, 3:20, 4:10, 5:05, 6:00 |
| N4                                                 | Paseo del Parque - Puerto de la Torre                 | Recorrido | 23:30, 23:50, 1:00 (Alameda Principal) 0:15, 0:35 (Puerto de la Torre) |
| 90                                                 | Estación Marítima - Paseo del Parque                  | | |
| 100                                                | Bus Turístico                                         | | |

#### Autobuses interurbanos o metropolitanos
Desde la estación de autobuses de Málaga, gestionada por la EMT, situada en el paseo de los Tilos, junto a la estación de tren María Zambrano, se conecta a la capital con todos los municipios de la provincia y las principales ciudades de España y de Europa.
Para facilitar las comunicaciones con la periferia, en febrero de 2005 se creó el Consorcio de Transporte Metropolitano del Área de Málaga, que coordina las líneas de autobús urbano de Málaga, Alhaurín de la Torre y Benalmádena, las líneas de autobús interurbano que conectan la ciudad con los municipios del Área Metropolitana de Málaga y Álora, y el metro. Para ello creó la Tarjeta de Transporte En la actualidad, además, se puede abonar con la los viajes en los trenes de cercanías C-1 y C-2, y puede utilizarse en el sistema de préstamo de bicicletas públicas del Ayuntamiento de Málaga, así como el resto de Transportes adscritos a todos los Consorcios de Transporte Metropolitano de Andalucía. Los vehículos tienen color corporativo beige y una franja verde que indica que es un transporte público de Andalucía, y el número de línea tiene tres cifras precedidas de una M (Metropolitana).
La Presidencia del Consejo de Administración del Consorcio de Transporte Metropolitano del Área de Málaga recae en la Consejería de Fomento y Vivienda de la Junta de Andalucía, mientras que la Vicepresidencia de dicho organismo recae en la Alcaldía del Ayuntamiento de Málaga, siendo el municipio con mayor población de su ámbito, y con mayor poder de atracción y generación de viajes interurbanos.
Existe a su vez una estación de autobuses en el Muelle Heredia, en el centro de la ciudad, junto al puerto de Málaga, con destino a diversas localidades de su área metropolitana: Rincón de la Victoria, Vélez-Málaga, Olías, Totalán, Torremolinos, Benalmádena, Fuengirola, Campanillas, Cártama y El Sexmo.
Pueden consultarse todas las rutas de transporte en el siguiente enlace

#### Estadísticas de transporte público
El promedio de tiempo que las personas pasan en transporte público en Málaga, por ejemplo desde y hacia el trabajo, en un día de la semana es de 49 minutos, mientras que el 6 % de las personas pasan más de 2 horas todos los días. El promedio de tiempo que las personas esperan en una parada o estación es de 9 minutos, mientras que el 8 % de las personas esperan más de 20 minutos cada día. La distancia promedio que la gente suele recorrer en un solo viaje es de 4.1 km, mientras que el 1 % viaja por más de 12 km en una sola dirección.

#### Servicio público de préstamo de bicicletas
El servicio público de préstamo de bicicletas, conocido como málagabici, se puso en funcionamiento en agosto de 2013, generando una gran expectación y siguiendo con el proyecto de integración de la bicicleta como medio de transporte en la ciudad.
Cuenta con más de 300 bicicletas repartidas en las 21 estaciones por varias zonas de la ciudad, siendo mayor la presencia en los barrios que cuentan con carril bici, ya que estas estaciones suelen estar cerca del mismo.
El acceso al sistema es con la Tarjeta-Bus de la Empresa Malagueña de Transportes SAM, siendo el primer año gratis el alta y pagando 20 € a partir del segundo, sumados a los 5 € del seguro RC de accidentes. Además, el cliente dispone de 30 minutos gratis, pudiendo cambiar de bici pasado este tiempo o manteniendo la misma bici, tarificándose a 0,017 €/min a partir de esa media hora gratis. Merced a un acuerdo entre la EMT y el Consorcio de Transporte Metropolitano del Área de Málaga, puede utilizarse la Tarjeta de Transporte de esta entidad con las mismas condiciones que la tarjeta de la EMT.
| Estaciones de bicicletas | Estaciones de bicicletas                                    | Estaciones de bicicletas |
| Número                   | Nombre                                                      | Bicis                    |
| ------------------------ | ----------------------------------------------------------- | ------------------------ |
| 01                       | Plaza de la Marina                                          | 24                       |
| 02                       | Plaza General Torrijos                                      | 15                       |
| 03                       | Plaza de la Merced                                          | 15                       |
| 04                       | CAC (centro de arte Contemporáneo)                          | 15                       |
| 05                       | Edificio de usos múltiples (paseo marítimo Antonio Machado) | 12                       |
| 06                       | Princesa                                                    | 19                       |
| 07                       | Diputación (La Térmica)                                     | 15                       |
| 08                       | Calle Martínez Maldonado (Biblioteca distrito)              | 11                       |
| 09                       | Ciudad Deportiva (Carranque)                                | 22                       |
| 10                       | Avenida Gálvez Ginachero                                    | 17                       |
| 11                       | Ciudad Jardín (polideportivo)                               | 17                       |
| 12                       | Rectorado                                                   | 14                       |
| 13                       | Avenida Andalucía                                           | 16                       |
| 14                       | Estación de autobuses (calle Roger de Lis)                  | 10                       |
| 15                       | Colonia Santa Inés                                          | 25                       |
| 16                       | Ciudad de la Justicia                                       | 22                       |
| 17                       | Paseo de la Farola                                          | 13                       |
| 18                       | Calle Mármoles (calle Jaboneros)                            | 13                       |
| 19                       | Avenida Arroyo de los Ángeles (colegio Gibraljaire)         | 14                       |
| 20                       | Barbarela                                                   | 15                       |
| 21                       | Baños del Cármen                                            | 41                       |

#### Taxis
Los taxis malagueños se caracterizan por ser blancos con una franja diagonal azul y el escudo de Málaga en las puertas delanteras. Dispone de una flota de 1434 taxis repartidos por toda la capital. Pueden ser parados en plena calle, encargados por teléfono o Internet, o a través de las paradas designadas para ellos.

## Cultura

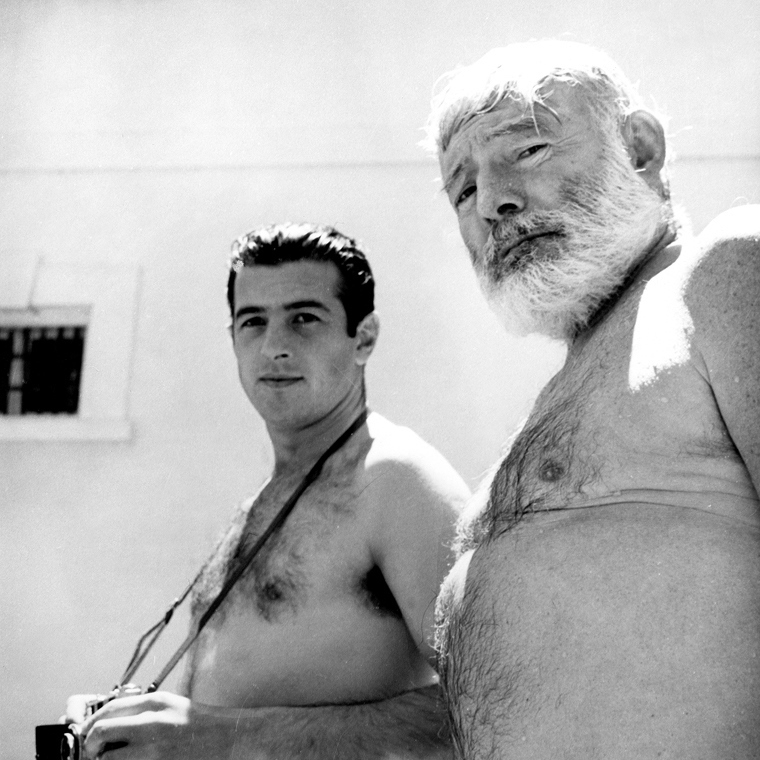
El torero Antonio Ordóñez y Ernest Hemingway en La Cónsula en 1959

La ciudad tuvo un movimiento cultural discreto, pero significativo durante las primeras décadas del siglo XX. Tras la Guerra Civil, Málaga presentaba grandes deficiencias en infraestructuras culturales. En esos años se recuperó la alcazaba y se crearon el Museo Arqueológico y la Orquesta Sinfónica de Málaga. A partir de 1954 comenzó a celebrarse la Feria del Libro y en 1968 reapareció la revista Litoral. Desde principios de los años 1970, con la creación de la Universidad de Málaga, la ciudad fue lentamente reforzando sus equipamientos y actividades en torno a las artes y el conocimiento. Este proceso dio lugar a la configuración de un nuevo panorama cultural con una red de museos de primer orden y la organización de múltiples actividades culturales, impulsadas por la candidatura de la ciudad a ser Capital Europea de la Cultura en 2016.
Durante la década de 1990 el ayuntamiento recuperó el Teatro Cervantes y puso en marcha la Fundación Picasso y la Orquesta Filarmónica de Málaga, esta última con la colaboración del gobierno autonómico que impulsó también el nacimiento del Museo Picasso Málaga. De igual modo, en los años 2000 el ayuntamiento fundó instituciones como el Museo Carmen Thyssen, el CAC Málaga, el Teatro Echegaray, y generó iniciativas como el Festival de Málaga Cine Español (FMCE) y la Noche en blanco, además de colaborar en proyectos ciudadanos como el Soho Málaga. Por su parte, la Diputación Provincial impulsó centros culturales como La Térmica y promovió la política editorial.
Además de las instituciones públicas mencionadas existen otras entidades de carácter privado dedicadas al fomento de actividades culturales como son el Ateneo de Málaga, la Real Academia de Bellas Artes de San Telmo y la Fundación Unicaja. Inspirándose en el modelo original parisino, desde el año 2008 la Noche en Blanco de Málaga es la gran fiesta nocturna de la cultura en la ciudad.

### Poesía y literatura
En el ámbito poético y literario destacan autores como Rafael Pérez Estrada, Salvador Rueda, María Victoria Atencia y una joven generación de novelistas y poetas como Antonio Soler, Aurora Luque, Álvaro García, Rafael Inglada, Francisco Fortuny, José Antonio Mesa Toré y Pablo Aranda, y autores como el dramaturgo Miguel Romero Esteo, Premio Nacional de Literatura Dramática en 2008.
Además de la Feria del Libro celebrada anualmente en junio, los principales eventos literarios consisten en la entrega de premios a obras inéditas. Así, se otorgan cada año el Premio de Poesía Emilio Prados y el Premio de Poesía Generación del 27, ambos concedidos por el Centro de la Generación del 27, dependiente de la diputación provincial, que también convoca el Premio de Teatro Enrique Llovet.
El ayuntamiento por su parte organiza el Premio Málaga de Novela, el Premio Málaga de Ensayo, el Premio de Literatura Infantil Ciudad de Málaga y, junto con Unicaja, el Premio de Poesía Manuel Alcántara, que es el premio de mayor cuantía económica concedido a un solo poema en España.
Málaga es sede del Centro Andaluz de las Letras. 

### Cine y teatro

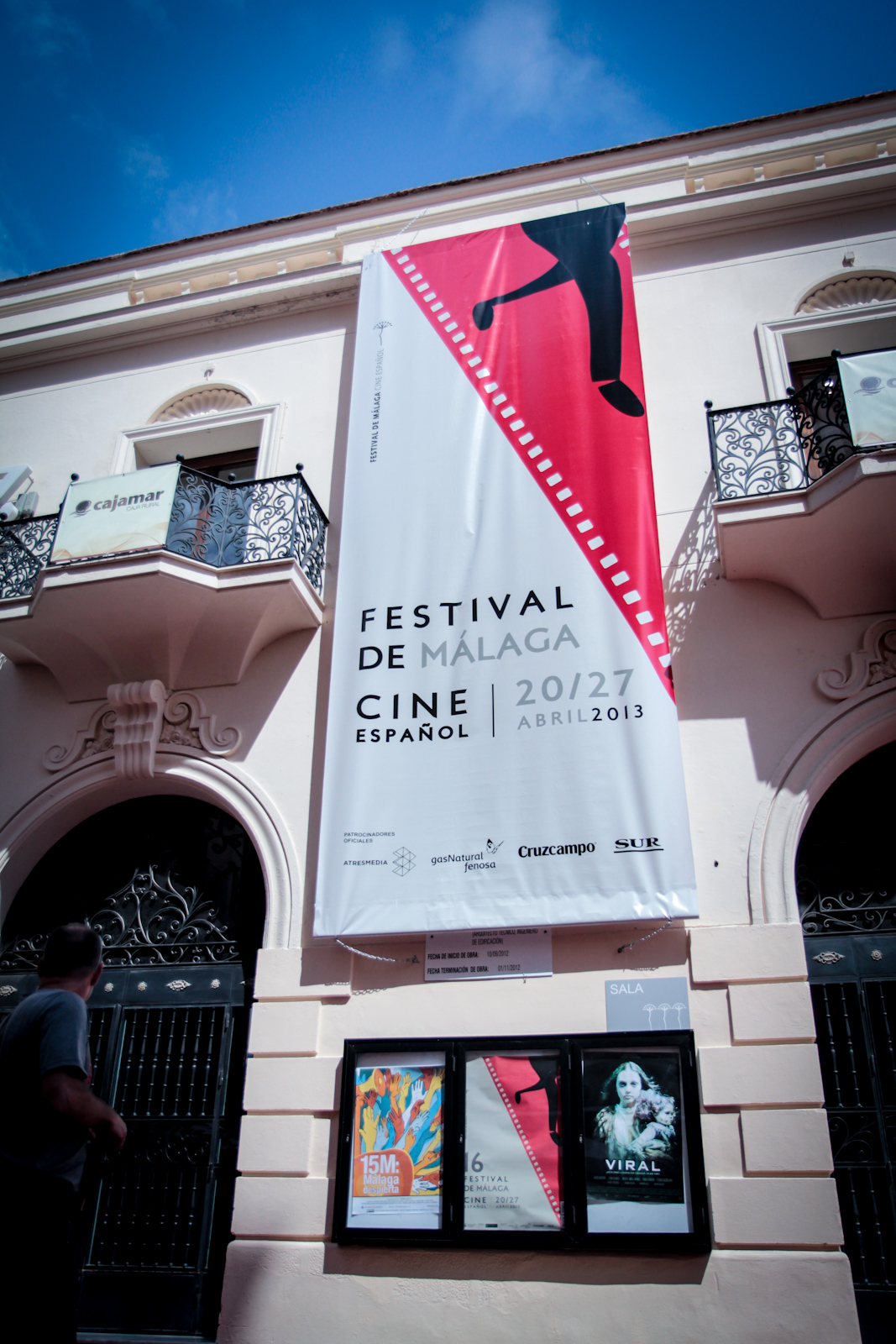
Festival de Cine Español de 2013

El Teatro Cervantes data de 1870 y cuenta con 1104 localidades. Además del Cervantes, están el Teatro del Soho (antiguo Teatro Alameda), el Teatro Cánovas, la sala Gades y el Teatro Echegaray, la Sala Falla (dentro del Conservatorio Superior de Música), el Auditorio Edgar Neville, La Caja Blanca, el Teatro Romano y otros espacios escénicos en la Escuela Superior de Arte Dramático, el Centro Cultural Provincial y el Ateneo, así como dos auditorios al aire libre: el Municipal y el Eduardo Ocón. Entre los espacios dedicados al séptimo arte cabe destacar el antiguo Cine Albéniz, cuya programación y gestión corresponde al Festival de Málaga.
El Teatro Cervantes es la sede del Festival de Málaga de Cine Español, uno de los más significativos acontecimientos culturales de la ciudad y del panorama nacional. Desde 1998 se despliegan anualmente las estrellas del cine español y se otorga la Biznaga de Oro al mejor largometraje.
Otros festivales cinematográficos que tienen lugar en la ciudad son el Festival de Cine Fantástico de Málaga o Fancine dedicado al cine de ciencia ficción y el Festival de Cine Francés de Málaga, el mayor evento cultural en francés en España, que organiza la Alliance française de Málaga.
Desde el inicio de la cinematografía hasta nuestros días, Málaga ha servido de plató para numerosas producciones de todo tipo, tanto nacionales como internacionales: Los últimos de Filipinas, La conquista del Pacífico, Sólo se vive dos veces, El reportero, Hola ¿estás sola?, El camino de los ingleses o El puente de San Luis Rey, Toro entre otras, se rodaron en parte o íntegramente en la ciudad.

#### Actores y comediantes
Entre los actores y actrices más relevantes de Málaga se encuentran: Antonio Banderas, ganador de múltiples premios y recontamientos. Al comediante Dani Rovira, que además de comediante, ganó un Goya a mejor actor en 2015, la actriz Mabel Escaño, que trabajó con importantes directores del cine español y mundial, como Jesús Franco y Vicente Aranda, al comediante Chiquito de la Calzada o a la actriz Maggie Civantos, entre muchos otros.

### Política y filosofía
En Málaga también ha habido pensadores como el filósofo Ibn Gabirol, uno de los pensadores neoplatónicos de la tradición medieval árabe. Y a juristas como Victoria Kent, la primera mujer en colegiarse como abogada en el Colegio de Abogados de Madrid. A Cánovas del Castillo, importante figura política en la segunda mitad del siglo XIX, entre otros. 

### Ciencia e ingeniería
Málaga cuenta entre sus naturales y habitantes con ingenieros y científicos cuyas contribuciones han tenido relevancia internacional o una gran trascendencia a nivel nacional. El médico Ibn al-Baitar nacido en Benalmádena hacia 1190 es famoso sobre todo por su tratado de farmacología Al-Jāmiʻ  que compilando más de 1400 fármacos y especies botánicas, 300 de las cuales eran descubrimientos suyos, fue traducida, entre otros, al latín, ejerciendo por este camino influencia en el desarrollo de la biología en Occidente hasta el siglo XIX.  Durante la Ilustración el militar e ingeniero malagueño Juan López Peñalver realiza importantes contribuciones en multiples ámbitos, por ejemplo en la minería, la geodesía o, las más relevantes históricamente, en la naciente econometría.  Fundaría en 1802 en Madrid el Real Gabinete de Máquinas que se puede considerar el primer museo de ciencia y tecnología de Europa. En el siglo XIX, la pujante burguesía malagueña también participó en hitos muy relevantes en la industrialización de España, buen ejemplo es el de Manuel Agustín Heredia y su creación de los primeros altos hornos de España para la producción de hierro.  Destaca también a finales del XIX y principios del XX el ingeniero de minas Domingo de Orueta y Duarte, que descubrió e investigó yacimientos de  platino y scheelita en la provincia, pero sobre todo legó el más importante tratado de microscopía óptica de la época. Varias de sus patentes en este ámbito fueron transferidas a las casas Zeiss y Schott, y en reconocimiento recibió el doctorado honoris causa por la Universidad de Jena. Ya en el primer tercio del siglo XX el ingeniero malagueño Jorge Jorge Loring Martínez será uno de los motores de la industria aeronáutica nacional con, entre otras muchas aportaciones, la fundación en 1921 de CETA, la primera aerolínea española de transporte civil de pasajeros que, además, operó por primera vez el puente aéreo Madrid-Barcelona.  El neurofisiólogo rondeño José Manuel Rodríguez Delgado tras doctorarse en el Instituto Cajal desarrolló la mayor parte de su carrera en la Universidad de Yale y es célebre por sus trabajos pioneros, durante los años sesenta y setenta, sobre la estimulación eléctrica del cerebro y el control del comportamiento humano mediante la implantación de chips cerebrales.  En las últimas décadas del siglo XX y las primeras del siglo XXI el ingeniero malagueño Antonio Luque destaca internacionalmente como uno de los pioneros en la investigación y desarrollo de células fotovoltaicas en pos del aumento de su eficiencia de conversión, siendo inventor, por ejemplo, de la célula bifacial, actualmente una de las tecnologías con mayor cuota de este potente mercado pero cuya primera fabricación industrial arrancó en Málaga en 1981. 

### Museos
La ciudad cuenta con numerosos museos, pero son las pinacotecas que acoge las que convierten a Málaga en una de las ciudades europeas con mayor concentración de centros de arte relevantes por número de habitantes:

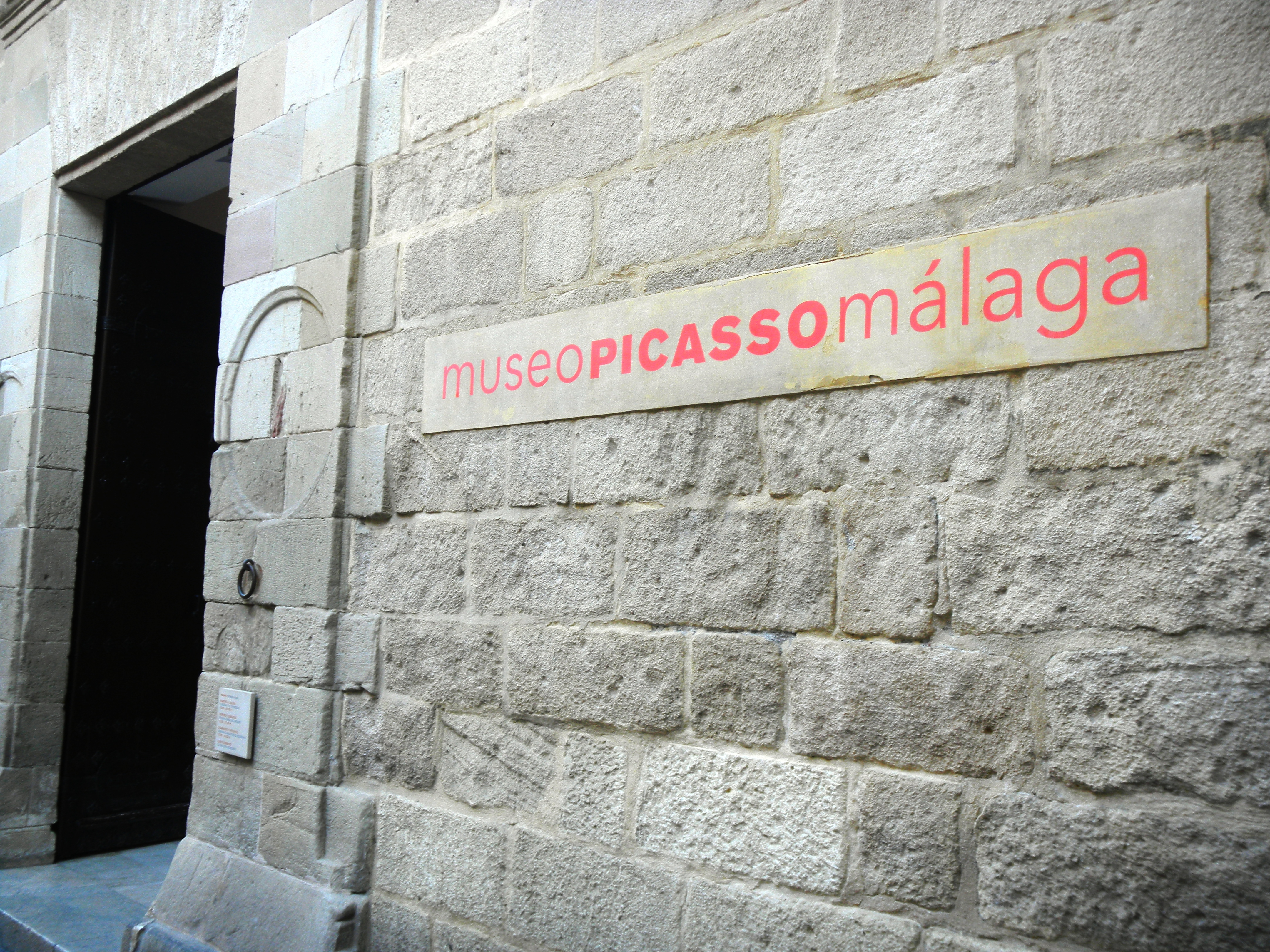
Museo Picasso Málaga

#### Museo Picasso Málaga y Fundación Picasso
El Museo Picasso Málaga ubicado en el renacentista Palacio de los Condes de Buenavista, posee 276 obras que recorren las ocho décadas de creación del genio malagueño Pablo Picasso, así como un ambicioso programa de exposiciones temporales. En 2013 recibió más de 400 000 visitantes, un setenta por ciento foráneos. Actualmente es el museo más visitado de Andalucía.
La Fundación Picasso Museo Casa Natal es otro espacio expositivo dedicado a Pablo Picasso. En la plaza de La Merced, en el edificio donde nació y vivió su infancia Picasso, atesora recuerdos infantiles y familiares del pintor así como obras picassianas y de José Ruiz Blasco, su padre, pintor y profesor de la Escuela de Bellas Artes de Málaga; también destacadas colecciones de arte especializadas en la obra gráfica, dibujo y cerámica de Pablo Picasso, así como un centro de documentación, con una biblioteca especializada en la vida y obra del artista.

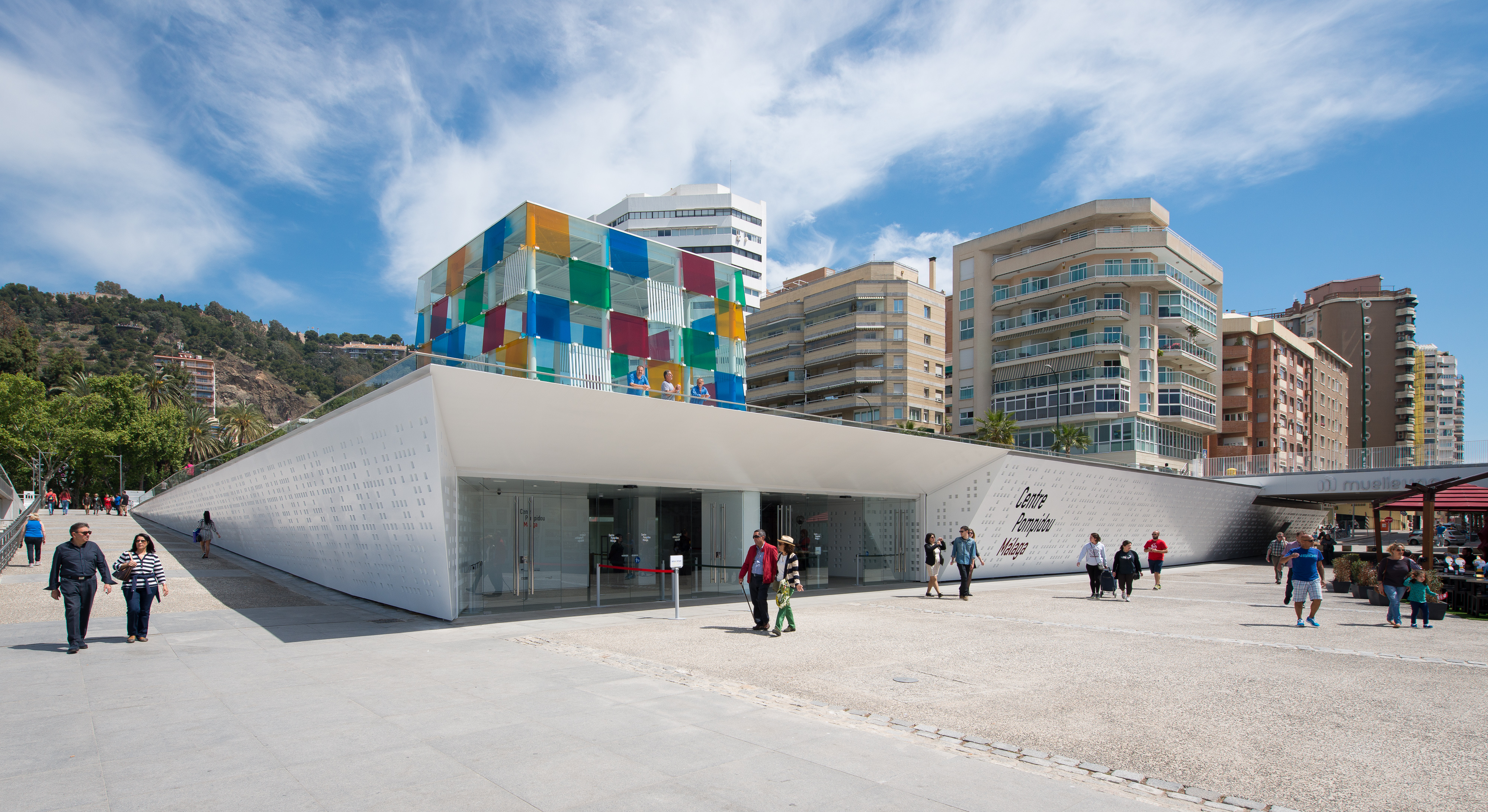
Centro Pompidou

#### Centre Pompidou
Pompidou, cuenta en su colección con obras de Frida Kahlo, Picasso, Bacon, Magritte, Leger, Max Ernst, de Chirico, Giacometti, Brancusi, Marc Chagall, Julio González, Joan Miró o Antoni Tápies, entre otros.

#### Centro de Arte Contemporáneo

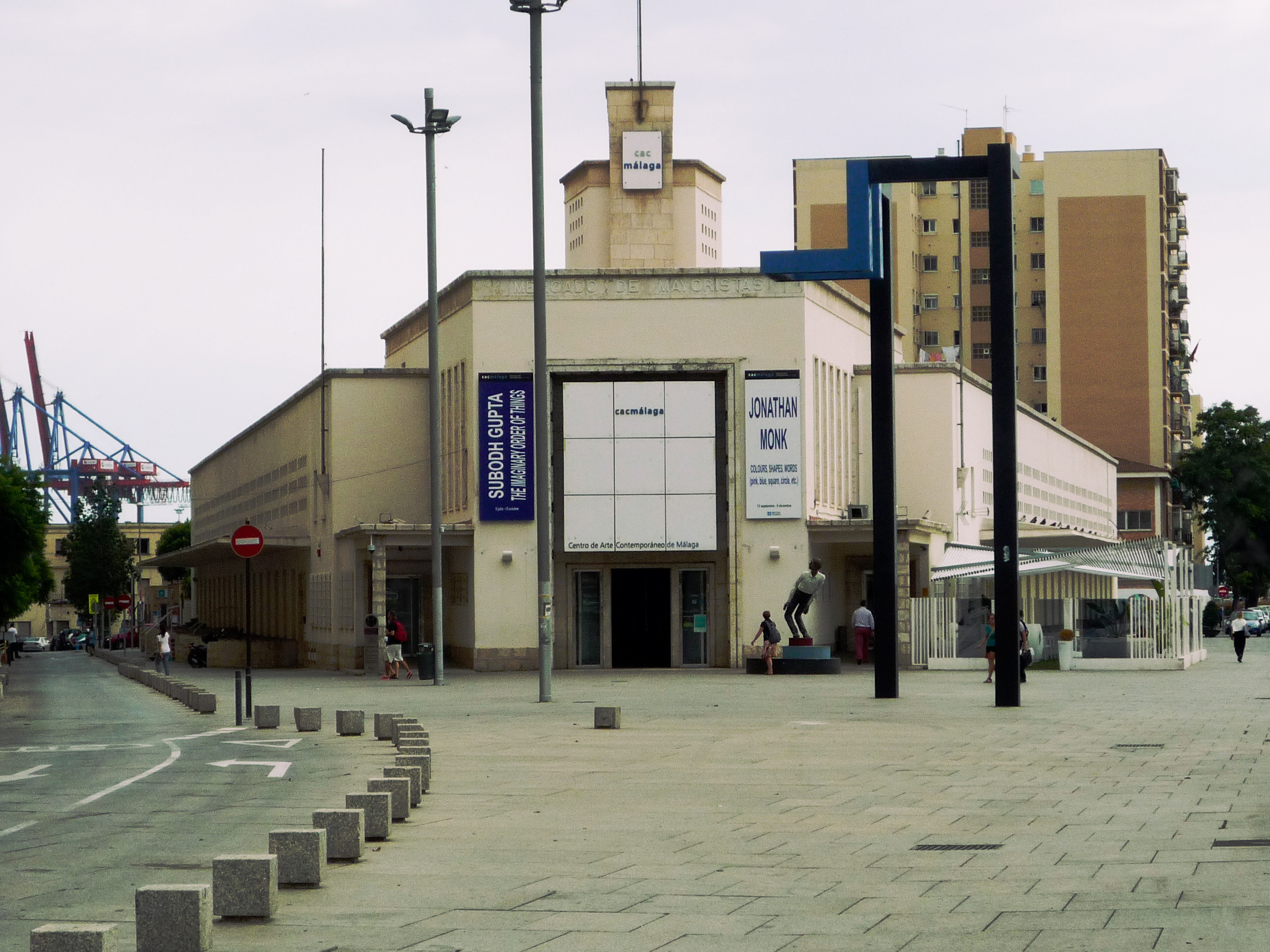
CAC Málaga

El Centro de Arte Contemporáneo de Málaga (CAC) fue inaugurado en 2003. Concebido según el modelo alemán Kunsthaus, exhibe artes plásticas y visuales desde el último tercio del siglo XX.
Consta de seis mil metros cuadrados de superficie, de los que dos mil cuatrocientos están dedicados a exposiciones. Forma parte de su catálogo expositivo en calidad de préstamo, la colección de Carmen Riera con autores como Andy Warhol, Jean Michel Basquiat, Juan Muñoz, Anish Kapoor o Louise Bourgeois.
Entre las exposiciones temporales ya realizadas han destacado grandes figuras del panorama internacional como Louise Bourgeois, Jake y Dinos Chapman, Gerhard Richter, Paul McCarthy, Anish Kapoor, Jason Rhoades, Raymond Pettibon, Ron Mueck, Rachel Whiteread, Yoshitomo Nara, Roni Horn, Daniel Richter, Rodney Graham o Marina Abramovic.

#### Museo Carmen Thyssen
El Museo Carmen Thyssen que está ubicado en el Palacio de Villalón del siglo XVI, cuenta con 267 obras de la Colección Carmen Thyssen-Bornemisza y exhibe un recorrido completo por la pintura española del siglo XIX, complementado con un cuidadoso programa de exposiciones temporales. En la colección se incluyen obras de Zurbarán, Mariano Fortuny, Raimundo de Madrazo, Martín Rico, Sánchez Perrier, Joaquín Sorolla, Aureliano de Beruete, Darío de Regoyos, Ramón Casas, José Gutiérrez Solana, Ignacio Zuloaga o Julio Romero de Torres, entre otros.

#### Museo Ruso San Petersburgo
El centro de la Colección del Museo Ruso San Petersburgo Málaga sito en la antigua Real Fábrica de Tabacos de Málaga es una subsede del centenario Museo Estatal Ruso de San Petersburgo. El discurso expositivo abarca desde los iconos de inspiración bizantina hasta el realismo socialista de la era soviética. Algunos de los artistas que forman parte de la colección seleccionada para Málaga son Isaac Levitan, Olga Rozanova, Alexander Rodchenko, Kazimir Malévich, Vasili Kandinski, Marc Chagall o Valentín Serov.

#### Museo de Málaga

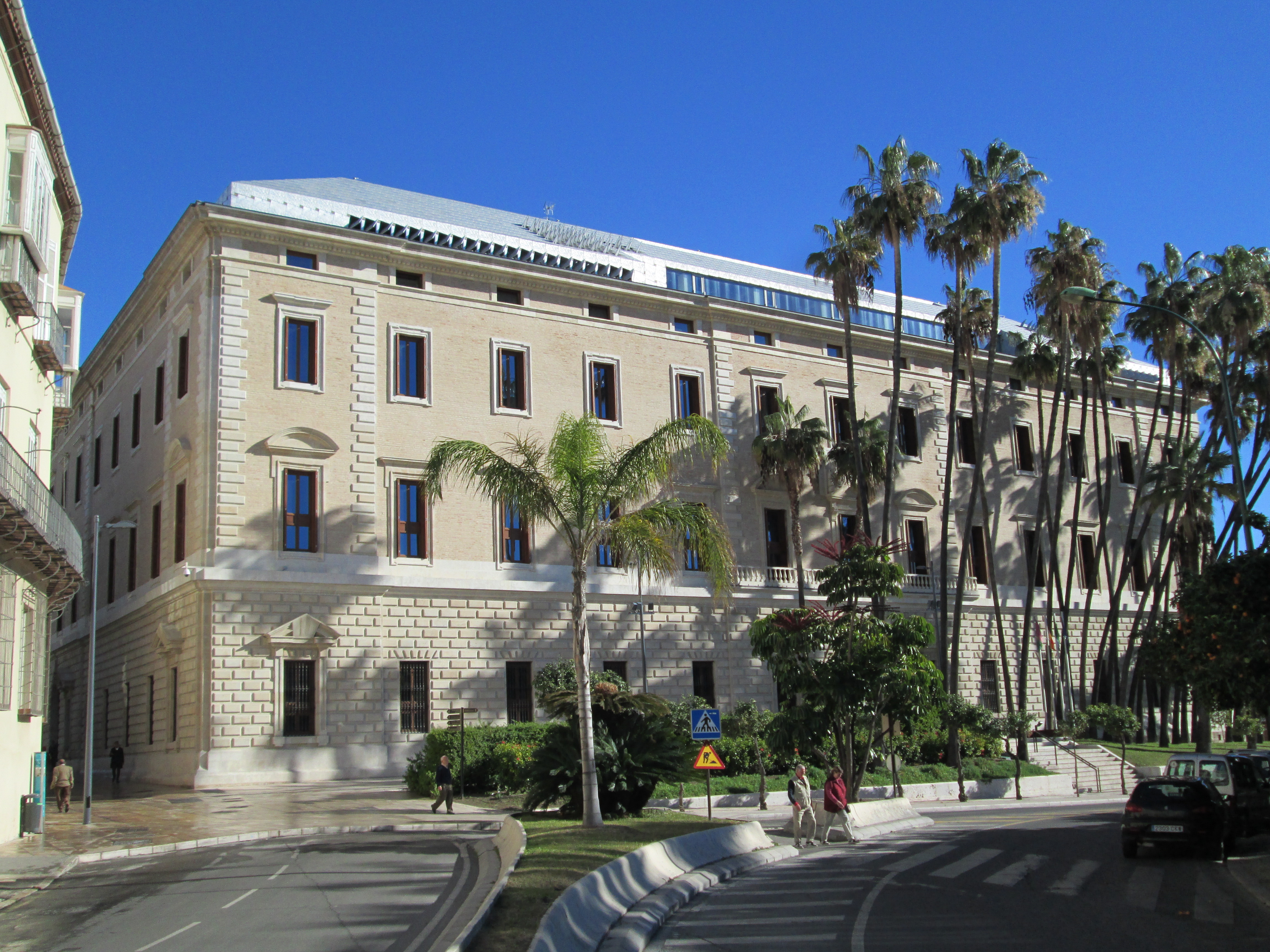
Museo Bellas Artes y Arqueológico

El Museo de Málaga es la fusión del Museo de Bellas Artes de Málaga, fundado en 1913, con el Museo Arqueológico Provincial de Málaga, de 1947, y tiene su sede en el Palacio de la Aduana.
Alberga un extenso catálogo, con una de las mayores colecciones de pintura de España, que supera los dos mil títulos, donde destaca la colección de pintura del siglo XIX, así como diversas colecciones arqueológicas que abarcan desde la prehistoria hasta el periodo musulmán, además de un valioso conjunto de bustos, esculturas y piezas funerarias romanas, entre otros efectos, con un total de más de 15 000 referencias.
Su sección de Bellas Artes incluye lienzos y esculturas de artistas de la talla de Luis de Morales, Luca Giordano, Murillo, Alonso Cano, Ribera, Goya, Pedro de Mena, Zurbarán, Sorolla, Federico Madrazo o Ramón Casas, así como varios de los más célebres integrantes de la denominada Escuela Malagueña de Pintura.- Moreno Carbonero, Enrique Simonet, Muñoz Degrain, José Nogales o Bernardo Ferrándiz. Tras alguna demora en sus trabajos de rehabilitación integral del edificio sede, abrió sus puertas en diciembre de 2016.

#### Museo del Patrimonio Municipal
El Museo del Patrimonio Municipal reúne unas 4000 piezas de escultura, pintura, obra gráfica y documentación de valor histórico, que muestran la historia de la ciudad. También de contenido histórico y etnográfico es el Museo de Artes y Costumbres Populares, fundado en 1976 por la Real Academia de Bellas Artes de San Telmo, que retrata la forma de vida de los malagueños en el pasado y en el presente.

#### Museos dedicados a la ciencia y tecnología
En el ámbito tecnológico y científico, existen varios museos en la ciudad: el Museo Alborania, creado en 1989 con el objetivo de dar a conocer la riqueza del Mar de Alborán; el Museo Nacional de Aeropuertos y Transporte Aéreo, con una colección relacionada con la aviación y los aeropuertos, aviones históricos en exposición, publicidad histórica de compañías aéreas; el Centro de Ciencia Principia, centro educativo en el que se exponen más de sesenta módulos interactivos y que cuenta con planetario y observatorio astronómico; o el Museo Automovilístico que expone más de noventa vehículos así como motores pertenecientes al coleccionista portugués João Manuel Magalhaes.

#### Museos de temática religiosa
Los museos dedicados al arte sacro son numerosos, ya que cada hermandad de Semana Santa suele tener su propio espacio expositivo. El Museo Catedralicio muestra algunas pinturas de gran valor, como ejemplares de Luis de Morales o José de Ribera, así como pequeñas esculturas del siglo XVII, ornamentos litúrgicos y piezas de orfebrería y de marfil. Por su parte, el Museo Sacro del Císter contiene una colección de escultura y pintura, así como importantes fondos documentales.

#### Museos temáticos
Además, existen una serie de museos temáticos como el Museo Interactivo de la Música, con una colección de instrumentos musicales; el Museo Casas de Muñecas, de miniaturas; el Museo del Vidrio y el Cristal, el Museo del Vino o el Museo Flamenco, con una colección de guitarras y documentos históricos de este cante, a los que se une la Antigua Imprenta Sur, pudiendo ser considerado un museo funcional pues, además de los fondos propios de la antigua imprenta, de principios del siglo XX, es operativo o funcional, editándose distintos volúmenes compuestos artesanalmente, a mano, e impresos en esas instalaciones museísticas, resultando una imprenta viva.

### Artes plásticas

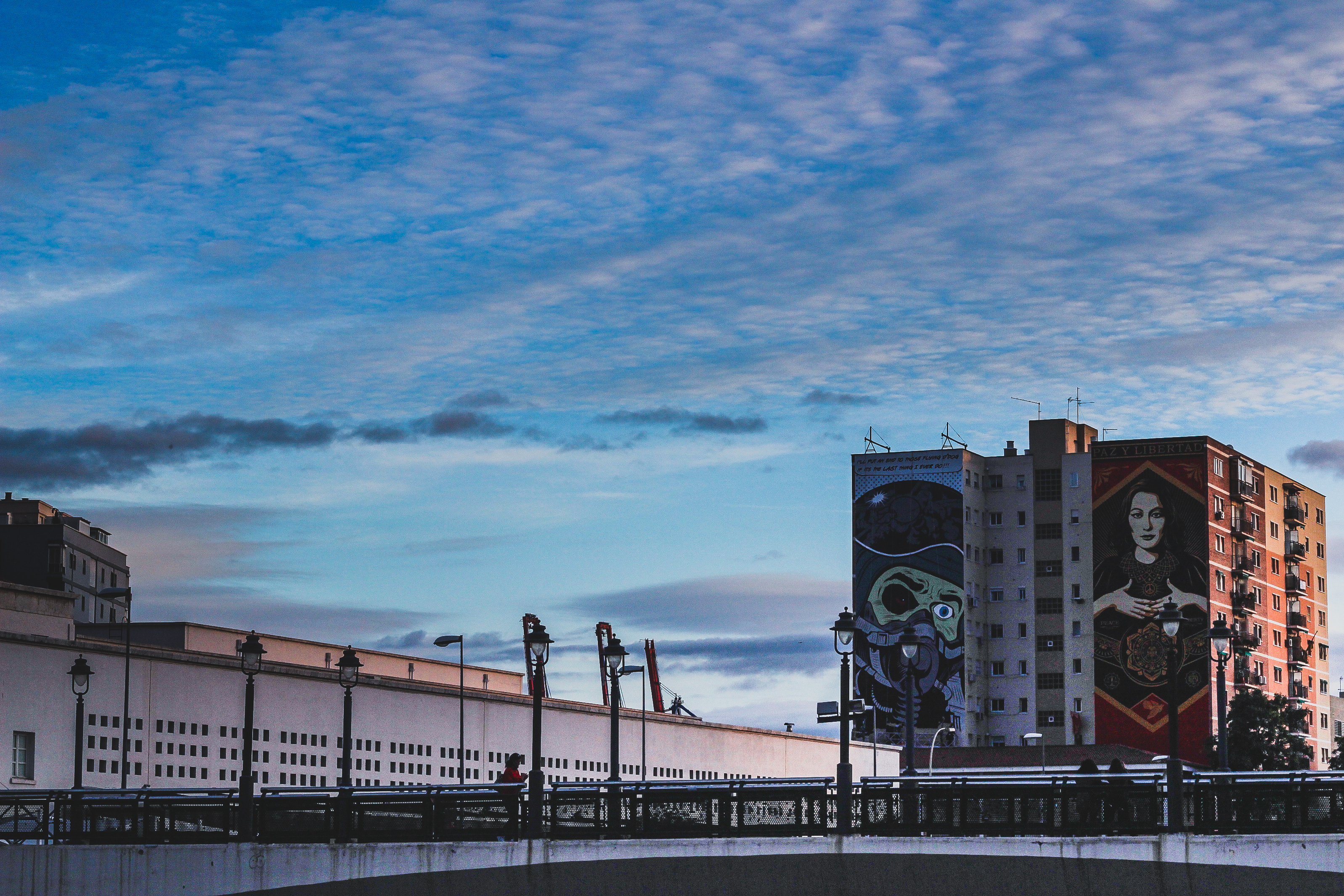
Murales gigantes de los artistas urbanos OBEY y D*Face en el Soho

Desde 1979, se despliega la actividad de diversos colectivos en los que figuran artistas como Manuel Barbadillo, Antonio Jiménez, Francisco Palma Burgos, Francisco Palma García, Dámaso Ruano, Jorge Lindell Díaz, Enrique Brinkmann y José Bonilla.
Al arte contemporáneo está consagrado el Octubre Picassiano, muestra organizada anualmente por la Fundación Picasso, que incluye exposiciones de arte, ciclos de conferencias, festivales de música, simposios y celebraciones populares, además de exposiciones sobre Picasso. Otras citas las organizan los diversos museos y salas de exposiciones privadas de la ciudad.
Además de los ya mencionados CAC Málaga o La Térmica, la ciudad cuenta con numerosas galerías de arte como la Alfredo Viñas, Benedito, Taller Gravura, Colectivo Espacio tres, GACMA, etc. La Fundación Unicaja gestiona la Sala Espacio Emergente que muestra el arte innovador de los nuevos creadores.
Cabe destacar también el certamen «MálagaCrea», de iniciativa municipal y carácter multidisciplinar. Supone un trampolín para los jóvenes creadores andaluces, y está integrado por nueve muestras divididas hasta en veinticinco modalidades artísticas diferentes: moda, artes visuales, videocreación, artes escénicas, jóvenes intérpretes, cultura gastronómica, baile flamenco, literatura, cómic y MálagaCrea Rock.

### Música

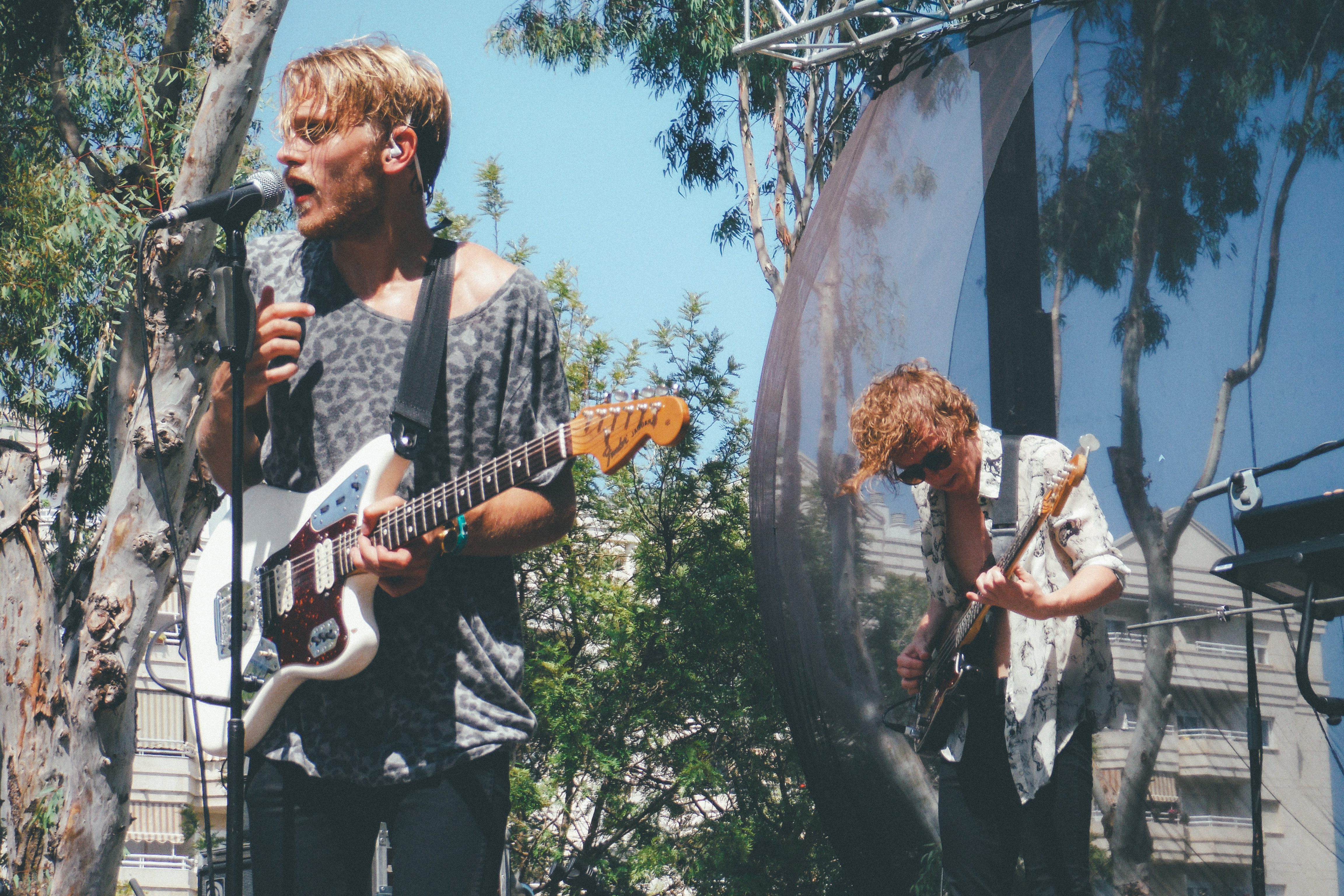
The Royal Concept en la edición del 101 Sun Festival de 2014

La ciudad cuenta con varias orquestas, siendo las más conocidas la Sinfónica, la Filarmónica y la Concerto Málaga, y varios coros, entre los que destaca la Coral Cármina Nova y el Coro de Ópera. También Málaga ha aportado diversos grupos y solistas a diferentes géneros de la escena musical española como la ópera (Carlos Álvarez), el jazz (Ernesto Aurignac), pop (Danza Invisible, Efecto Mariposa, Vanesa Martín, Anni B Sweet, Pablo Alborán, Pablo López), el rock (Tabletom), el flamenco chill (Chambao), la copla (Diana Navarro, Miguel de Molina, Antonio Molina, etc.) o el hip hop (Hablando en plata, Nazión Sur, Pinnacle Rockers, Triple XXX, Jefe de la M).
Además, el Ayuntamiento de Málaga, a través del Área de Juventud, organiza anualmente el certamen cultural MalagaCrea Rock, con el objetivo de dar a conocer y promocionar a solistas y bandas musicales de la provincia. La final se celebra cada año en la Feria de Agosto. (Tom Cary, Icarus Crash, Jarrillo Lata o Glaciar, entre otros, son algunos de los grupos que han ganado este certamen). A partir de 2010 la convocatoria adquirió carácter autonómico, admitiendo a concurso bandas de otras provincias andaluzas.
Entre las salas de conciertos destacan el Velvet Club, la Sala Eventual Music, la Sala Vivero, la Sala París 15 y la Sala María Cristina, entre otras. Y como gran evento musical anual cabe mencionar el 101 Sun Festival, dedicado al indie rock.
Málaga es una de las cunas del flamenco, por lo que históricamente ha tenido un gran peso en este arte debido a los cantes creados en la ciudad y en la provincia como los verdiales o las malagueñas, a la multitud de cantaores que ha dado, así como a los enclaves flamencos históricos como el barrio de El Perchel, acuñándose por estos motivos el término «Málaga cantaora». A lo largo del año hay numerosos eventos y espectáculos en diferentes locales de la ciudad así como en teatros como el Alameda y el Cánovas. Además, en Málaga se encuentra una de las peñas flamencas más antiguas de España como es la Peña Juan Breva y se celebran festivales de flamenco de renombre como la Bienal de Málaga en Flamenco.

### Bibliotecas y archivos
La ciudad cuenta con una red de más de 40 bibliotecas de diferentes organismos, tanto públicos como privados. La principal red pública de bibliotecas se configura por las gestionadas por la Consejería de Cultura de la Junta de Andalucía y el Ayuntamiento de Málaga. Otras bibliotecas son propiedad de las obras sociales de los bancos, como Unicaja o de la Universidad de Málaga, o están dedicadas a un campo específico, como son las bibliotecas del Centro Meteorológico Costa Sur del Instituto Nacional de Meteorología, el Centro de Cultivos Subtropicales, el Colegio Oficial de Farmacéuticos, el Conservatorio Superior de Música o la del Observatorio Sismológico.
La Biblioteca Provincial de Málaga es la biblioteca de referencia de las administraciones central y autonómica en la provincia de Málaga y se encuentra ubicada en una sede provisional a la espera de traslado desde hace dos décadas, y se complementa con el Archivo Histórico Provincial y el Archivo Municipal.

### Artesanía

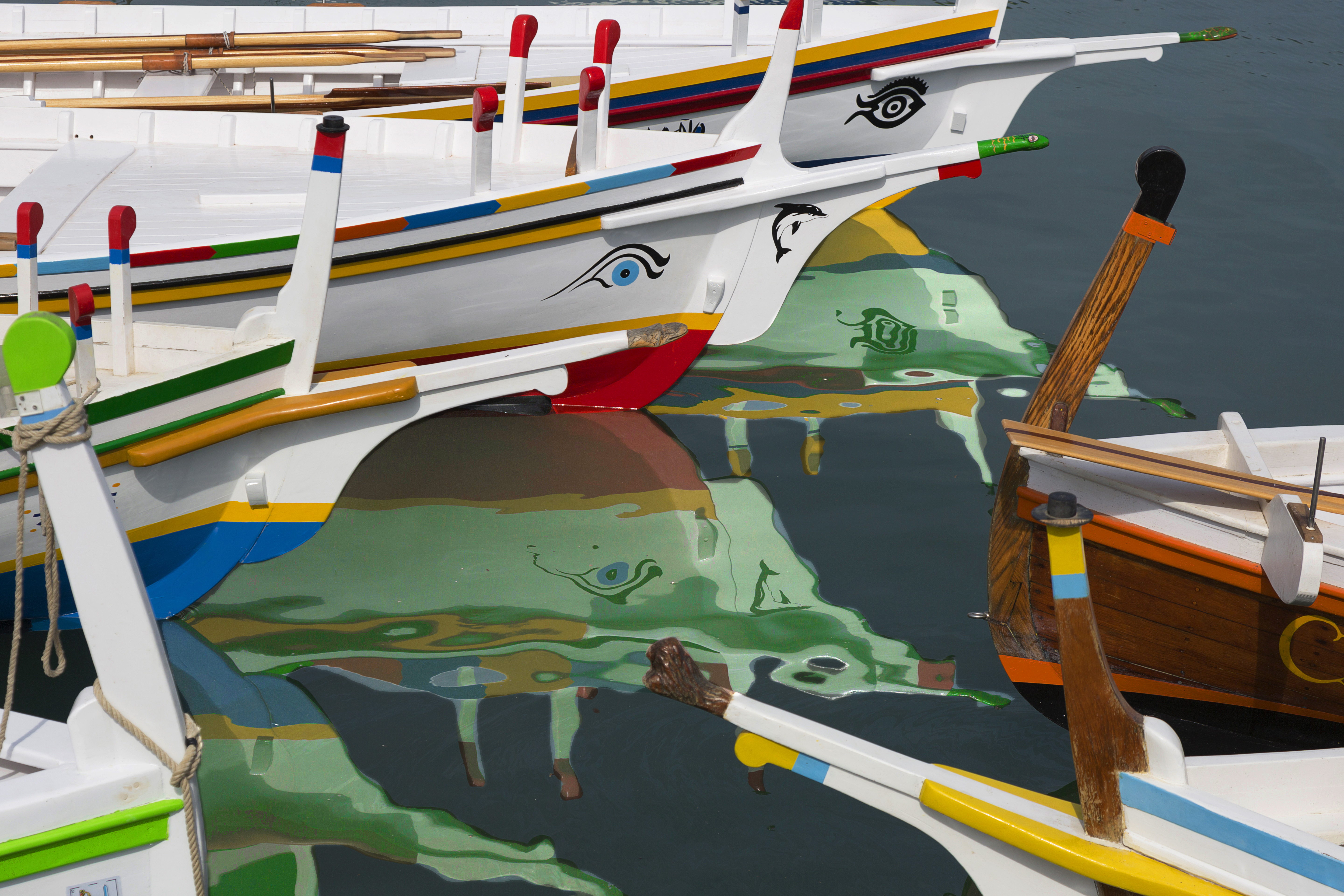
Las regatas tradicionales se hacen en jábegas, embarcaciones clásicas que se construyen en los astilleros malagueños

Se producen de forma artesanal alfombras, artículos de cuero, esparto, palma, piel y pita, bordados, castañuelas, cera, cerámica, encuadernación, guitarras, joyería, juguetería, metal, muebles de madera, parafina, talla de mármol, trabajos textiles y vidrio.
La tradición ceramista en Málaga se consolidó durante la época andalusí, con la llamada cerámica dorada, aunque sus orígenes son mucho más antiguos. Cabe destacar la representación de figuras y personajes típicos de la localidad y la alfarería con vasijas, macetones o candiles. La ebanistería goza de gran reconocimiento y aún existe un buen número de talleres artesanos dedicados a la elaboración y restauración de muebles, instrumentos musicales y otros objetos diversos. Asimismo, la ciudad tiene una gran tradición en el trabajo del metal, especializado en la cerrajería artística que frecuentemente se exporta a Oriente Medio.
Mención aparte merecen los Astilleros Nereo, dedicados a la construcción de barcos tradicionales como la jábega, y que están en proceso de ser declarados actividad de interés etnológico por la Junta de Andalucía.

### Gastronomía
La cocina malagueña es un compendio de toda la gastronomía de la provincia y se encuadra dentro de la dieta mediterránea. Los Espetos de Sardinas, los boquerones, tanto fritos como en vinagre, y el pescaíto frito hecho a base de boquerones, jureles, salmonetes, pulpo o calamares, son los platos más típicos, pero también cabe mencionar la cazuela de fideos, el gazpacho, el gazpachuelo, las migas, la ensalada malagueña, el ajoblanco y la porra antequerana, entre otros.
Málaga es conocida por sus vinos dulces que se producen desde la antigüedad. Estos vinos están protegidos bajo la Denominación de Origen Málaga y Sierras de Málaga. Además, también son tradicionales el Ron de Málaga y el brandy.

### Fiestas tradicionales

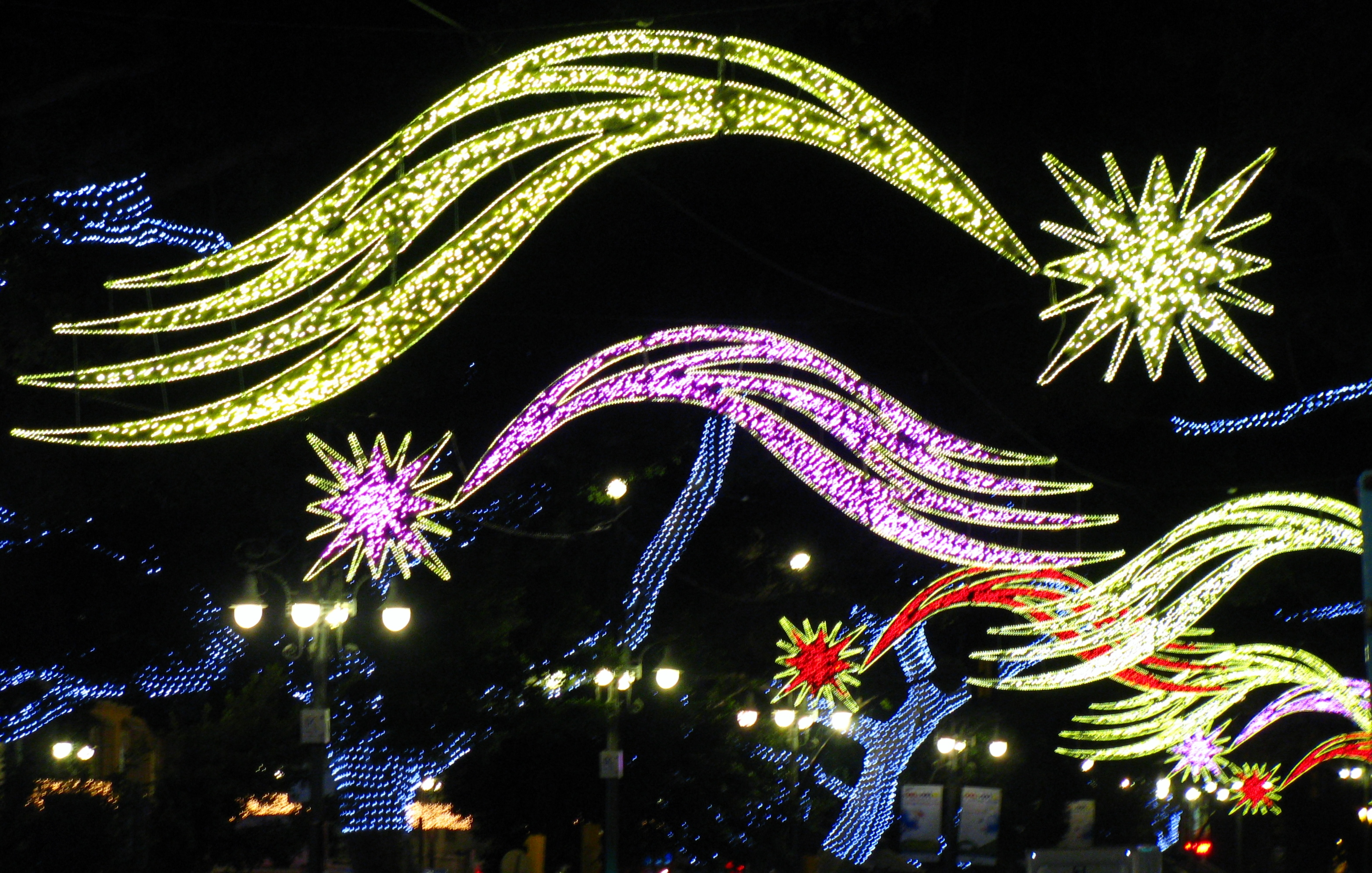
Alameda Principal en Navidad

Como en casi todos los pueblos y ciudades del Sur de España, en Málaga se celebran anualmente la Navidad, la Semana Santa, la noche de San Juan, el carnaval y las cruces de mayo, además de otras más recientes y de origen foráneo como Halloween, que coincide con la Festividad de Todos los Santos.

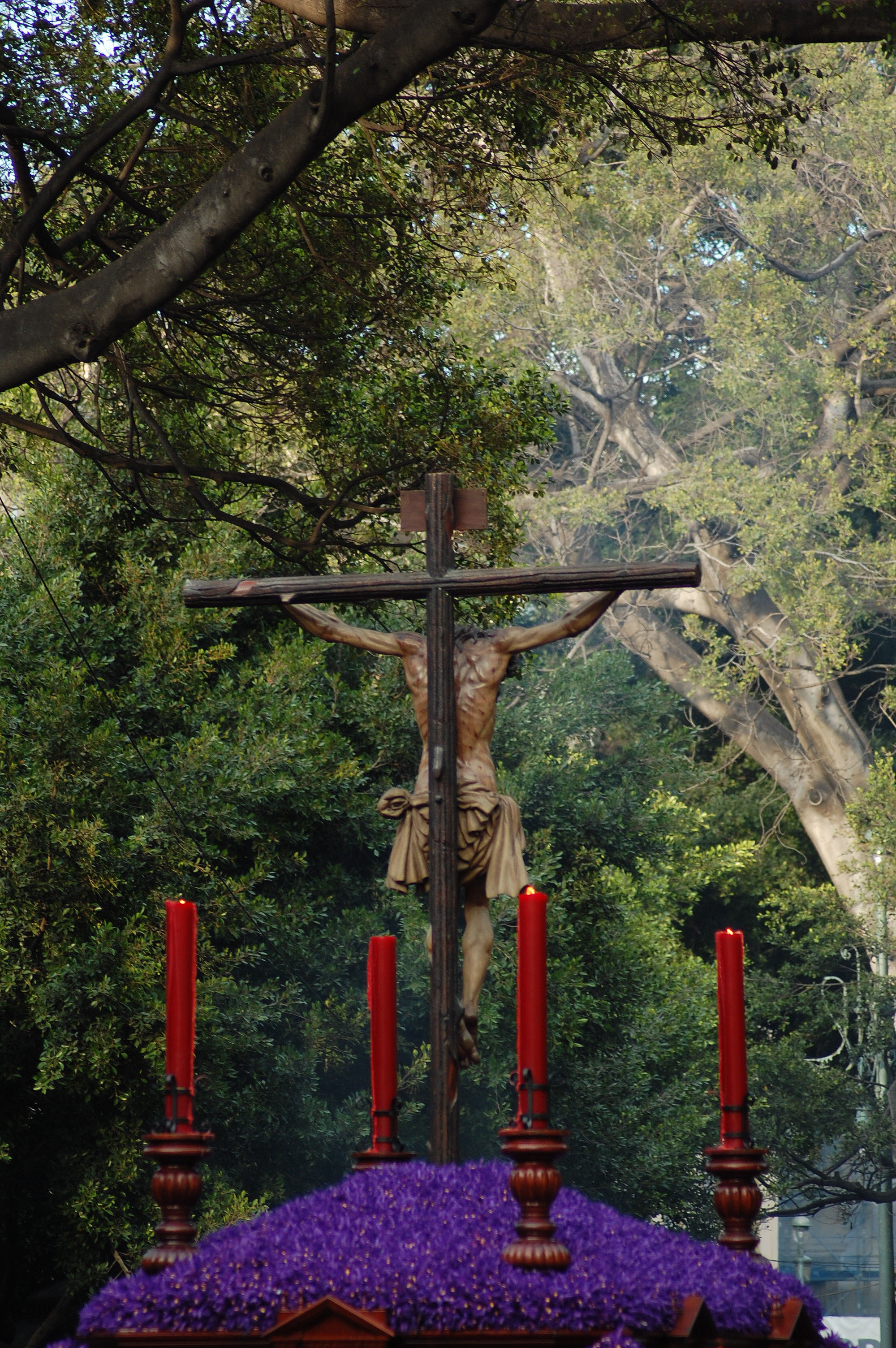
El Santísimo Cristo de la Redención de la Archicofradía de los Dolores de San Juan en una procesión de Semana Santa

La Semana Santa en Málaga, con imágenes que se procesionan en tronos llevados a hombros bajo varales, está declarada de interés turístico internacional desde 1965. Las advocaciones más populares son el El Cautivo; la Virgen del Rocío, conocida como la Novia de Málaga; la Virgen de la Paloma; El Rico; La Expiración, una de las obras maestras de Mariano Benlliure; el Cristo de La Buena Muerte; la Virgen de Zamarrilla; La Esperanza o el Sepulcro, el Viernes Santo, y acabaría el Domingo de Resurrección con la salida del Resucitado. Todas estas entre más de cuarenta procesiones que durante todo un año trabajan no únicamente por el día de sus correspondientes estaciones penitenciales, sino que además, también llevan a cabo labores caritativas como lo es la fundación Corinto, en donde más de mil malagueños que se encuentran pasando por malos momentos son acogidos para que estos puedan comprar con precios más baratos.
La Festividad de Nuestra Señora del Carmen se celebra el 16 de julio y consiste en una procesión terrestre y posterior procesión marítima de imágenes bajo la advocación de la Virgen del Carmen, patrona de los marineros. Hay una que es la Virgen del Carmen Coronada del Perchel que sale el domingo siguiente al día de su santo, desde por la mañana en dirección a la Catedral, hasta por la tarde, con su embarque en el puerto de Málaga y su posterior procesión de regreso al templo.
Del segundo viernes de agosto hasta el domingo de la semana siguiente se celebra la Feria de Málaga, la gran fiesta del verano, que se inaugura con una exhibición de fuegos artificiales. En ella desfilan trajes de flamenca y exponentes de la raza del caballo andaluz. La feria de día se celebra en el centro histórico de la ciudad, siendo típico el consumo de vino dulce malacitano y bailar al son tanto de las malagueñas y verdiales, como de la música más actual en los bares o en las calles de la ciudad. Por la noche, la feria se desplaza hacia el Real del Cortijo de Torres, donde además de las atracciones mecánicas se sitúan las casetas. También se realizan festejos de toros en la plaza de La Malagueta y numerosos conciertos de música. Cada sábado de feria se realiza la romería a la Basílica de Nuestra Señora de la Victoria para ir a ver a la patrona. Gran cantidad de personas se dirigen hacia la basílica vestidas con los trajes de gitana, propios de la feria.
Cada 8 de septiembre se celebra el día de la Virgen de la Victoria, Santa Patrona de Málaga.

### Deportes

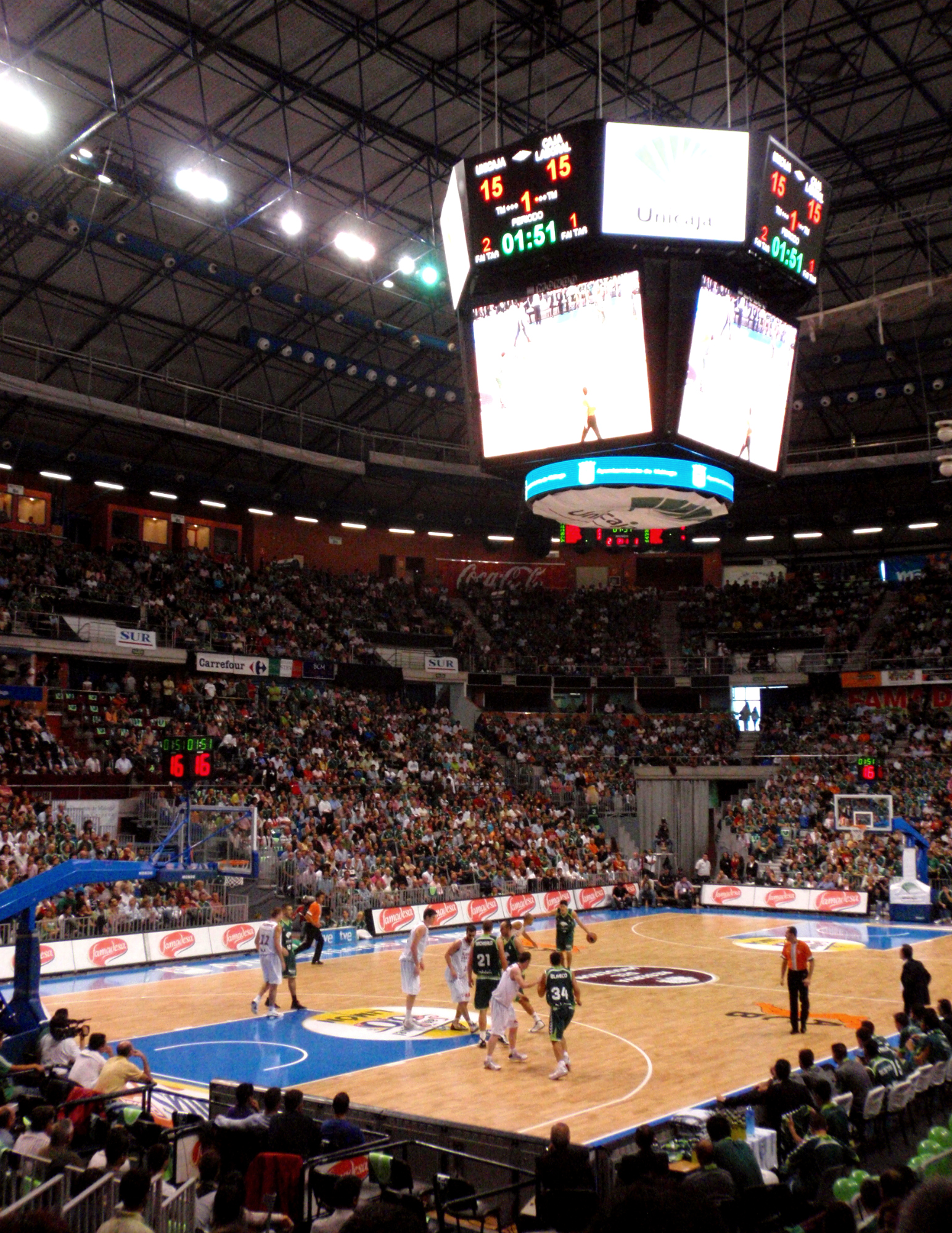
El Palacio de Deportes José María Martín Carpena

En la zona oeste, junto a la ribera del Guadalhorce, se concentran algunas de las más significativas instalaciones deportivas de la ciudad. Aquí se encuentra el Palacio de Deportes José María Martín Carpena, que tiene una superficie de 22 000 m² y un aforo de 11 300 espectadores siendo el mayor pabellón polideportivo del sur de España y sede del equipo de baloncesto Unicaja Málaga, que juega en la liga ACB, en cuyo recinto se han disputado, entre otros eventos, los torneos de la Copa del Rey de baloncesto de los años 2001, 2007, 2014, 2020 y 2024. Además, el espacio exterior polivalente del Palacio de Deportes fue sede de la semifinal de la Copa Davis que enfrentó a España con Argentina en septiembre de 2003.
En sus inmediaciones se encuentra el Estadio Ciudad de Málaga, moderna instalación donde se celebró la Copa de Europa de Atletismo de 2006 o el Campeonato de España de Atletismo 2011, y donde realiza sus entrenamientos el Málaga CF. Junto a estas instalaciones también se emplaza el Centro Acuático de Málaga, que en julio de 2008 albergó los campeonatos europeos masculino y femenino de waterpolo.
La ciudad cuenta con otra destacada instalación deportiva que es la Ciudad Deportiva de Carranque, que debido al carácter multidisciplinar de sus instalaciones, puede dar cabida a la práctica de numerosas modalidades deportivas como atletismo, baloncesto, natación, fútbol, pádel, hockey hierba, etc., y donde disputa sus partidos de la liga LEB Oro el otro equipo de básquet de la ciudad, el Clínicas Rincón.

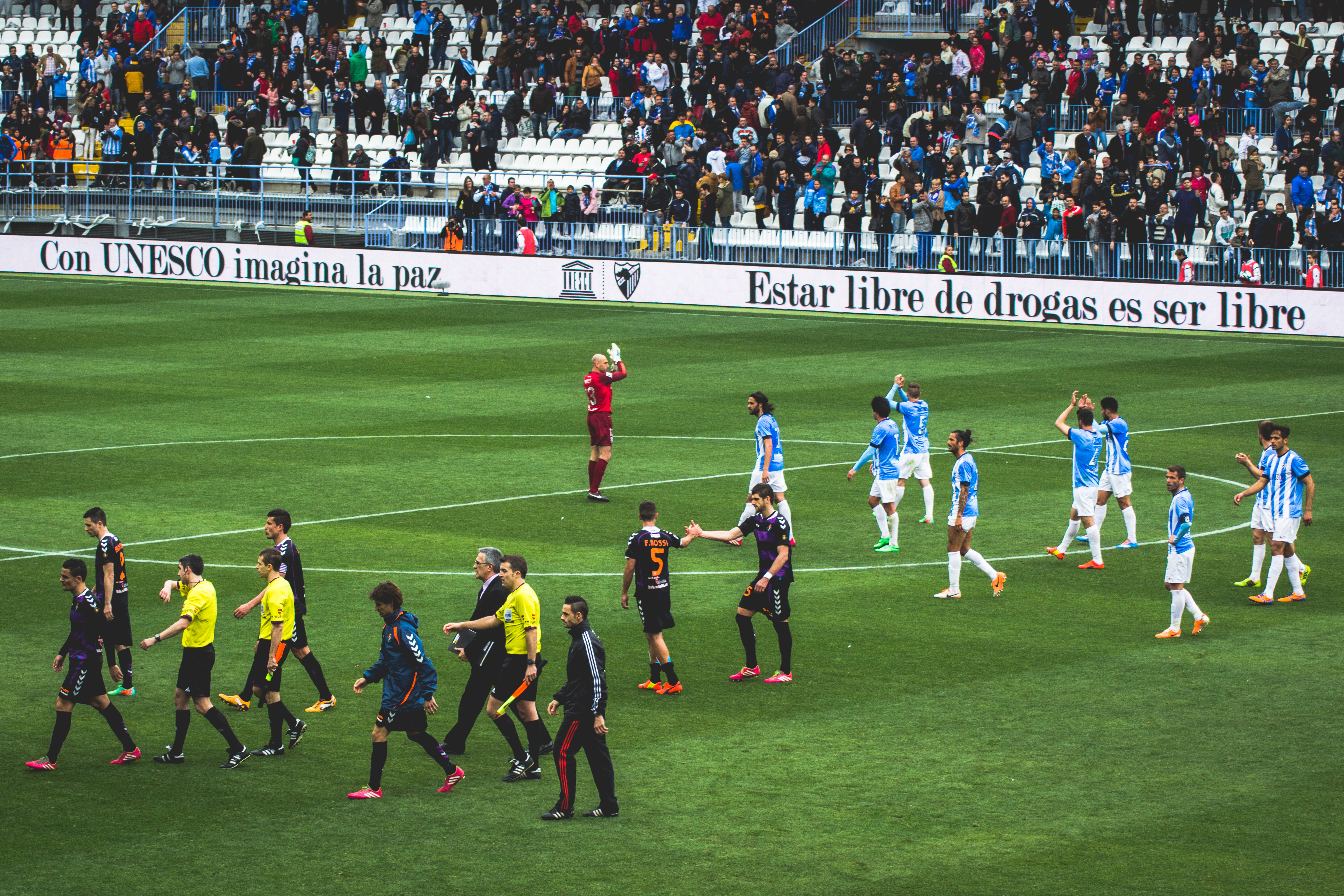
Al finalizar un partido, varios jugadores del Málaga saludan a la afición en el centro del terreno de juego del Estadio La Rosaleda

El estadio La Rosaleda, situado al final del paseo de Martiricos, es el estadio del Málaga Club de Fútbol, que milita en Segunda División, con capacidad para 30 044 espectadores y considerado de máxima categoría según la regulación de infraestructuras de los estadios de la UEFA. Además de La Rosaleda, el Málaga C.F. cuenta con la Ciudad Deportiva El Viso, que se localiza en la zona de El Cónsul-Teatinos y es sede habitual de los enfrentamientos del Atlético Malagueño, filial de Málaga CF que milita en Tercera división.
El otro equipo señero de la ciudad es el El Palo F.C. que juega en Segunda Federación, la cuarta categoría nacional, y disputa sus encuentros en el Estadio Nuevo San Ignacio en la barriada malagueña de El Palo y con capacidad para 1000 espectadores.
La estrecha vinculación de la ciudad con los deportes náuticos queda reflejada en el prestigioso Real Club Mediterráneo, fundado en 1873 y decano de los clubes náuticos españoles. En sus instalaciones se celebra desde 1943 el Trofeo Su Majestad el Rey.
Un evento deportivo tradicional malagueño es la Liga de Jábegas que se disputa anualmente durante los meses de julio, agosto y septiembre en diferentes playas de la ciudad o costeras, junto con otras competiciones como la travesía a nado del puerto.
Otros espacios polideportivos que se pueden encontrar en la mayoría de los distritos: Palacio de los Deportes de Ciudad Jardín, polideportivo El Torcal, centro de planificación deportiva de Carranque, polideportivo José Paterna, polideportivo AQA La Trinidad, polideportivo del Tiro de Pichón y polideportivo La Mosca.
En diciembre se celebra la Zúrich Maratón de Málaga.

### Medios de comunicación
Los principales periódicos y cadenas de televisión nacionales cuentan con oficinas en Málaga. Están presentes en la ciudad los diarios El Mundo, El País, ABC, Expansión y las principales cadenas de televisión, tanto a nivel nacional, autonómico y provincial, así como las agencias de comunicación EFE, CRNC y Europa Press.
Los diarios provinciales que se editan en Málaga son Sur —del grupo Vocento—, La Opinión de Málaga —de Grupo Moll-Prensa Ibérica— y Málaga Hoy —del Grupo Joly—, que centran su información en las noticias de interés local y provincial. Entre las revistas especializadas destaca Litoral. La prensa escrita tiene una larga tradición en la ciudad, que comenzó en el siglo xix con la publicación de La Unión Mercantil y continuó durante el siglo xx con El Popular, Diario Málaga-Costa del Sol y otros medios ya desaparecidos. La prensa gratuita empezó a aparecer en la década de los 1990 y en 2009 se distribuyen ADN, 20 Minutos y Qué!
Las emisoras de radio, por su parte, son numerosas, mientras que las principales emisoras de televisión local son Canal Málaga (Emisora pública municipal, antes conocida como Onda Azul), PTV Málaga, 73 TV y 101tv Málaga. Casi todos estos medios tienen presencia en la red.
Destaca también la moderna y revitalizante presencia en redes sociales de algunos jóvenes influencers malagueños como Álvaro de Linares, cuya labor de promoción de la ciudad ha sido reconocida repetidas veces tanto por las autoridades municipales como por diversas cadenas de radiotelevisión locales.

## Ciudades hermanadas
Actualmente, Málaga está hermanada con:
- Tiro, Líbano[255]
- Passau, Alemania[137][256]
- Popayán, Colombia[137]
- Zacatecas, México[137]
- Manila, Filipinas[257]
- Bergen, Noruega[257]
- El Aaiún, Campos de Refugiados de la RASD, Argelia[257][258]

Anteriores hermanamientos:
- Mobile, Estados Unidos[259]